# Hổ răng kiếm
Smilodon là một chi của phân họ Machairodont đã tuyệt chủng thuộc Họ Mèo. Chúng là một trong những động vật có vú thời tiền sử nổi tiếng nhất và loài mèo răng kiếm được biết đến rộng rãi nhất. Mặc dù thường được gọi là hổ răng kiếm, chi này không liên quan chặt chẽ đến các loài hổ hay mèo hiện đại. Smilodon sống ở châu Mỹ trong thế Canh Tân (2,5 triệu năm - 10,000 năm trước). Chi này được đặt tên vào năm 1842, dựa trên các hóa thạch từ Brazil. Có ba loài trong chi được công nhận ngày nay: S. gracilis, S. fatalis, và S. populator. Hai loài thứ hai có lẽ là hậu duệ của S. gracilis, mà chính nó có thể tiến hóa từ chi Megantereon. Bộ sưu tập lớn nhất của hóa thạch Smilodon đã được khai quật từ hố nhựa Rancho La Brea ở Los Angeles, California.
Nhìn chung, Smilodon có cơ thể mạnh mẽ hơn bất kỳ loài săn mồi họ mèo nào khác, với các chân trước đặc biệt phát triển tốt và răng nanh trên dài đặc biệt. Hàm của chúng có một góc há mồm lớn hơn so với mèo hiện đại, và răng nanh trên của chúng khá mảnh mai, được thích nghi để tạo ra đòn cắn chính xác. S. gracilis là loài nhỏ nhất và có khối lượng từ 55 đến 100 kg. S. fatalis có khối lượng từ 160 đến 280 kg và chiều cao 100 cm. Cả hai loài này chủ yếu được biết đến từ Bắc Mỹ, nhưng các mảnh hóa thạch từ Nam Mỹ cũng được quy cho chúng. S. populator từ Nam Mỹ là loài lớn nhất, có cân nặng từ 220 đến 400 kg và chiều cao 120 cm, là một trong những loài mèo lớn nhất được biết đến. Hoa văn trên bộ lông của Smilodon chưa được xác định.
Ở Bắc Mỹ, Smilodon săn bắt những động vật ăn cỏ lớn như Bison antiquus và lạc đà Camelops, và chúng vẫn thành công ngay cả khi gặp các loài săn mồi mới ở Nam Mỹ. Smilodon được cho là đã giết chết con mồi của nó bằng cách giữ chặt con mồi với chân trước và cắn nó, nhưng không rõ ràng là chúng cắn bằng cách nào. Các nhà khoa học tranh luận liệu Smilodon có lối sống xã hội hay đơn độc; phân tích hành vi của động vật ăn thịt hiện đại cũng như những tàn tích hóa thạch của Smilodon có thể sẽ chống lưng cho một trong hai quan điểm. Smilodon có thể sống trong môi trường sống khép kín như rừng và bụi rậm, vốn đã cung cấp sự bảo vệ cho con mồi bị phục kích.
Smilodon tuyệt chủng cùng thời điểm với hầu hết các động vật lớn tại Bắc Mỹ và Nam Mỹ biến mất, khoảng 10.000 năm trước. Sự phụ thuộc nguồn thức ăn vào các loài động vật lớn đã được đề xuất là nguyên nhân của sự tuyệt chủng của loài mèo này, cùng với sự thay đổi khí hậu và cạnh tranh với các loài khác (bao gồm cả sự xuất hiện của con người ở châu Mỹ), nhưng nguyên nhân chính xác là không rõ.

## Phân loại học

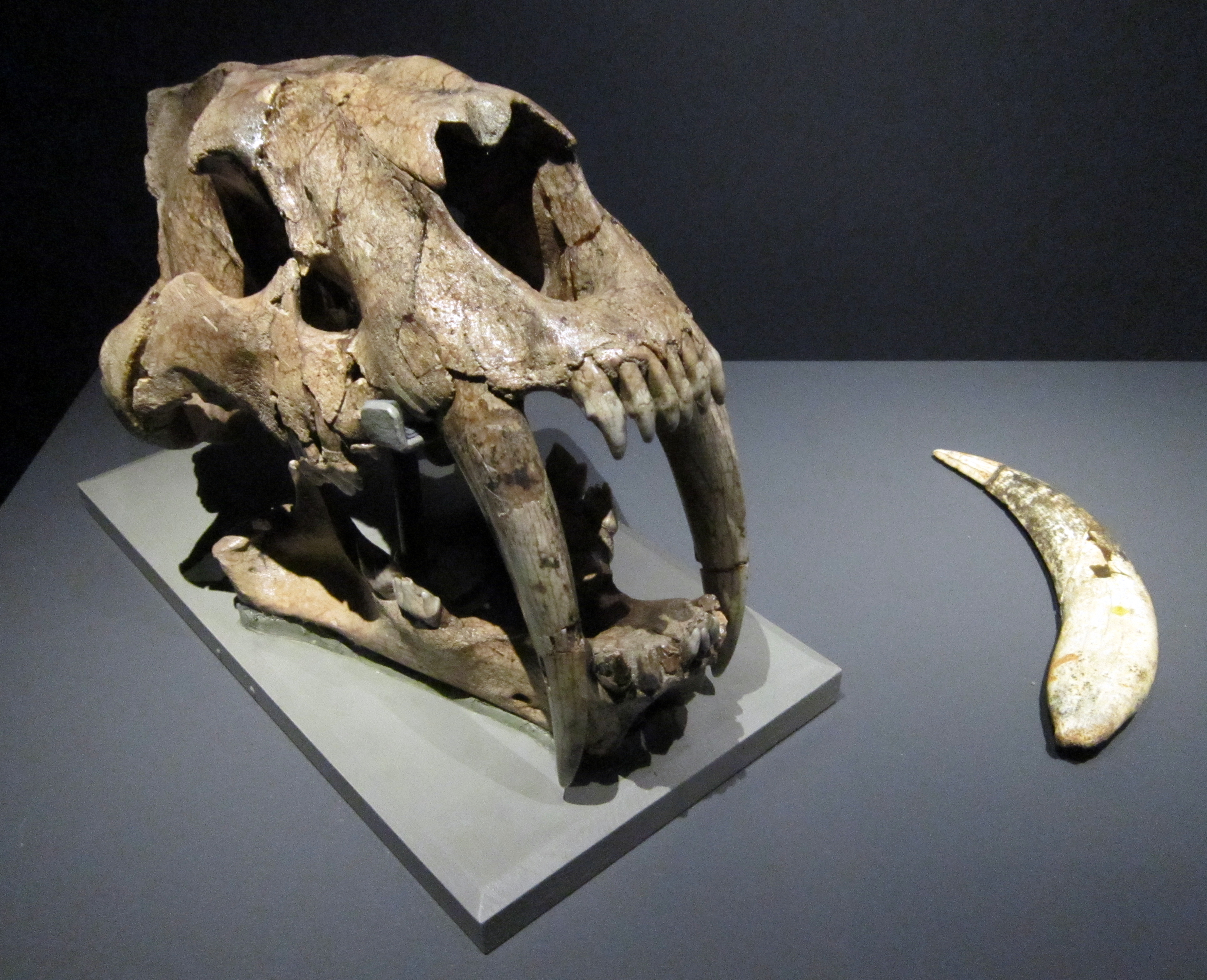
Hộp sọ S. populator và mẫu răng nanh chuẩn đồng kiểu trong bộ sưu tập của Peter Wilhelm Lund, Bảo tàng Động vật học, Copenhagen

Trong những năm 1830, nhà tự nhiên học người Đan Mạch Peter Wilhelm Lund và các trợ lý của ông đã thu thập hóa thạch trong các hang động đá vôi gần thị trấn nhỏ Lagoa Santa, Minas Gerais, Brazil. Trong số hàng ngàn hóa thạch được tìm thấy, ông nhận ra một vài chiếc răng má bị cô lập là của một con linh cẩu, mà ông đặt tên là Hyaena neogaea vào năm 1839. Sau khi tìm thấy nhiều vật liệu hơn (bao gồm cả răng nanh và xương chân), Lund kết luận rằng hóa thạch này thực chất thuộc về một chi riêng biệt của họ Mèo, mặc dù chuyển tiếp với linh cẩu. Ông tuyên bố rằng nó sẽ tương đương với những kẻ săn mồi hiện đại lớn nhất về kích thước, và mạnh mẽ hơn bất kỳ con mèo hiện đại nào. Lund ban đầu muốn đặt tên cho chi là Hyaenodon, nhưng nhận ra tên này đã trở thành tên chính thức của một loài săn mồi thời tiền sử khác, thay vào đó, ông đặt tên cho nó là Smilodon populator vào năm 1842. Ông đã giải thích ý nghĩa của tên bằng tiếng Hy Lạp cổ đại của Smilodon là σμίλη (smilē), một con dao mổ hoặc dao hai lưỡi, và οδόντος (odontús), răng. Dịch ra là "răng có hình dạng như con dao hai lưỡi". Ông giải thích tên loài là "kẻ hủy diệt", cũng được dịch là "kẻ mang đến sự tàn phá". Đến năm 1846, Lund đã có được gần như mọi bộ phận của bộ xương (từ các cá thể khác nhau) và nhiều mẫu vật được tìm thấy ở các nước láng giềng bởi các nhà sưu tập khác trong những năm tiếp theo. Mặc dù một số tác giả sau này đã sử dụng tên loài ban đầu của Lund là neogaea thay vì populator nhưng hiện tại nó được coi là một nomen nudum ("tên trần"), vì nó không đi kèm với một mô tả thích hợp và không có mẫu chuẩn. Một số mẫu vật ở Nam Mỹ đã được gán cho các chi, phân chi, loài và phân loài khác, chẳng hạn như Smilodontidion riggii, Smilodon (Prosmilodon) skeenadensis và S. bonaeriensis, nhưng hiện tại chúng được coi là danh pháp đồng nghĩa của S. populator.

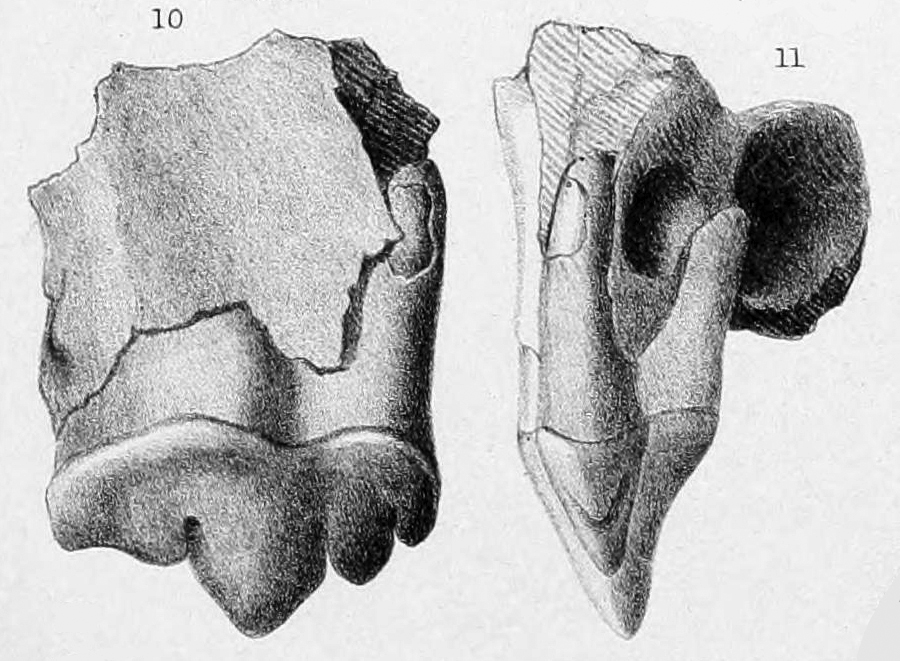
Thạch bản năm 1869 của răng hàm và mảnh hàm trên, đóng vai trò là mẫu định danh của loài S. fatalis

Hóa thạch của Smilodon được phát hiện ở Bắc Mỹ từ nửa sau thế kỷ XIX trở đi. Năm 1869, nhà cổ sinh vật học người Mỹ Joseph Leidy đã mô tả một mảnh hàm trên với một răng hàm, được phát hiện trên thềm dầu ở Quận Hardin, Texas. Ông đã xác định mẫu vật này là một chi Felis (sau đó được sử dụng cho hầu hết các loài mèo, còn tồn tại cũng như tuyệt chủng) nhưng thấy nó đủ khác biệt để trở thành một phần của một phân chi riêng biệt, F. (Trucifelis) fatalis. Tên loài có nghĩa là "định mệnh", nhưng người ta cho rằng Leidy ngụ ý là "chết người". Trong một bài báo năm 1880 về các loài mèo Mỹ đã tuyệt chủng, nhà cổ sinh vật học người Mỹ Edward Drinker Cope chỉ ra rằng răng hàm F. fatalis giống hệt với Smilodon và ông đã đề xuất kết hợp chúng thành loài mới gọi là S. fatalis. Hầu hết các phát hiện ở Bắc Mỹ rất ít ỏi cho đến khi các cuộc khai quật tiên phong tại hố nhựa La Brea ở Los Angeles, nơi hàng trăm cá thể của S. fatalis đã được tìm thấy từ năm 1875. S. fatalis có các danh pháp đồng nghĩa cơ sở như S. mercerii, S. floridanus và S. californiaicus. Nhà cổ sinh vật học người Mỹ Annalisa Berta coi mẫu định danh của S. fatalis chưa hoàn chỉnh để trở thành một mẫu vật thích hợp và đôi khi loài này được đề xuất là một danh pháp đồng nghĩa cơ sở của S. populator. Các nhà cổ sinh vật học Thụy Điển Bjorn Kurtén và Lars Werdelin ủng hộ sự khác biệt của hai loài vào năm 1990.
Trong bài viết năm 1880 về các loài mèo đã tuyệt chủng, Cope cũng đặt tên cho loài thứ ba là Smilodon, S. gracilis. Loài này được dựa trên một phần răng nanh, được lấy trong một hang động gần sông Schuylkill ở Pennsylvania. Cope tìm thấy răng nanh khác biệt với chi Smilodon khác do kích thước nhỏ hơn và cơ sở nén hơn. Tên cụ thể của nó đề cập đến hình thái nhẹ hơn của loài. Loài này được biết đến từ ít mẫu vật hơn và thiếu hoàn chỉnh hơn so với các thành viên khác trong chi. S. gracilis đôi khi được coi là một phần của các chi như Megantereon và Ischyrosmilus. S. populator, S. fatalis và S. gracilis hiện được coi là các loài Smilodon hợp lệ và các đặc điểm được sử dụng để xác định loài riêng biệt đã bị loại bỏ dưới dạng biến thể giữa các cá thể cùng loài (biến thể nội loài). Là một trong những động vật có vú nổi tiếng nhất thời tiền sử, Smilodon thường được nhắc đến trong các phương tiện truyền thông phổ biến và là hóa thạch của bang California.

### Tiến hóa

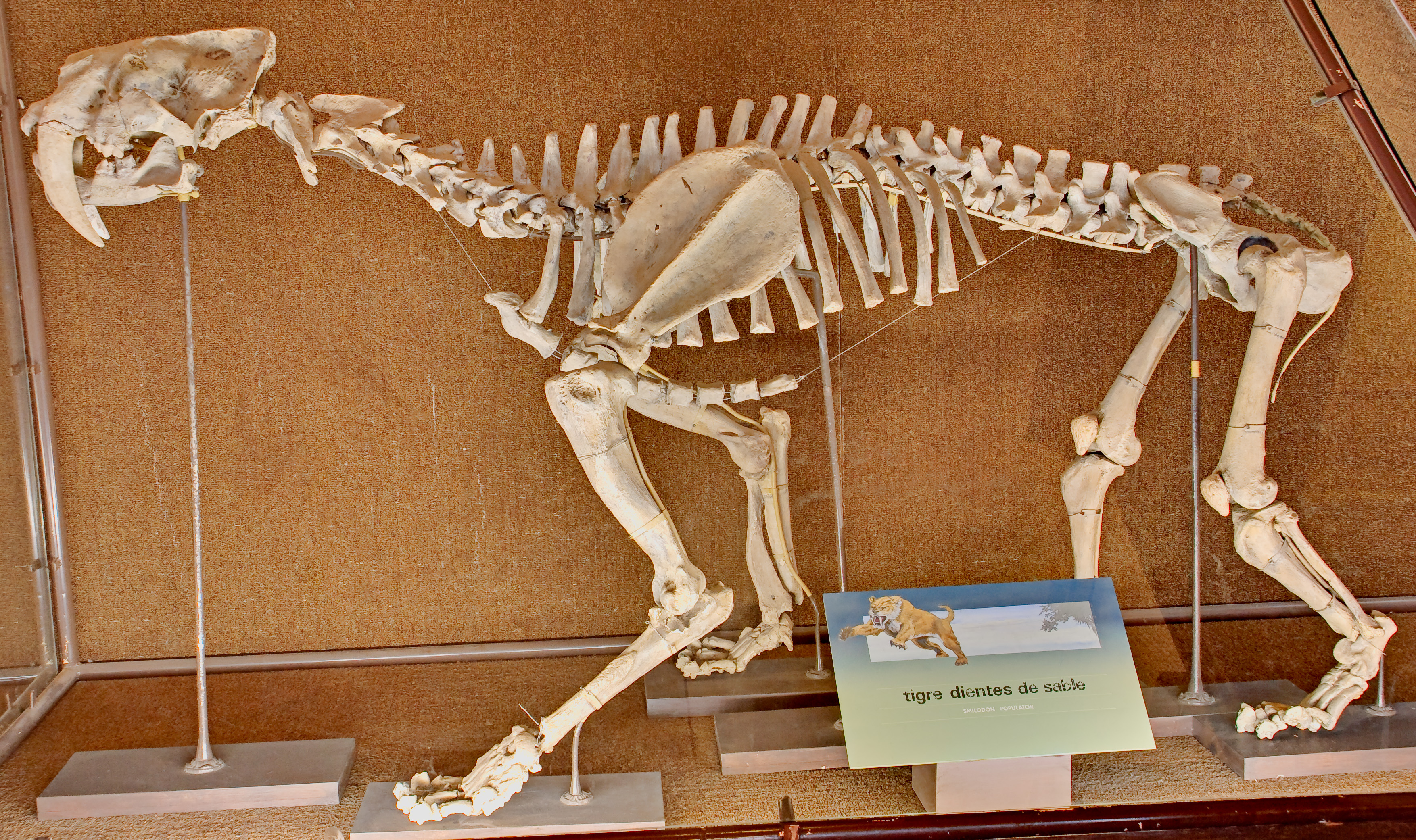
Khung xương S. populator tại Museo de La Plata, Buenos Aires

Từ lâu, Smilodon đã là loài mèo răng kiếm được biết đến nhiều nhất, chúng vẫn là một trong những thành viên nổi tiếng nhất của nhóm, đến mức hai khái niệm này đã bị nhầm lẫn. Thuật ngữ "răng kiếm" dùng để chỉ một dạng hình thái sinh thái bao gồm nhiều nhóm động vật Một cung bên bị tuyệt chủng khác nhau (động vật có vú và họ hàng gần), tiến hóa hội tụ những răng nanh hàm trên cực dài, cũng như sự thích nghi trong hộp sọ và bộ xương liên quan đến việc sử dụng những chiếc răng đó. Chúng bao gồm các thành viên của Gorgonopsia, Thylacosmilidae, Machaeroidinae, Nimravidae, Barbourofelidae và Machairodontinae. Trong họ Mèo (mèo thật sự), các thành viên của phân họ Machairodontinae được gọi là mèo răng kiếm, và nhóm này được chia thành ba tông: Metailurini (răng kiếm giả); Homotherini (mèo răng đại đao); và Smilodontini (mèo răng dao găm Ê-cốt), mà Smilodon thuộc về. Các thành viên của Smilodontini được xác định bởi những chiếc răng nanh thon dài không có răng cưa, trong khi Homotherini được xác định bằng những chiếc răng nanh ngắn, rộng và dẹt hơn, với răng cưa thô hơn. Các thành viên của Metailurini ít chuyên dụng hơn và có răng nanh ngắn hơn, thiếu độ dẹt và không được công nhận là thành viên của Machairodontinae bởi một số chuyên gia.

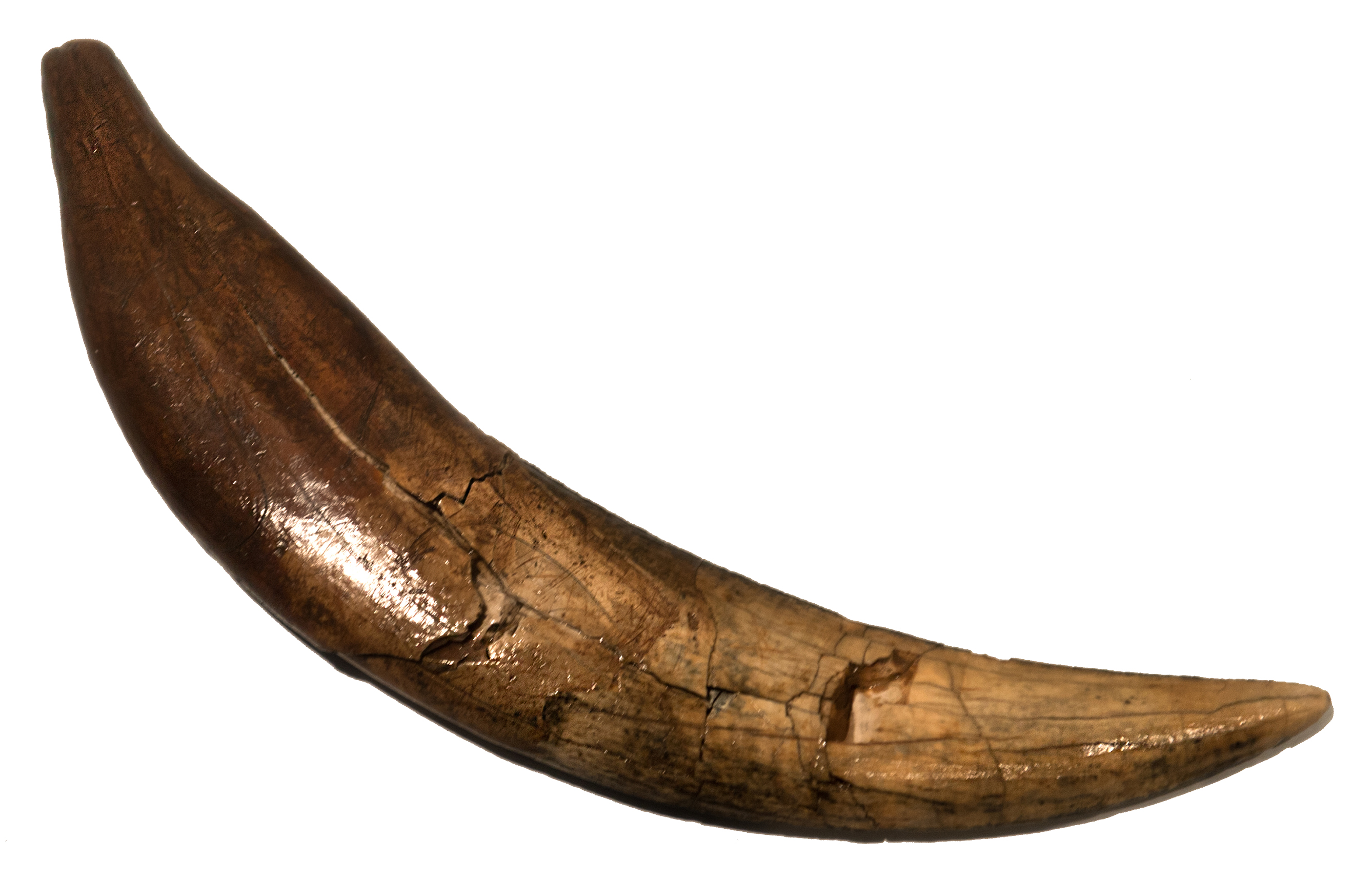
Răng nanh của S. populator; phần đầu nanh hướng về bên phải

Các loài dạng mèo sớm nhất được biết đến từ thế Oligocene của châu Âu, như Proailurus, và sớm nhất có răng kiếm là chi từ thế Miocene Pseudaelurus. Hộp sọ và hình thái của những con mèo răng kiếm sớm nhất tương tự như chi Báo gấm. Dòng dõi này thích nghi hơn nữa với việc giết mồi chính xác các động vật lớn bằng cách phát triển răng nanh thon dài và góc há miệng rộng hơn, nhưng lại hy sinh lực cắn trong quá trình. Khi răng nanh của chúng trở nên dài hơn, cơ thể của những con mèo trở nên mạnh mẽ hơn để giữ con mồi vùng vẫy. Trong các loài smilodontin và homotherin tân tiến, vùng thắt lưng của cột sống và đuôi trở nên ngắn lại, cũng như các chi sau. Dựa trên các chuỗi ADN ty thể được chiết xuất từ hóa thạch, các dòng dõi của Homotherium và Smilodon được ước tính đã rẽ nhánh vào khoảng 18 triệu năm trước đây. Chi Smilodon sớm nhất là S. gracilis, tồn tại từ 2,5 triệu đến 500.000 năm trước (thời kỳ đầu Blancan đến Irvingtonian) và là loài mèo kế thừa Bắc Mỹ của Megantereon. Chính Megantereon đã di cư sang Bắc Mỹ từ lục địa Á-Âu trong thế Pliocene, cùng với Homotherium. S. gracilis đã đến các khu vực phía bắc của Nam Mỹ trong thế Canh Tân sớm như là một phần của Cuộc đại trao đổi sinh thái tại châu Mỹ. S. fatalis tồn tại từ 1,6 triệu năm trước đến cách đây 10.000 năm (từ cuối kì Irvington đến Rancholabrean) và thay thế S. gracilis ở Bắc Mỹ. S. populator đã tồn tại 1 triệu năm trước đây đến cách đây 10.000 năm trước (kì Ensenadan đến Lujanian); chúng cư ngụ ở phần phía đông của Nam Mỹ.
Mặc dù có tên thông tục là "con hổ răng kiếm", Smilodon không liên quan chặt chẽ với loài hổ hiện đại (thuộc phân họ Pantherinae), hoặc bất kỳ loài mèo nào còn tồn tại. Một phân tích DNA cổ năm 1992 cho thấy Smilodon nên được nhóm với những con mèo hiện đại (phân họ Felinae và Pantherinae). Một nghiên cứu năm 2005 cho rằng Smilodon thuộc về một dòng dõi riêng biệt. Một nghiên cứu được công bố vào năm 2006 đã xác nhận điều này, cho thấy Machairodontinae rẽ hướng sớm từ tổ tiên của mèo hiện đại và không liên quan chặt chẽ với bất kỳ loài còn sống nào. Cây phát sinh loài dưới đây dựa trên các phân tích hóa thạch và DNA cho thấy vị trí của Smilodon trong số các loài mèo đã tuyệt chủng và còn tồn tại, theo như Rincón và các đồng nghiệp, năm 2011:

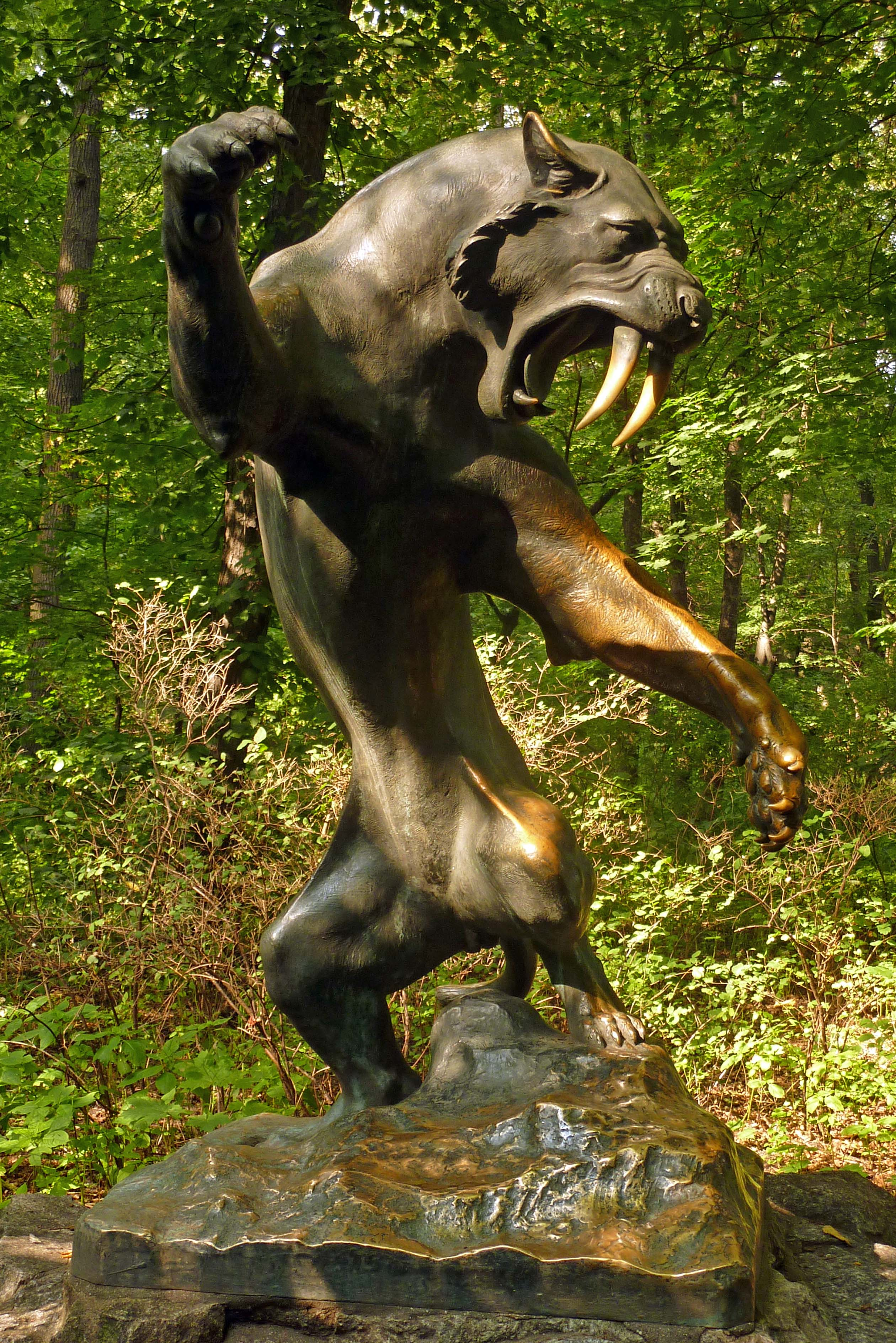
Bức tượng S. populator tại Tierpark Berlin

|  | Herpailurus (mèo cây châu Mỹ)                                                      |
|  |                                                                                    |
|  | \| \| Miracinonyx (báo săn châu Mỹ) \| \| \| \| \| \| Puma (báo sư tử) \| \| \| \| |
|  |                                                                                    |
|  | Miracinonyx (báo săn châu Mỹ)                                                      |
|  |                                                                                    |
|  | Puma (báo sư tử)                                                                   |
|  |                                                                                    |

|  | Miracinonyx (báo săn châu Mỹ) |
|  |                               |
|  | Puma (báo sư tử)              |
|  |                               |

|  | Herpailurus (mèo cây châu Mỹ)                                                      |
|  |                                                                                    |
|  | \| \| Miracinonyx (báo săn châu Mỹ) \| \| \| \| \| \| Puma (báo sư tử) \| \| \| \| |
|  |                                                                                    |
|  | Miracinonyx (báo săn châu Mỹ)                                                      |
|  |                                                                                    |
|  | Puma (báo sư tử)                                                                   |
|  |                                                                                    |

|  | Miracinonyx (báo săn châu Mỹ) |
|  |                               |
|  | Puma (báo sư tử)              |
|  |                               |

|  | Herpailurus (mèo cây châu Mỹ)                                                      |
|  |                                                                                    |
|  | \| \| Miracinonyx (báo săn châu Mỹ) \| \| \| \| \| \| Puma (báo sư tử) \| \| \| \| |
|  |                                                                                    |
|  | Miracinonyx (báo săn châu Mỹ)                                                      |
|  |                                                                                    |
|  | Puma (báo sư tử)                                                                   |
|  |                                                                                    |

|  | Miracinonyx (báo săn châu Mỹ) |
|  |                               |
|  | Puma (báo sư tử)              |
|  |                               |

|  | Herpailurus (mèo cây châu Mỹ)                                                      |
|  |                                                                                    |
|  | \| \| Miracinonyx (báo săn châu Mỹ) \| \| \| \| \| \| Puma (báo sư tử) \| \| \| \| |
|  |                                                                                    |
|  | Miracinonyx (báo săn châu Mỹ)                                                      |
|  |                                                                                    |
|  | Puma (báo sư tử)                                                                   |
|  |                                                                                    |

|  | Miracinonyx (báo săn châu Mỹ) |
|  |                               |
|  | Puma (báo sư tử)              |
|  |                               |

|  | Herpailurus (mèo cây châu Mỹ)                                                      |
|  |                                                                                    |
|  | \| \| Miracinonyx (báo săn châu Mỹ) \| \| \| \| \| \| Puma (báo sư tử) \| \| \| \| |
|  |                                                                                    |
|  | Miracinonyx (báo săn châu Mỹ)                                                      |
|  |                                                                                    |
|  | Puma (báo sư tử)                                                                   |
|  |                                                                                    |

|  | Miracinonyx (báo săn châu Mỹ) |
|  |                               |
|  | Puma (báo sư tử)              |
|  |                               |

|  | Herpailurus (mèo cây châu Mỹ)                                                      |
|  |                                                                                    |
|  | \| \| Miracinonyx (báo săn châu Mỹ) \| \| \| \| \| \| Puma (báo sư tử) \| \| \| \| |
|  |                                                                                    |
|  | Miracinonyx (báo săn châu Mỹ)                                                      |
|  |                                                                                    |
|  | Puma (báo sư tử)                                                                   |
|  |                                                                                    |

|  | Miracinonyx (báo săn châu Mỹ) |
|  |                               |
|  | Puma (báo sư tử)              |
|  |                               |

|  | Herpailurus (mèo cây châu Mỹ)                                                      |
|  |                                                                                    |
|  | \| \| Miracinonyx (báo săn châu Mỹ) \| \| \| \| \| \| Puma (báo sư tử) \| \| \| \| |
|  |                                                                                    |
|  | Miracinonyx (báo săn châu Mỹ)                                                      |
|  |                                                                                    |
|  | Puma (báo sư tử)                                                                   |
|  |                                                                                    |

|  | Miracinonyx (báo săn châu Mỹ) |
|  |                               |
|  | Puma (báo sư tử)              |
|  |                               |

|  | Herpailurus (mèo cây châu Mỹ)                                                      |
|  |                                                                                    |
|  | \| \| Miracinonyx (báo săn châu Mỹ) \| \| \| \| \| \| Puma (báo sư tử) \| \| \| \| |
|  |                                                                                    |
|  | Miracinonyx (báo săn châu Mỹ)                                                      |
|  |                                                                                    |
|  | Puma (báo sư tử)                                                                   |
|  |                                                                                    |

|  | Miracinonyx (báo săn châu Mỹ) |
|  |                               |
|  | Puma (báo sư tử)              |
|  |                               |

|  | Herpailurus (mèo cây châu Mỹ)                                                      |
|  |                                                                                    |
|  | \| \| Miracinonyx (báo săn châu Mỹ) \| \| \| \| \| \| Puma (báo sư tử) \| \| \| \| |
|  |                                                                                    |
|  | Miracinonyx (báo săn châu Mỹ)                                                      |
|  |                                                                                    |
|  | Puma (báo sư tử)                                                                   |
|  |                                                                                    |

|  | Miracinonyx (báo săn châu Mỹ) |
|  |                               |
|  | Puma (báo sư tử)              |
|  |                               |

|  | Herpailurus (mèo cây châu Mỹ)                                                      |
|  |                                                                                    |
|  | \| \| Miracinonyx (báo săn châu Mỹ) \| \| \| \| \| \| Puma (báo sư tử) \| \| \| \| |
|  |                                                                                    |
|  | Miracinonyx (báo săn châu Mỹ)                                                      |
|  |                                                                                    |
|  | Puma (báo sư tử)                                                                   |
|  |                                                                                    |

|  | Miracinonyx (báo săn châu Mỹ) |
|  |                               |
|  | Puma (báo sư tử)              |
|  |                               |

|  | Herpailurus (mèo cây châu Mỹ)                                                      |
|  |                                                                                    |
|  | \| \| Miracinonyx (báo săn châu Mỹ) \| \| \| \| \| \| Puma (báo sư tử) \| \| \| \| |
|  |                                                                                    |
|  | Miracinonyx (báo săn châu Mỹ)                                                      |
|  |                                                                                    |
|  | Puma (báo sư tử)                                                                   |
|  |                                                                                    |

|  | Miracinonyx (báo săn châu Mỹ) |
|  |                               |
|  | Puma (báo sư tử)              |
|  |                               |

|  | Herpailurus (mèo cây châu Mỹ)                                                      |
|  |                                                                                    |
|  | \| \| Miracinonyx (báo săn châu Mỹ) \| \| \| \| \| \| Puma (báo sư tử) \| \| \| \| |
|  |                                                                                    |
|  | Miracinonyx (báo săn châu Mỹ)                                                      |
|  |                                                                                    |
|  | Puma (báo sư tử)                                                                   |
|  |                                                                                    |

|  | Miracinonyx (báo săn châu Mỹ) |
|  |                               |
|  | Puma (báo sư tử)              |
|  |                               |

|  | Herpailurus (mèo cây châu Mỹ)                                                      |
|  |                                                                                    |
|  | \| \| Miracinonyx (báo săn châu Mỹ) \| \| \| \| \| \| Puma (báo sư tử) \| \| \| \| |
|  |                                                                                    |
|  | Miracinonyx (báo săn châu Mỹ)                                                      |
|  |                                                                                    |
|  | Puma (báo sư tử)                                                                   |
|  |                                                                                    |

|  | Miracinonyx (báo săn châu Mỹ) |
|  |                               |
|  | Puma (báo sư tử)              |
|  |                               |

|  | Herpailurus (mèo cây châu Mỹ)                                                      |
|  |                                                                                    |
|  | \| \| Miracinonyx (báo săn châu Mỹ) \| \| \| \| \| \| Puma (báo sư tử) \| \| \| \| |
|  |                                                                                    |
|  | Miracinonyx (báo săn châu Mỹ)                                                      |
|  |                                                                                    |
|  | Puma (báo sư tử)                                                                   |
|  |                                                                                    |

|  | Miracinonyx (báo săn châu Mỹ) |
|  |                               |
|  | Puma (báo sư tử)              |
|  |                               |

|  | Herpailurus (mèo cây châu Mỹ)                                                      |
|  |                                                                                    |
|  | \| \| Miracinonyx (báo săn châu Mỹ) \| \| \| \| \| \| Puma (báo sư tử) \| \| \| \| |
|  |                                                                                    |
|  | Miracinonyx (báo săn châu Mỹ)                                                      |
|  |                                                                                    |
|  | Puma (báo sư tử)                                                                   |
|  |                                                                                    |

|  | Miracinonyx (báo săn châu Mỹ) |
|  |                               |
|  | Puma (báo sư tử)              |
|  |                               |

|  | Herpailurus (mèo cây châu Mỹ)                                                      |
|  |                                                                                    |
|  | \| \| Miracinonyx (báo săn châu Mỹ) \| \| \| \| \| \| Puma (báo sư tử) \| \| \| \| |
|  |                                                                                    |
|  | Miracinonyx (báo săn châu Mỹ)                                                      |
|  |                                                                                    |
|  | Puma (báo sư tử)                                                                   |
|  |                                                                                    |

|  | Miracinonyx (báo săn châu Mỹ) |
|  |                               |
|  | Puma (báo sư tử)              |
|  |                               |

|  | Machairodus                                                |
|  |                                                            |
|  | \| \| Homotherium \| \| \| \| \| \| Xenosmilus \| \| \| \| |
|  |                                                            |
|  | Homotherium                                                |
|  |                                                            |
|  | Xenosmilus                                                 |
|  |                                                            |

|  | Homotherium |
|  |             |
|  | Xenosmilus  |
|  |             |

|  | Machairodus                                                |
|  |                                                            |
|  | \| \| Homotherium \| \| \| \| \| \| Xenosmilus \| \| \| \| |
|  |                                                            |
|  | Homotherium                                                |
|  |                                                            |
|  | Xenosmilus                                                 |
|  |                                                            |

|  | Homotherium |
|  |             |
|  | Xenosmilus  |
|  |             |

|  | Smilodon gracilis                                                       |
|  |                                                                         |
|  | \| \| Smilodon populator \| \| \| \| \| \| Smilodon fatalis \| \| \| \| |
|  |                                                                         |
|  | Smilodon populator                                                      |
|  |                                                                         |
|  | Smilodon fatalis                                                        |
|  |                                                                         |

|  | Smilodon populator |
|  |                    |
|  | Smilodon fatalis   |
|  |                    |

|  | Smilodon gracilis                                                       |
|  |                                                                         |
|  | \| \| Smilodon populator \| \| \| \| \| \| Smilodon fatalis \| \| \| \| |
|  |                                                                         |
|  | Smilodon populator                                                      |
|  |                                                                         |
|  | Smilodon fatalis                                                        |
|  |                                                                         |

|  | Smilodon populator |
|  |                    |
|  | Smilodon fatalis   |
|  |                    |

|  | Smilodon gracilis                                                       |
|  |                                                                         |
|  | \| \| Smilodon populator \| \| \| \| \| \| Smilodon fatalis \| \| \| \| |
|  |                                                                         |
|  | Smilodon populator                                                      |
|  |                                                                         |
|  | Smilodon fatalis                                                        |
|  |                                                                         |

|  | Smilodon populator |
|  |                    |
|  | Smilodon fatalis   |
|  |                    |

|  | Smilodon gracilis                                                       |
|  |                                                                         |
|  | \| \| Smilodon populator \| \| \| \| \| \| Smilodon fatalis \| \| \| \| |
|  |                                                                         |
|  | Smilodon populator                                                      |
|  |                                                                         |
|  | Smilodon fatalis                                                        |
|  |                                                                         |

|  | Smilodon populator |
|  |                    |
|  | Smilodon fatalis   |
|  |                    |

|  | Machairodus                                                |
|  |                                                            |
|  | \| \| Homotherium \| \| \| \| \| \| Xenosmilus \| \| \| \| |
|  |                                                            |
|  | Homotherium                                                |
|  |                                                            |
|  | Xenosmilus                                                 |
|  |                                                            |

|  | Homotherium |
|  |             |
|  | Xenosmilus  |
|  |             |

|  | Machairodus                                                |
|  |                                                            |
|  | \| \| Homotherium \| \| \| \| \| \| Xenosmilus \| \| \| \| |
|  |                                                            |
|  | Homotherium                                                |
|  |                                                            |
|  | Xenosmilus                                                 |
|  |                                                            |

|  | Homotherium |
|  |             |
|  | Xenosmilus  |
|  |             |

|  | Smilodon gracilis                                                       |
|  |                                                                         |
|  | \| \| Smilodon populator \| \| \| \| \| \| Smilodon fatalis \| \| \| \| |
|  |                                                                         |
|  | Smilodon populator                                                      |
|  |                                                                         |
|  | Smilodon fatalis                                                        |
|  |                                                                         |

|  | Smilodon populator |
|  |                    |
|  | Smilodon fatalis   |
|  |                    |

|  | Smilodon gracilis                                                       |
|  |                                                                         |
|  | \| \| Smilodon populator \| \| \| \| \| \| Smilodon fatalis \| \| \| \| |
|  |                                                                         |
|  | Smilodon populator                                                      |
|  |                                                                         |
|  | Smilodon fatalis                                                        |
|  |                                                                         |

|  | Smilodon populator |
|  |                    |
|  | Smilodon fatalis   |
|  |                    |

|  | Smilodon gracilis                                                       |
|  |                                                                         |
|  | \| \| Smilodon populator \| \| \| \| \| \| Smilodon fatalis \| \| \| \| |
|  |                                                                         |
|  | Smilodon populator                                                      |
|  |                                                                         |
|  | Smilodon fatalis                                                        |
|  |                                                                         |

|  | Smilodon populator |
|  |                    |
|  | Smilodon fatalis   |
|  |                    |

|  | Smilodon gracilis                                                       |
|  |                                                                         |
|  | \| \| Smilodon populator \| \| \| \| \| \| Smilodon fatalis \| \| \| \| |
|  |                                                                         |
|  | Smilodon populator                                                      |
|  |                                                                         |
|  | Smilodon fatalis                                                        |
|  |                                                                         |

|  | Smilodon populator |
|  |                    |
|  | Smilodon fatalis   |
|  |                    |

|  | Machairodus                                                |
|  |                                                            |
|  | \| \| Homotherium \| \| \| \| \| \| Xenosmilus \| \| \| \| |
|  |                                                            |
|  | Homotherium                                                |
|  |                                                            |
|  | Xenosmilus                                                 |
|  |                                                            |

|  | Homotherium |
|  |             |
|  | Xenosmilus  |
|  |             |

|  | Machairodus                                                |
|  |                                                            |
|  | \| \| Homotherium \| \| \| \| \| \| Xenosmilus \| \| \| \| |
|  |                                                            |
|  | Homotherium                                                |
|  |                                                            |
|  | Xenosmilus                                                 |
|  |                                                            |

|  | Homotherium |
|  |             |
|  | Xenosmilus  |
|  |             |

|  | Smilodon gracilis                                                       |
|  |                                                                         |
|  | \| \| Smilodon populator \| \| \| \| \| \| Smilodon fatalis \| \| \| \| |
|  |                                                                         |
|  | Smilodon populator                                                      |
|  |                                                                         |
|  | Smilodon fatalis                                                        |
|  |                                                                         |

|  | Smilodon populator |
|  |                    |
|  | Smilodon fatalis   |
|  |                    |

|  | Smilodon gracilis                                                       |
|  |                                                                         |
|  | \| \| Smilodon populator \| \| \| \| \| \| Smilodon fatalis \| \| \| \| |
|  |                                                                         |
|  | Smilodon populator                                                      |
|  |                                                                         |
|  | Smilodon fatalis                                                        |
|  |                                                                         |

|  | Smilodon populator |
|  |                    |
|  | Smilodon fatalis   |
|  |                    |

|  | Smilodon gracilis                                                       |
|  |                                                                         |
|  | \| \| Smilodon populator \| \| \| \| \| \| Smilodon fatalis \| \| \| \| |
|  |                                                                         |
|  | Smilodon populator                                                      |
|  |                                                                         |
|  | Smilodon fatalis                                                        |
|  |                                                                         |

|  | Smilodon populator |
|  |                    |
|  | Smilodon fatalis   |
|  |                    |

|  | Smilodon gracilis                                                       |
|  |                                                                         |
|  | \| \| Smilodon populator \| \| \| \| \| \| Smilodon fatalis \| \| \| \| |
|  |                                                                         |
|  | Smilodon populator                                                      |
|  |                                                                         |
|  | Smilodon fatalis                                                        |
|  |                                                                         |

|  | Smilodon populator |
|  |                    |
|  | Smilodon fatalis   |
|  |                    |

|  | Machairodus                                                |
|  |                                                            |
|  | \| \| Homotherium \| \| \| \| \| \| Xenosmilus \| \| \| \| |
|  |                                                            |
|  | Homotherium                                                |
|  |                                                            |
|  | Xenosmilus                                                 |
|  |                                                            |

|  | Homotherium |
|  |             |
|  | Xenosmilus  |
|  |             |

|  | Machairodus                                                |
|  |                                                            |
|  | \| \| Homotherium \| \| \| \| \| \| Xenosmilus \| \| \| \| |
|  |                                                            |
|  | Homotherium                                                |
|  |                                                            |
|  | Xenosmilus                                                 |
|  |                                                            |

|  | Homotherium |
|  |             |
|  | Xenosmilus  |
|  |             |

|  | Smilodon gracilis                                                       |
|  |                                                                         |
|  | \| \| Smilodon populator \| \| \| \| \| \| Smilodon fatalis \| \| \| \| |
|  |                                                                         |
|  | Smilodon populator                                                      |
|  |                                                                         |
|  | Smilodon fatalis                                                        |
|  |                                                                         |

|  | Smilodon populator |
|  |                    |
|  | Smilodon fatalis   |
|  |                    |

|  | Smilodon gracilis                                                       |
|  |                                                                         |
|  | \| \| Smilodon populator \| \| \| \| \| \| Smilodon fatalis \| \| \| \| |
|  |                                                                         |
|  | Smilodon populator                                                      |
|  |                                                                         |
|  | Smilodon fatalis                                                        |
|  |                                                                         |

|  | Smilodon populator |
|  |                    |
|  | Smilodon fatalis   |
|  |                    |

|  | Smilodon gracilis                                                       |
|  |                                                                         |
|  | \| \| Smilodon populator \| \| \| \| \| \| Smilodon fatalis \| \| \| \| |
|  |                                                                         |
|  | Smilodon populator                                                      |
|  |                                                                         |
|  | Smilodon fatalis                                                        |
|  |                                                                         |

|  | Smilodon populator |
|  |                    |
|  | Smilodon fatalis   |
|  |                    |

|  | Smilodon gracilis                                                       |
|  |                                                                         |
|  | \| \| Smilodon populator \| \| \| \| \| \| Smilodon fatalis \| \| \| \| |
|  |                                                                         |
|  | Smilodon populator                                                      |
|  |                                                                         |
|  | Smilodon fatalis                                                        |
|  |                                                                         |

|  | Smilodon populator |
|  |                    |
|  | Smilodon fatalis   |
|  |                    |

|  | Herpailurus (mèo cây châu Mỹ)                                                      |
|  |                                                                                    |
|  | \| \| Miracinonyx (báo săn châu Mỹ) \| \| \| \| \| \| Puma (báo sư tử) \| \| \| \| |
|  |                                                                                    |
|  | Miracinonyx (báo săn châu Mỹ)                                                      |
|  |                                                                                    |
|  | Puma (báo sư tử)                                                                   |
|  |                                                                                    |

|  | Miracinonyx (báo săn châu Mỹ) |
|  |                               |
|  | Puma (báo sư tử)              |
|  |                               |

|  | Herpailurus (mèo cây châu Mỹ)                                                      |
|  |                                                                                    |
|  | \| \| Miracinonyx (báo săn châu Mỹ) \| \| \| \| \| \| Puma (báo sư tử) \| \| \| \| |
|  |                                                                                    |
|  | Miracinonyx (báo săn châu Mỹ)                                                      |
|  |                                                                                    |
|  | Puma (báo sư tử)                                                                   |
|  |                                                                                    |

|  | Miracinonyx (báo săn châu Mỹ) |
|  |                               |
|  | Puma (báo sư tử)              |
|  |                               |

|  | Herpailurus (mèo cây châu Mỹ)                                                      |
|  |                                                                                    |
|  | \| \| Miracinonyx (báo săn châu Mỹ) \| \| \| \| \| \| Puma (báo sư tử) \| \| \| \| |
|  |                                                                                    |
|  | Miracinonyx (báo săn châu Mỹ)                                                      |
|  |                                                                                    |
|  | Puma (báo sư tử)                                                                   |
|  |                                                                                    |

|  | Miracinonyx (báo săn châu Mỹ) |
|  |                               |
|  | Puma (báo sư tử)              |
|  |                               |

|  | Herpailurus (mèo cây châu Mỹ)                                                      |
|  |                                                                                    |
|  | \| \| Miracinonyx (báo săn châu Mỹ) \| \| \| \| \| \| Puma (báo sư tử) \| \| \| \| |
|  |                                                                                    |
|  | Miracinonyx (báo săn châu Mỹ)                                                      |
|  |                                                                                    |
|  | Puma (báo sư tử)                                                                   |
|  |                                                                                    |

|  | Miracinonyx (báo săn châu Mỹ) |
|  |                               |
|  | Puma (báo sư tử)              |
|  |                               |

|  | Herpailurus (mèo cây châu Mỹ)                                                      |
|  |                                                                                    |
|  | \| \| Miracinonyx (báo săn châu Mỹ) \| \| \| \| \| \| Puma (báo sư tử) \| \| \| \| |
|  |                                                                                    |
|  | Miracinonyx (báo săn châu Mỹ)                                                      |
|  |                                                                                    |
|  | Puma (báo sư tử)                                                                   |
|  |                                                                                    |

|  | Miracinonyx (báo săn châu Mỹ) |
|  |                               |
|  | Puma (báo sư tử)              |
|  |                               |

|  | Herpailurus (mèo cây châu Mỹ)                                                      |
|  |                                                                                    |
|  | \| \| Miracinonyx (báo săn châu Mỹ) \| \| \| \| \| \| Puma (báo sư tử) \| \| \| \| |
|  |                                                                                    |
|  | Miracinonyx (báo săn châu Mỹ)                                                      |
|  |                                                                                    |
|  | Puma (báo sư tử)                                                                   |
|  |                                                                                    |

|  | Miracinonyx (báo săn châu Mỹ) |
|  |                               |
|  | Puma (báo sư tử)              |
|  |                               |

|  | Herpailurus (mèo cây châu Mỹ)                                                      |
|  |                                                                                    |
|  | \| \| Miracinonyx (báo săn châu Mỹ) \| \| \| \| \| \| Puma (báo sư tử) \| \| \| \| |
|  |                                                                                    |
|  | Miracinonyx (báo săn châu Mỹ)                                                      |
|  |                                                                                    |
|  | Puma (báo sư tử)                                                                   |
|  |                                                                                    |

|  | Miracinonyx (báo săn châu Mỹ) |
|  |                               |
|  | Puma (báo sư tử)              |
|  |                               |

|  | Herpailurus (mèo cây châu Mỹ)                                                      |
|  |                                                                                    |
|  | \| \| Miracinonyx (báo săn châu Mỹ) \| \| \| \| \| \| Puma (báo sư tử) \| \| \| \| |
|  |                                                                                    |
|  | Miracinonyx (báo săn châu Mỹ)                                                      |
|  |                                                                                    |
|  | Puma (báo sư tử)                                                                   |
|  |                                                                                    |

|  | Miracinonyx (báo săn châu Mỹ) |
|  |                               |
|  | Puma (báo sư tử)              |
|  |                               |

|  | Herpailurus (mèo cây châu Mỹ)                                                      |
|  |                                                                                    |
|  | \| \| Miracinonyx (báo săn châu Mỹ) \| \| \| \| \| \| Puma (báo sư tử) \| \| \| \| |
|  |                                                                                    |
|  | Miracinonyx (báo săn châu Mỹ)                                                      |
|  |                                                                                    |
|  | Puma (báo sư tử)                                                                   |
|  |                                                                                    |

|  | Miracinonyx (báo săn châu Mỹ) |
|  |                               |
|  | Puma (báo sư tử)              |
|  |                               |

|  | Herpailurus (mèo cây châu Mỹ)                                                      |
|  |                                                                                    |
|  | \| \| Miracinonyx (báo săn châu Mỹ) \| \| \| \| \| \| Puma (báo sư tử) \| \| \| \| |
|  |                                                                                    |
|  | Miracinonyx (báo săn châu Mỹ)                                                      |
|  |                                                                                    |
|  | Puma (báo sư tử)                                                                   |
|  |                                                                                    |

|  | Miracinonyx (báo săn châu Mỹ) |
|  |                               |
|  | Puma (báo sư tử)              |
|  |                               |

|  | Herpailurus (mèo cây châu Mỹ)                                                      |
|  |                                                                                    |
|  | \| \| Miracinonyx (báo săn châu Mỹ) \| \| \| \| \| \| Puma (báo sư tử) \| \| \| \| |
|  |                                                                                    |
|  | Miracinonyx (báo săn châu Mỹ)                                                      |
|  |                                                                                    |
|  | Puma (báo sư tử)                                                                   |
|  |                                                                                    |

|  | Miracinonyx (báo săn châu Mỹ) |
|  |                               |
|  | Puma (báo sư tử)              |
|  |                               |

|  | Herpailurus (mèo cây châu Mỹ)                                                      |
|  |                                                                                    |
|  | \| \| Miracinonyx (báo săn châu Mỹ) \| \| \| \| \| \| Puma (báo sư tử) \| \| \| \| |
|  |                                                                                    |
|  | Miracinonyx (báo săn châu Mỹ)                                                      |
|  |                                                                                    |
|  | Puma (báo sư tử)                                                                   |
|  |                                                                                    |

|  | Miracinonyx (báo săn châu Mỹ) |
|  |                               |
|  | Puma (báo sư tử)              |
|  |                               |

|  | Herpailurus (mèo cây châu Mỹ)                                                      |
|  |                                                                                    |
|  | \| \| Miracinonyx (báo săn châu Mỹ) \| \| \| \| \| \| Puma (báo sư tử) \| \| \| \| |
|  |                                                                                    |
|  | Miracinonyx (báo săn châu Mỹ)                                                      |
|  |                                                                                    |
|  | Puma (báo sư tử)                                                                   |
|  |                                                                                    |

|  | Miracinonyx (báo săn châu Mỹ) |
|  |                               |
|  | Puma (báo sư tử)              |
|  |                               |

|  | Herpailurus (mèo cây châu Mỹ)                                                      |
|  |                                                                                    |
|  | \| \| Miracinonyx (báo săn châu Mỹ) \| \| \| \| \| \| Puma (báo sư tử) \| \| \| \| |
|  |                                                                                    |
|  | Miracinonyx (báo săn châu Mỹ)                                                      |
|  |                                                                                    |
|  | Puma (báo sư tử)                                                                   |
|  |                                                                                    |

|  | Miracinonyx (báo săn châu Mỹ) |
|  |                               |
|  | Puma (báo sư tử)              |
|  |                               |

|  | Herpailurus (mèo cây châu Mỹ)                                                      |
|  |                                                                                    |
|  | \| \| Miracinonyx (báo săn châu Mỹ) \| \| \| \| \| \| Puma (báo sư tử) \| \| \| \| |
|  |                                                                                    |
|  | Miracinonyx (báo săn châu Mỹ)                                                      |
|  |                                                                                    |
|  | Puma (báo sư tử)                                                                   |
|  |                                                                                    |

|  | Miracinonyx (báo săn châu Mỹ) |
|  |                               |
|  | Puma (báo sư tử)              |
|  |                               |

|  | Herpailurus (mèo cây châu Mỹ)                                                      |
|  |                                                                                    |
|  | \| \| Miracinonyx (báo săn châu Mỹ) \| \| \| \| \| \| Puma (báo sư tử) \| \| \| \| |
|  |                                                                                    |
|  | Miracinonyx (báo săn châu Mỹ)                                                      |
|  |                                                                                    |
|  | Puma (báo sư tử)                                                                   |
|  |                                                                                    |

|  | Miracinonyx (báo săn châu Mỹ) |
|  |                               |
|  | Puma (báo sư tử)              |
|  |                               |

|  | Machairodus                                                |
|  |                                                            |
|  | \| \| Homotherium \| \| \| \| \| \| Xenosmilus \| \| \| \| |
|  |                                                            |
|  | Homotherium                                                |
|  |                                                            |
|  | Xenosmilus                                                 |
|  |                                                            |

|  | Homotherium |
|  |             |
|  | Xenosmilus  |
|  |             |

|  | Machairodus                                                |
|  |                                                            |
|  | \| \| Homotherium \| \| \| \| \| \| Xenosmilus \| \| \| \| |
|  |                                                            |
|  | Homotherium                                                |
|  |                                                            |
|  | Xenosmilus                                                 |
|  |                                                            |

|  | Homotherium |
|  |             |
|  | Xenosmilus  |
|  |             |

|  | Smilodon gracilis                                                       |
|  |                                                                         |
|  | \| \| Smilodon populator \| \| \| \| \| \| Smilodon fatalis \| \| \| \| |
|  |                                                                         |
|  | Smilodon populator                                                      |
|  |                                                                         |
|  | Smilodon fatalis                                                        |
|  |                                                                         |

|  | Smilodon populator |
|  |                    |
|  | Smilodon fatalis   |
|  |                    |

|  | Smilodon gracilis                                                       |
|  |                                                                         |
|  | \| \| Smilodon populator \| \| \| \| \| \| Smilodon fatalis \| \| \| \| |
|  |                                                                         |
|  | Smilodon populator                                                      |
|  |                                                                         |
|  | Smilodon fatalis                                                        |
|  |                                                                         |

|  | Smilodon populator |
|  |                    |
|  | Smilodon fatalis   |
|  |                    |

|  | Smilodon gracilis                                                       |
|  |                                                                         |
|  | \| \| Smilodon populator \| \| \| \| \| \| Smilodon fatalis \| \| \| \| |
|  |                                                                         |
|  | Smilodon populator                                                      |
|  |                                                                         |
|  | Smilodon fatalis                                                        |
|  |                                                                         |

|  | Smilodon populator |
|  |                    |
|  | Smilodon fatalis   |
|  |                    |

|  | Smilodon gracilis                                                       |
|  |                                                                         |
|  | \| \| Smilodon populator \| \| \| \| \| \| Smilodon fatalis \| \| \| \| |
|  |                                                                         |
|  | Smilodon populator                                                      |
|  |                                                                         |
|  | Smilodon fatalis                                                        |
|  |                                                                         |

|  | Smilodon populator |
|  |                    |
|  | Smilodon fatalis   |
|  |                    |

|  | Machairodus                                                |
|  |                                                            |
|  | \| \| Homotherium \| \| \| \| \| \| Xenosmilus \| \| \| \| |
|  |                                                            |
|  | Homotherium                                                |
|  |                                                            |
|  | Xenosmilus                                                 |
|  |                                                            |

|  | Homotherium |
|  |             |
|  | Xenosmilus  |
|  |             |

|  | Machairodus                                                |
|  |                                                            |
|  | \| \| Homotherium \| \| \| \| \| \| Xenosmilus \| \| \| \| |
|  |                                                            |
|  | Homotherium                                                |
|  |                                                            |
|  | Xenosmilus                                                 |
|  |                                                            |

|  | Homotherium |
|  |             |
|  | Xenosmilus  |
|  |             |

|  | Smilodon gracilis                                                       |
|  |                                                                         |
|  | \| \| Smilodon populator \| \| \| \| \| \| Smilodon fatalis \| \| \| \| |
|  |                                                                         |
|  | Smilodon populator                                                      |
|  |                                                                         |
|  | Smilodon fatalis                                                        |
|  |                                                                         |

|  | Smilodon populator |
|  |                    |
|  | Smilodon fatalis   |
|  |                    |

|  | Smilodon gracilis                                                       |
|  |                                                                         |
|  | \| \| Smilodon populator \| \| \| \| \| \| Smilodon fatalis \| \| \| \| |
|  |                                                                         |
|  | Smilodon populator                                                      |
|  |                                                                         |
|  | Smilodon fatalis                                                        |
|  |                                                                         |

|  | Smilodon populator |
|  |                    |
|  | Smilodon fatalis   |
|  |                    |

|  | Smilodon gracilis                                                       |
|  |                                                                         |
|  | \| \| Smilodon populator \| \| \| \| \| \| Smilodon fatalis \| \| \| \| |
|  |                                                                         |
|  | Smilodon populator                                                      |
|  |                                                                         |
|  | Smilodon fatalis                                                        |
|  |                                                                         |

|  | Smilodon populator |
|  |                    |
|  | Smilodon fatalis   |
|  |                    |

|  | Smilodon gracilis                                                       |
|  |                                                                         |
|  | \| \| Smilodon populator \| \| \| \| \| \| Smilodon fatalis \| \| \| \| |
|  |                                                                         |
|  | Smilodon populator                                                      |
|  |                                                                         |
|  | Smilodon fatalis                                                        |
|  |                                                                         |

|  | Smilodon populator |
|  |                    |
|  | Smilodon fatalis   |
|  |                    |

|  | Machairodus                                                |
|  |                                                            |
|  | \| \| Homotherium \| \| \| \| \| \| Xenosmilus \| \| \| \| |
|  |                                                            |
|  | Homotherium                                                |
|  |                                                            |
|  | Xenosmilus                                                 |
|  |                                                            |

|  | Homotherium |
|  |             |
|  | Xenosmilus  |
|  |             |

|  | Machairodus                                                |
|  |                                                            |
|  | \| \| Homotherium \| \| \| \| \| \| Xenosmilus \| \| \| \| |
|  |                                                            |
|  | Homotherium                                                |
|  |                                                            |
|  | Xenosmilus                                                 |
|  |                                                            |

|  | Homotherium |
|  |             |
|  | Xenosmilus  |
|  |             |

|  | Smilodon gracilis                                                       |
|  |                                                                         |
|  | \| \| Smilodon populator \| \| \| \| \| \| Smilodon fatalis \| \| \| \| |
|  |                                                                         |
|  | Smilodon populator                                                      |
|  |                                                                         |
|  | Smilodon fatalis                                                        |
|  |                                                                         |

|  | Smilodon populator |
|  |                    |
|  | Smilodon fatalis   |
|  |                    |

|  | Smilodon gracilis                                                       |
|  |                                                                         |
|  | \| \| Smilodon populator \| \| \| \| \| \| Smilodon fatalis \| \| \| \| |
|  |                                                                         |
|  | Smilodon populator                                                      |
|  |                                                                         |
|  | Smilodon fatalis                                                        |
|  |                                                                         |

|  | Smilodon populator |
|  |                    |
|  | Smilodon fatalis   |
|  |                    |

|  | Smilodon gracilis                                                       |
|  |                                                                         |
|  | \| \| Smilodon populator \| \| \| \| \| \| Smilodon fatalis \| \| \| \| |
|  |                                                                         |
|  | Smilodon populator                                                      |
|  |                                                                         |
|  | Smilodon fatalis                                                        |
|  |                                                                         |

|  | Smilodon populator |
|  |                    |
|  | Smilodon fatalis   |
|  |                    |

|  | Smilodon gracilis                                                       |
|  |                                                                         |
|  | \| \| Smilodon populator \| \| \| \| \| \| Smilodon fatalis \| \| \| \| |
|  |                                                                         |
|  | Smilodon populator                                                      |
|  |                                                                         |
|  | Smilodon fatalis                                                        |
|  |                                                                         |

|  | Smilodon populator |
|  |                    |
|  | Smilodon fatalis   |
|  |                    |

|  | Machairodus                                                |
|  |                                                            |
|  | \| \| Homotherium \| \| \| \| \| \| Xenosmilus \| \| \| \| |
|  |                                                            |
|  | Homotherium                                                |
|  |                                                            |
|  | Xenosmilus                                                 |
|  |                                                            |

|  | Homotherium |
|  |             |
|  | Xenosmilus  |
|  |             |

|  | Machairodus                                                |
|  |                                                            |
|  | \| \| Homotherium \| \| \| \| \| \| Xenosmilus \| \| \| \| |
|  |                                                            |
|  | Homotherium                                                |
|  |                                                            |
|  | Xenosmilus                                                 |
|  |                                                            |

|  | Homotherium |
|  |             |
|  | Xenosmilus  |
|  |             |

|  | Smilodon gracilis                                                       |
|  |                                                                         |
|  | \| \| Smilodon populator \| \| \| \| \| \| Smilodon fatalis \| \| \| \| |
|  |                                                                         |
|  | Smilodon populator                                                      |
|  |                                                                         |
|  | Smilodon fatalis                                                        |
|  |                                                                         |

|  | Smilodon populator |
|  |                    |
|  | Smilodon fatalis   |
|  |                    |

|  | Smilodon gracilis                                                       |
|  |                                                                         |
|  | \| \| Smilodon populator \| \| \| \| \| \| Smilodon fatalis \| \| \| \| |
|  |                                                                         |
|  | Smilodon populator                                                      |
|  |                                                                         |
|  | Smilodon fatalis                                                        |
|  |                                                                         |

|  | Smilodon populator |
|  |                    |
|  | Smilodon fatalis   |
|  |                    |

|  | Smilodon gracilis                                                       |
|  |                                                                         |
|  | \| \| Smilodon populator \| \| \| \| \| \| Smilodon fatalis \| \| \| \| |
|  |                                                                         |
|  | Smilodon populator                                                      |
|  |                                                                         |
|  | Smilodon fatalis                                                        |
|  |                                                                         |

|  | Smilodon populator |
|  |                    |
|  | Smilodon fatalis   |
|  |                    |

|  | Smilodon gracilis                                                       |
|  |                                                                         |
|  | \| \| Smilodon populator \| \| \| \| \| \| Smilodon fatalis \| \| \| \| |
|  |                                                                         |
|  | Smilodon populator                                                      |
|  |                                                                         |
|  | Smilodon fatalis                                                        |
|  |                                                                         |

|  | Smilodon populator |
|  |                    |
|  | Smilodon fatalis   |
|  |                    |

|  | Herpailurus (mèo cây châu Mỹ)                                                      |
|  |                                                                                    |
|  | \| \| Miracinonyx (báo săn châu Mỹ) \| \| \| \| \| \| Puma (báo sư tử) \| \| \| \| |
|  |                                                                                    |
|  | Miracinonyx (báo săn châu Mỹ)                                                      |
|  |                                                                                    |
|  | Puma (báo sư tử)                                                                   |
|  |                                                                                    |

|  | Miracinonyx (báo săn châu Mỹ) |
|  |                               |
|  | Puma (báo sư tử)              |
|  |                               |

|  | Herpailurus (mèo cây châu Mỹ)                                                      |
|  |                                                                                    |
|  | \| \| Miracinonyx (báo săn châu Mỹ) \| \| \| \| \| \| Puma (báo sư tử) \| \| \| \| |
|  |                                                                                    |
|  | Miracinonyx (báo săn châu Mỹ)                                                      |
|  |                                                                                    |
|  | Puma (báo sư tử)                                                                   |
|  |                                                                                    |

|  | Miracinonyx (báo săn châu Mỹ) |
|  |                               |
|  | Puma (báo sư tử)              |
|  |                               |

|  | Herpailurus (mèo cây châu Mỹ)                                                      |
|  |                                                                                    |
|  | \| \| Miracinonyx (báo săn châu Mỹ) \| \| \| \| \| \| Puma (báo sư tử) \| \| \| \| |
|  |                                                                                    |
|  | Miracinonyx (báo săn châu Mỹ)                                                      |
|  |                                                                                    |
|  | Puma (báo sư tử)                                                                   |
|  |                                                                                    |

|  | Miracinonyx (báo săn châu Mỹ) |
|  |                               |
|  | Puma (báo sư tử)              |
|  |                               |

|  | Herpailurus (mèo cây châu Mỹ)                                                      |
|  |                                                                                    |
|  | \| \| Miracinonyx (báo săn châu Mỹ) \| \| \| \| \| \| Puma (báo sư tử) \| \| \| \| |
|  |                                                                                    |
|  | Miracinonyx (báo săn châu Mỹ)                                                      |
|  |                                                                                    |
|  | Puma (báo sư tử)                                                                   |
|  |                                                                                    |

|  | Miracinonyx (báo săn châu Mỹ) |
|  |                               |
|  | Puma (báo sư tử)              |
|  |                               |

|  | Herpailurus (mèo cây châu Mỹ)                                                      |
|  |                                                                                    |
|  | \| \| Miracinonyx (báo săn châu Mỹ) \| \| \| \| \| \| Puma (báo sư tử) \| \| \| \| |
|  |                                                                                    |
|  | Miracinonyx (báo săn châu Mỹ)                                                      |
|  |                                                                                    |
|  | Puma (báo sư tử)                                                                   |
|  |                                                                                    |

|  | Miracinonyx (báo săn châu Mỹ) |
|  |                               |
|  | Puma (báo sư tử)              |
|  |                               |

|  | Herpailurus (mèo cây châu Mỹ)                                                      |
|  |                                                                                    |
|  | \| \| Miracinonyx (báo săn châu Mỹ) \| \| \| \| \| \| Puma (báo sư tử) \| \| \| \| |
|  |                                                                                    |
|  | Miracinonyx (báo săn châu Mỹ)                                                      |
|  |                                                                                    |
|  | Puma (báo sư tử)                                                                   |
|  |                                                                                    |

|  | Miracinonyx (báo săn châu Mỹ) |
|  |                               |
|  | Puma (báo sư tử)              |
|  |                               |

|  | Herpailurus (mèo cây châu Mỹ)                                                      |
|  |                                                                                    |
|  | \| \| Miracinonyx (báo săn châu Mỹ) \| \| \| \| \| \| Puma (báo sư tử) \| \| \| \| |
|  |                                                                                    |
|  | Miracinonyx (báo săn châu Mỹ)                                                      |
|  |                                                                                    |
|  | Puma (báo sư tử)                                                                   |
|  |                                                                                    |

|  | Miracinonyx (báo săn châu Mỹ) |
|  |                               |
|  | Puma (báo sư tử)              |
|  |                               |

|  | Herpailurus (mèo cây châu Mỹ)                                                      |
|  |                                                                                    |
|  | \| \| Miracinonyx (báo săn châu Mỹ) \| \| \| \| \| \| Puma (báo sư tử) \| \| \| \| |
|  |                                                                                    |
|  | Miracinonyx (báo săn châu Mỹ)                                                      |
|  |                                                                                    |
|  | Puma (báo sư tử)                                                                   |
|  |                                                                                    |

|  | Miracinonyx (báo săn châu Mỹ) |
|  |                               |
|  | Puma (báo sư tử)              |
|  |                               |

|  | Herpailurus (mèo cây châu Mỹ)                                                      |
|  |                                                                                    |
|  | \| \| Miracinonyx (báo săn châu Mỹ) \| \| \| \| \| \| Puma (báo sư tử) \| \| \| \| |
|  |                                                                                    |
|  | Miracinonyx (báo săn châu Mỹ)                                                      |
|  |                                                                                    |
|  | Puma (báo sư tử)                                                                   |
|  |                                                                                    |

|  | Miracinonyx (báo săn châu Mỹ) |
|  |                               |
|  | Puma (báo sư tử)              |
|  |                               |

|  | Herpailurus (mèo cây châu Mỹ)                                                      |
|  |                                                                                    |
|  | \| \| Miracinonyx (báo săn châu Mỹ) \| \| \| \| \| \| Puma (báo sư tử) \| \| \| \| |
|  |                                                                                    |
|  | Miracinonyx (báo săn châu Mỹ)                                                      |
|  |                                                                                    |
|  | Puma (báo sư tử)                                                                   |
|  |                                                                                    |

|  | Miracinonyx (báo săn châu Mỹ) |
|  |                               |
|  | Puma (báo sư tử)              |
|  |                               |

|  | Herpailurus (mèo cây châu Mỹ)                                                      |
|  |                                                                                    |
|  | \| \| Miracinonyx (báo săn châu Mỹ) \| \| \| \| \| \| Puma (báo sư tử) \| \| \| \| |
|  |                                                                                    |
|  | Miracinonyx (báo săn châu Mỹ)                                                      |
|  |                                                                                    |
|  | Puma (báo sư tử)                                                                   |
|  |                                                                                    |

|  | Miracinonyx (báo săn châu Mỹ) |
|  |                               |
|  | Puma (báo sư tử)              |
|  |                               |

|  | Herpailurus (mèo cây châu Mỹ)                                                      |
|  |                                                                                    |
|  | \| \| Miracinonyx (báo săn châu Mỹ) \| \| \| \| \| \| Puma (báo sư tử) \| \| \| \| |
|  |                                                                                    |
|  | Miracinonyx (báo săn châu Mỹ)                                                      |
|  |                                                                                    |
|  | Puma (báo sư tử)                                                                   |
|  |                                                                                    |

|  | Miracinonyx (báo săn châu Mỹ) |
|  |                               |
|  | Puma (báo sư tử)              |
|  |                               |

|  | Herpailurus (mèo cây châu Mỹ)                                                      |
|  |                                                                                    |
|  | \| \| Miracinonyx (báo săn châu Mỹ) \| \| \| \| \| \| Puma (báo sư tử) \| \| \| \| |
|  |                                                                                    |
|  | Miracinonyx (báo săn châu Mỹ)                                                      |
|  |                                                                                    |
|  | Puma (báo sư tử)                                                                   |
|  |                                                                                    |

|  | Miracinonyx (báo săn châu Mỹ) |
|  |                               |
|  | Puma (báo sư tử)              |
|  |                               |

|  | Herpailurus (mèo cây châu Mỹ)                                                      |
|  |                                                                                    |
|  | \| \| Miracinonyx (báo săn châu Mỹ) \| \| \| \| \| \| Puma (báo sư tử) \| \| \| \| |
|  |                                                                                    |
|  | Miracinonyx (báo săn châu Mỹ)                                                      |
|  |                                                                                    |
|  | Puma (báo sư tử)                                                                   |
|  |                                                                                    |

|  | Miracinonyx (báo săn châu Mỹ) |
|  |                               |
|  | Puma (báo sư tử)              |
|  |                               |

|  | Herpailurus (mèo cây châu Mỹ)                                                      |
|  |                                                                                    |
|  | \| \| Miracinonyx (báo săn châu Mỹ) \| \| \| \| \| \| Puma (báo sư tử) \| \| \| \| |
|  |                                                                                    |
|  | Miracinonyx (báo săn châu Mỹ)                                                      |
|  |                                                                                    |
|  | Puma (báo sư tử)                                                                   |
|  |                                                                                    |

|  | Miracinonyx (báo săn châu Mỹ) |
|  |                               |
|  | Puma (báo sư tử)              |
|  |                               |

|  | Herpailurus (mèo cây châu Mỹ)                                                      |
|  |                                                                                    |
|  | \| \| Miracinonyx (báo săn châu Mỹ) \| \| \| \| \| \| Puma (báo sư tử) \| \| \| \| |
|  |                                                                                    |
|  | Miracinonyx (báo săn châu Mỹ)                                                      |
|  |                                                                                    |
|  | Puma (báo sư tử)                                                                   |
|  |                                                                                    |

|  | Miracinonyx (báo săn châu Mỹ) |
|  |                               |
|  | Puma (báo sư tử)              |
|  |                               |

|  | Machairodus                                                |
|  |                                                            |
|  | \| \| Homotherium \| \| \| \| \| \| Xenosmilus \| \| \| \| |
|  |                                                            |
|  | Homotherium                                                |
|  |                                                            |
|  | Xenosmilus                                                 |
|  |                                                            |

|  | Homotherium |
|  |             |
|  | Xenosmilus  |
|  |             |

|  | Machairodus                                                |
|  |                                                            |
|  | \| \| Homotherium \| \| \| \| \| \| Xenosmilus \| \| \| \| |
|  |                                                            |
|  | Homotherium                                                |
|  |                                                            |
|  | Xenosmilus                                                 |
|  |                                                            |

|  | Homotherium |
|  |             |
|  | Xenosmilus  |
|  |             |

|  | Smilodon gracilis                                                       |
|  |                                                                         |
|  | \| \| Smilodon populator \| \| \| \| \| \| Smilodon fatalis \| \| \| \| |
|  |                                                                         |
|  | Smilodon populator                                                      |
|  |                                                                         |
|  | Smilodon fatalis                                                        |
|  |                                                                         |

|  | Smilodon populator |
|  |                    |
|  | Smilodon fatalis   |
|  |                    |

|  | Smilodon gracilis                                                       |
|  |                                                                         |
|  | \| \| Smilodon populator \| \| \| \| \| \| Smilodon fatalis \| \| \| \| |
|  |                                                                         |
|  | Smilodon populator                                                      |
|  |                                                                         |
|  | Smilodon fatalis                                                        |
|  |                                                                         |

|  | Smilodon populator |
|  |                    |
|  | Smilodon fatalis   |
|  |                    |

|  | Smilodon gracilis                                                       |
|  |                                                                         |
|  | \| \| Smilodon populator \| \| \| \| \| \| Smilodon fatalis \| \| \| \| |
|  |                                                                         |
|  | Smilodon populator                                                      |
|  |                                                                         |
|  | Smilodon fatalis                                                        |
|  |                                                                         |

|  | Smilodon populator |
|  |                    |
|  | Smilodon fatalis   |
|  |                    |

|  | Smilodon gracilis                                                       |
|  |                                                                         |
|  | \| \| Smilodon populator \| \| \| \| \| \| Smilodon fatalis \| \| \| \| |
|  |                                                                         |
|  | Smilodon populator                                                      |
|  |                                                                         |
|  | Smilodon fatalis                                                        |
|  |                                                                         |

|  | Smilodon populator |
|  |                    |
|  | Smilodon fatalis   |
|  |                    |

|  | Machairodus                                                |
|  |                                                            |
|  | \| \| Homotherium \| \| \| \| \| \| Xenosmilus \| \| \| \| |
|  |                                                            |
|  | Homotherium                                                |
|  |                                                            |
|  | Xenosmilus                                                 |
|  |                                                            |

|  | Homotherium |
|  |             |
|  | Xenosmilus  |
|  |             |

|  | Machairodus                                                |
|  |                                                            |
|  | \| \| Homotherium \| \| \| \| \| \| Xenosmilus \| \| \| \| |
|  |                                                            |
|  | Homotherium                                                |
|  |                                                            |
|  | Xenosmilus                                                 |
|  |                                                            |

|  | Homotherium |
|  |             |
|  | Xenosmilus  |
|  |             |

|  | Smilodon gracilis                                                       |
|  |                                                                         |
|  | \| \| Smilodon populator \| \| \| \| \| \| Smilodon fatalis \| \| \| \| |
|  |                                                                         |
|  | Smilodon populator                                                      |
|  |                                                                         |
|  | Smilodon fatalis                                                        |
|  |                                                                         |

|  | Smilodon populator |
|  |                    |
|  | Smilodon fatalis   |
|  |                    |

|  | Smilodon gracilis                                                       |
|  |                                                                         |
|  | \| \| Smilodon populator \| \| \| \| \| \| Smilodon fatalis \| \| \| \| |
|  |                                                                         |
|  | Smilodon populator                                                      |
|  |                                                                         |
|  | Smilodon fatalis                                                        |
|  |                                                                         |

|  | Smilodon populator |
|  |                    |
|  | Smilodon fatalis   |
|  |                    |

|  | Smilodon gracilis                                                       |
|  |                                                                         |
|  | \| \| Smilodon populator \| \| \| \| \| \| Smilodon fatalis \| \| \| \| |
|  |                                                                         |
|  | Smilodon populator                                                      |
|  |                                                                         |
|  | Smilodon fatalis                                                        |
|  |                                                                         |

|  | Smilodon populator |
|  |                    |
|  | Smilodon fatalis   |
|  |                    |

|  | Smilodon gracilis                                                       |
|  |                                                                         |
|  | \| \| Smilodon populator \| \| \| \| \| \| Smilodon fatalis \| \| \| \| |
|  |                                                                         |
|  | Smilodon populator                                                      |
|  |                                                                         |
|  | Smilodon fatalis                                                        |
|  |                                                                         |

|  | Smilodon populator |
|  |                    |
|  | Smilodon fatalis   |
|  |                    |

|  | Machairodus                                                |
|  |                                                            |
|  | \| \| Homotherium \| \| \| \| \| \| Xenosmilus \| \| \| \| |
|  |                                                            |
|  | Homotherium                                                |
|  |                                                            |
|  | Xenosmilus                                                 |
|  |                                                            |

|  | Homotherium |
|  |             |
|  | Xenosmilus  |
|  |             |

|  | Machairodus                                                |
|  |                                                            |
|  | \| \| Homotherium \| \| \| \| \| \| Xenosmilus \| \| \| \| |
|  |                                                            |
|  | Homotherium                                                |
|  |                                                            |
|  | Xenosmilus                                                 |
|  |                                                            |

|  | Homotherium |
|  |             |
|  | Xenosmilus  |
|  |             |

|  | Smilodon gracilis                                                       |
|  |                                                                         |
|  | \| \| Smilodon populator \| \| \| \| \| \| Smilodon fatalis \| \| \| \| |
|  |                                                                         |
|  | Smilodon populator                                                      |
|  |                                                                         |
|  | Smilodon fatalis                                                        |
|  |                                                                         |

|  | Smilodon populator |
|  |                    |
|  | Smilodon fatalis   |
|  |                    |

|  | Smilodon gracilis                                                       |
|  |                                                                         |
|  | \| \| Smilodon populator \| \| \| \| \| \| Smilodon fatalis \| \| \| \| |
|  |                                                                         |
|  | Smilodon populator                                                      |
|  |                                                                         |
|  | Smilodon fatalis                                                        |
|  |                                                                         |

|  | Smilodon populator |
|  |                    |
|  | Smilodon fatalis   |
|  |                    |

|  | Smilodon gracilis                                                       |
|  |                                                                         |
|  | \| \| Smilodon populator \| \| \| \| \| \| Smilodon fatalis \| \| \| \| |
|  |                                                                         |
|  | Smilodon populator                                                      |
|  |                                                                         |
|  | Smilodon fatalis                                                        |
|  |                                                                         |

|  | Smilodon populator |
|  |                    |
|  | Smilodon fatalis   |
|  |                    |

|  | Smilodon gracilis                                                       |
|  |                                                                         |
|  | \| \| Smilodon populator \| \| \| \| \| \| Smilodon fatalis \| \| \| \| |
|  |                                                                         |
|  | Smilodon populator                                                      |
|  |                                                                         |
|  | Smilodon fatalis                                                        |
|  |                                                                         |

|  | Smilodon populator |
|  |                    |
|  | Smilodon fatalis   |
|  |                    |

|  | Machairodus                                                |
|  |                                                            |
|  | \| \| Homotherium \| \| \| \| \| \| Xenosmilus \| \| \| \| |
|  |                                                            |
|  | Homotherium                                                |
|  |                                                            |
|  | Xenosmilus                                                 |
|  |                                                            |

|  | Homotherium |
|  |             |
|  | Xenosmilus  |
|  |             |

|  | Machairodus                                                |
|  |                                                            |
|  | \| \| Homotherium \| \| \| \| \| \| Xenosmilus \| \| \| \| |
|  |                                                            |
|  | Homotherium                                                |
|  |                                                            |
|  | Xenosmilus                                                 |
|  |                                                            |

|  | Homotherium |
|  |             |
|  | Xenosmilus  |
|  |             |

|  | Smilodon gracilis                                                       |
|  |                                                                         |
|  | \| \| Smilodon populator \| \| \| \| \| \| Smilodon fatalis \| \| \| \| |
|  |                                                                         |
|  | Smilodon populator                                                      |
|  |                                                                         |
|  | Smilodon fatalis                                                        |
|  |                                                                         |

|  | Smilodon populator |
|  |                    |
|  | Smilodon fatalis   |
|  |                    |

|  | Smilodon gracilis                                                       |
|  |                                                                         |
|  | \| \| Smilodon populator \| \| \| \| \| \| Smilodon fatalis \| \| \| \| |
|  |                                                                         |
|  | Smilodon populator                                                      |
|  |                                                                         |
|  | Smilodon fatalis                                                        |
|  |                                                                         |

|  | Smilodon populator |
|  |                    |
|  | Smilodon fatalis   |
|  |                    |

|  | Smilodon gracilis                                                       |
|  |                                                                         |
|  | \| \| Smilodon populator \| \| \| \| \| \| Smilodon fatalis \| \| \| \| |
|  |                                                                         |
|  | Smilodon populator                                                      |
|  |                                                                         |
|  | Smilodon fatalis                                                        |
|  |                                                                         |

|  | Smilodon populator |
|  |                    |
|  | Smilodon fatalis   |
|  |                    |

|  | Smilodon gracilis                                                       |
|  |                                                                         |
|  | \| \| Smilodon populator \| \| \| \| \| \| Smilodon fatalis \| \| \| \| |
|  |                                                                         |
|  | Smilodon populator                                                      |
|  |                                                                         |
|  | Smilodon fatalis                                                        |
|  |                                                                         |

|  | Smilodon populator |
|  |                    |
|  | Smilodon fatalis   |
|  |                    |

|  | Herpailurus (mèo cây châu Mỹ)                                                      |
|  |                                                                                    |
|  | \| \| Miracinonyx (báo săn châu Mỹ) \| \| \| \| \| \| Puma (báo sư tử) \| \| \| \| |
|  |                                                                                    |
|  | Miracinonyx (báo săn châu Mỹ)                                                      |
|  |                                                                                    |
|  | Puma (báo sư tử)                                                                   |
|  |                                                                                    |

|  | Miracinonyx (báo săn châu Mỹ) |
|  |                               |
|  | Puma (báo sư tử)              |
|  |                               |

|  | Herpailurus (mèo cây châu Mỹ)                                                      |
|  |                                                                                    |
|  | \| \| Miracinonyx (báo săn châu Mỹ) \| \| \| \| \| \| Puma (báo sư tử) \| \| \| \| |
|  |                                                                                    |
|  | Miracinonyx (báo săn châu Mỹ)                                                      |
|  |                                                                                    |
|  | Puma (báo sư tử)                                                                   |
|  |                                                                                    |

|  | Miracinonyx (báo săn châu Mỹ) |
|  |                               |
|  | Puma (báo sư tử)              |
|  |                               |

|  | Herpailurus (mèo cây châu Mỹ)                                                      |
|  |                                                                                    |
|  | \| \| Miracinonyx (báo săn châu Mỹ) \| \| \| \| \| \| Puma (báo sư tử) \| \| \| \| |
|  |                                                                                    |
|  | Miracinonyx (báo săn châu Mỹ)                                                      |
|  |                                                                                    |
|  | Puma (báo sư tử)                                                                   |
|  |                                                                                    |

|  | Miracinonyx (báo săn châu Mỹ) |
|  |                               |
|  | Puma (báo sư tử)              |
|  |                               |

|  | Herpailurus (mèo cây châu Mỹ)                                                      |
|  |                                                                                    |
|  | \| \| Miracinonyx (báo săn châu Mỹ) \| \| \| \| \| \| Puma (báo sư tử) \| \| \| \| |
|  |                                                                                    |
|  | Miracinonyx (báo săn châu Mỹ)                                                      |
|  |                                                                                    |
|  | Puma (báo sư tử)                                                                   |
|  |                                                                                    |

|  | Miracinonyx (báo săn châu Mỹ) |
|  |                               |
|  | Puma (báo sư tử)              |
|  |                               |

|  | Herpailurus (mèo cây châu Mỹ)                                                      |
|  |                                                                                    |
|  | \| \| Miracinonyx (báo săn châu Mỹ) \| \| \| \| \| \| Puma (báo sư tử) \| \| \| \| |
|  |                                                                                    |
|  | Miracinonyx (báo săn châu Mỹ)                                                      |
|  |                                                                                    |
|  | Puma (báo sư tử)                                                                   |
|  |                                                                                    |

|  | Miracinonyx (báo săn châu Mỹ) |
|  |                               |
|  | Puma (báo sư tử)              |
|  |                               |

|  | Herpailurus (mèo cây châu Mỹ)                                                      |
|  |                                                                                    |
|  | \| \| Miracinonyx (báo săn châu Mỹ) \| \| \| \| \| \| Puma (báo sư tử) \| \| \| \| |
|  |                                                                                    |
|  | Miracinonyx (báo săn châu Mỹ)                                                      |
|  |                                                                                    |
|  | Puma (báo sư tử)                                                                   |
|  |                                                                                    |

|  | Miracinonyx (báo săn châu Mỹ) |
|  |                               |
|  | Puma (báo sư tử)              |
|  |                               |

|  | Herpailurus (mèo cây châu Mỹ)                                                      |
|  |                                                                                    |
|  | \| \| Miracinonyx (báo săn châu Mỹ) \| \| \| \| \| \| Puma (báo sư tử) \| \| \| \| |
|  |                                                                                    |
|  | Miracinonyx (báo săn châu Mỹ)                                                      |
|  |                                                                                    |
|  | Puma (báo sư tử)                                                                   |
|  |                                                                                    |

|  | Miracinonyx (báo săn châu Mỹ) |
|  |                               |
|  | Puma (báo sư tử)              |
|  |                               |

|  | Herpailurus (mèo cây châu Mỹ)                                                      |
|  |                                                                                    |
|  | \| \| Miracinonyx (báo săn châu Mỹ) \| \| \| \| \| \| Puma (báo sư tử) \| \| \| \| |
|  |                                                                                    |
|  | Miracinonyx (báo săn châu Mỹ)                                                      |
|  |                                                                                    |
|  | Puma (báo sư tử)                                                                   |
|  |                                                                                    |

|  | Miracinonyx (báo săn châu Mỹ) |
|  |                               |
|  | Puma (báo sư tử)              |
|  |                               |

|  | Herpailurus (mèo cây châu Mỹ)                                                      |
|  |                                                                                    |
|  | \| \| Miracinonyx (báo săn châu Mỹ) \| \| \| \| \| \| Puma (báo sư tử) \| \| \| \| |
|  |                                                                                    |
|  | Miracinonyx (báo săn châu Mỹ)                                                      |
|  |                                                                                    |
|  | Puma (báo sư tử)                                                                   |
|  |                                                                                    |

|  | Miracinonyx (báo săn châu Mỹ) |
|  |                               |
|  | Puma (báo sư tử)              |
|  |                               |

|  | Herpailurus (mèo cây châu Mỹ)                                                      |
|  |                                                                                    |
|  | \| \| Miracinonyx (báo săn châu Mỹ) \| \| \| \| \| \| Puma (báo sư tử) \| \| \| \| |
|  |                                                                                    |
|  | Miracinonyx (báo săn châu Mỹ)                                                      |
|  |                                                                                    |
|  | Puma (báo sư tử)                                                                   |
|  |                                                                                    |

|  | Miracinonyx (báo săn châu Mỹ) |
|  |                               |
|  | Puma (báo sư tử)              |
|  |                               |

|  | Herpailurus (mèo cây châu Mỹ)                                                      |
|  |                                                                                    |
|  | \| \| Miracinonyx (báo săn châu Mỹ) \| \| \| \| \| \| Puma (báo sư tử) \| \| \| \| |
|  |                                                                                    |
|  | Miracinonyx (báo săn châu Mỹ)                                                      |
|  |                                                                                    |
|  | Puma (báo sư tử)                                                                   |
|  |                                                                                    |

|  | Miracinonyx (báo săn châu Mỹ) |
|  |                               |
|  | Puma (báo sư tử)              |
|  |                               |

|  | Herpailurus (mèo cây châu Mỹ)                                                      |
|  |                                                                                    |
|  | \| \| Miracinonyx (báo săn châu Mỹ) \| \| \| \| \| \| Puma (báo sư tử) \| \| \| \| |
|  |                                                                                    |
|  | Miracinonyx (báo săn châu Mỹ)                                                      |
|  |                                                                                    |
|  | Puma (báo sư tử)                                                                   |
|  |                                                                                    |

|  | Miracinonyx (báo săn châu Mỹ) |
|  |                               |
|  | Puma (báo sư tử)              |
|  |                               |

|  | Herpailurus (mèo cây châu Mỹ)                                                      |
|  |                                                                                    |
|  | \| \| Miracinonyx (báo săn châu Mỹ) \| \| \| \| \| \| Puma (báo sư tử) \| \| \| \| |
|  |                                                                                    |
|  | Miracinonyx (báo săn châu Mỹ)                                                      |
|  |                                                                                    |
|  | Puma (báo sư tử)                                                                   |
|  |                                                                                    |

|  | Miracinonyx (báo săn châu Mỹ) |
|  |                               |
|  | Puma (báo sư tử)              |
|  |                               |

|  | Herpailurus (mèo cây châu Mỹ)                                                      |
|  |                                                                                    |
|  | \| \| Miracinonyx (báo săn châu Mỹ) \| \| \| \| \| \| Puma (báo sư tử) \| \| \| \| |
|  |                                                                                    |
|  | Miracinonyx (báo săn châu Mỹ)                                                      |
|  |                                                                                    |
|  | Puma (báo sư tử)                                                                   |
|  |                                                                                    |

|  | Miracinonyx (báo săn châu Mỹ) |
|  |                               |
|  | Puma (báo sư tử)              |
|  |                               |

|  | Herpailurus (mèo cây châu Mỹ)                                                      |
|  |                                                                                    |
|  | \| \| Miracinonyx (báo săn châu Mỹ) \| \| \| \| \| \| Puma (báo sư tử) \| \| \| \| |
|  |                                                                                    |
|  | Miracinonyx (báo săn châu Mỹ)                                                      |
|  |                                                                                    |
|  | Puma (báo sư tử)                                                                   |
|  |                                                                                    |

|  | Miracinonyx (báo săn châu Mỹ) |
|  |                               |
|  | Puma (báo sư tử)              |
|  |                               |

|  | Herpailurus (mèo cây châu Mỹ)                                                      |
|  |                                                                                    |
|  | \| \| Miracinonyx (báo săn châu Mỹ) \| \| \| \| \| \| Puma (báo sư tử) \| \| \| \| |
|  |                                                                                    |
|  | Miracinonyx (báo săn châu Mỹ)                                                      |
|  |                                                                                    |
|  | Puma (báo sư tử)                                                                   |
|  |                                                                                    |

|  | Miracinonyx (báo săn châu Mỹ) |
|  |                               |
|  | Puma (báo sư tử)              |
|  |                               |

|  | Machairodus                                                |
|  |                                                            |
|  | \| \| Homotherium \| \| \| \| \| \| Xenosmilus \| \| \| \| |
|  |                                                            |
|  | Homotherium                                                |
|  |                                                            |
|  | Xenosmilus                                                 |
|  |                                                            |

|  | Homotherium |
|  |             |
|  | Xenosmilus  |
|  |             |

|  | Machairodus                                                |
|  |                                                            |
|  | \| \| Homotherium \| \| \| \| \| \| Xenosmilus \| \| \| \| |
|  |                                                            |
|  | Homotherium                                                |
|  |                                                            |
|  | Xenosmilus                                                 |
|  |                                                            |

|  | Homotherium |
|  |             |
|  | Xenosmilus  |
|  |             |

|  | Smilodon gracilis                                                       |
|  |                                                                         |
|  | \| \| Smilodon populator \| \| \| \| \| \| Smilodon fatalis \| \| \| \| |
|  |                                                                         |
|  | Smilodon populator                                                      |
|  |                                                                         |
|  | Smilodon fatalis                                                        |
|  |                                                                         |

|  | Smilodon populator |
|  |                    |
|  | Smilodon fatalis   |
|  |                    |

|  | Smilodon gracilis                                                       |
|  |                                                                         |
|  | \| \| Smilodon populator \| \| \| \| \| \| Smilodon fatalis \| \| \| \| |
|  |                                                                         |
|  | Smilodon populator                                                      |
|  |                                                                         |
|  | Smilodon fatalis                                                        |
|  |                                                                         |

|  | Smilodon populator |
|  |                    |
|  | Smilodon fatalis   |
|  |                    |

|  | Smilodon gracilis                                                       |
|  |                                                                         |
|  | \| \| Smilodon populator \| \| \| \| \| \| Smilodon fatalis \| \| \| \| |
|  |                                                                         |
|  | Smilodon populator                                                      |
|  |                                                                         |
|  | Smilodon fatalis                                                        |
|  |                                                                         |

|  | Smilodon populator |
|  |                    |
|  | Smilodon fatalis   |
|  |                    |

|  | Smilodon gracilis                                                       |
|  |                                                                         |
|  | \| \| Smilodon populator \| \| \| \| \| \| Smilodon fatalis \| \| \| \| |
|  |                                                                         |
|  | Smilodon populator                                                      |
|  |                                                                         |
|  | Smilodon fatalis                                                        |
|  |                                                                         |

|  | Smilodon populator |
|  |                    |
|  | Smilodon fatalis   |
|  |                    |

|  | Machairodus                                                |
|  |                                                            |
|  | \| \| Homotherium \| \| \| \| \| \| Xenosmilus \| \| \| \| |
|  |                                                            |
|  | Homotherium                                                |
|  |                                                            |
|  | Xenosmilus                                                 |
|  |                                                            |

|  | Homotherium |
|  |             |
|  | Xenosmilus  |
|  |             |

|  | Machairodus                                                |
|  |                                                            |
|  | \| \| Homotherium \| \| \| \| \| \| Xenosmilus \| \| \| \| |
|  |                                                            |
|  | Homotherium                                                |
|  |                                                            |
|  | Xenosmilus                                                 |
|  |                                                            |

|  | Homotherium |
|  |             |
|  | Xenosmilus  |
|  |             |

|  | Smilodon gracilis                                                       |
|  |                                                                         |
|  | \| \| Smilodon populator \| \| \| \| \| \| Smilodon fatalis \| \| \| \| |
|  |                                                                         |
|  | Smilodon populator                                                      |
|  |                                                                         |
|  | Smilodon fatalis                                                        |
|  |                                                                         |

|  | Smilodon populator |
|  |                    |
|  | Smilodon fatalis   |
|  |                    |

|  | Smilodon gracilis                                                       |
|  |                                                                         |
|  | \| \| Smilodon populator \| \| \| \| \| \| Smilodon fatalis \| \| \| \| |
|  |                                                                         |
|  | Smilodon populator                                                      |
|  |                                                                         |
|  | Smilodon fatalis                                                        |
|  |                                                                         |

|  | Smilodon populator |
|  |                    |
|  | Smilodon fatalis   |
|  |                    |

|  | Smilodon gracilis                                                       |
|  |                                                                         |
|  | \| \| Smilodon populator \| \| \| \| \| \| Smilodon fatalis \| \| \| \| |
|  |                                                                         |
|  | Smilodon populator                                                      |
|  |                                                                         |
|  | Smilodon fatalis                                                        |
|  |                                                                         |

|  | Smilodon populator |
|  |                    |
|  | Smilodon fatalis   |
|  |                    |

|  | Smilodon gracilis                                                       |
|  |                                                                         |
|  | \| \| Smilodon populator \| \| \| \| \| \| Smilodon fatalis \| \| \| \| |
|  |                                                                         |
|  | Smilodon populator                                                      |
|  |                                                                         |
|  | Smilodon fatalis                                                        |
|  |                                                                         |

|  | Smilodon populator |
|  |                    |
|  | Smilodon fatalis   |
|  |                    |

|  | Machairodus                                                |
|  |                                                            |
|  | \| \| Homotherium \| \| \| \| \| \| Xenosmilus \| \| \| \| |
|  |                                                            |
|  | Homotherium                                                |
|  |                                                            |
|  | Xenosmilus                                                 |
|  |                                                            |

|  | Homotherium |
|  |             |
|  | Xenosmilus  |
|  |             |

|  | Machairodus                                                |
|  |                                                            |
|  | \| \| Homotherium \| \| \| \| \| \| Xenosmilus \| \| \| \| |
|  |                                                            |
|  | Homotherium                                                |
|  |                                                            |
|  | Xenosmilus                                                 |
|  |                                                            |

|  | Homotherium |
|  |             |
|  | Xenosmilus  |
|  |             |

|  | Smilodon gracilis                                                       |
|  |                                                                         |
|  | \| \| Smilodon populator \| \| \| \| \| \| Smilodon fatalis \| \| \| \| |
|  |                                                                         |
|  | Smilodon populator                                                      |
|  |                                                                         |
|  | Smilodon fatalis                                                        |
|  |                                                                         |

|  | Smilodon populator |
|  |                    |
|  | Smilodon fatalis   |
|  |                    |

|  | Smilodon gracilis                                                       |
|  |                                                                         |
|  | \| \| Smilodon populator \| \| \| \| \| \| Smilodon fatalis \| \| \| \| |
|  |                                                                         |
|  | Smilodon populator                                                      |
|  |                                                                         |
|  | Smilodon fatalis                                                        |
|  |                                                                         |

|  | Smilodon populator |
|  |                    |
|  | Smilodon fatalis   |
|  |                    |

|  | Smilodon gracilis                                                       |
|  |                                                                         |
|  | \| \| Smilodon populator \| \| \| \| \| \| Smilodon fatalis \| \| \| \| |
|  |                                                                         |
|  | Smilodon populator                                                      |
|  |                                                                         |
|  | Smilodon fatalis                                                        |
|  |                                                                         |

|  | Smilodon populator |
|  |                    |
|  | Smilodon fatalis   |
|  |                    |

|  | Smilodon gracilis                                                       |
|  |                                                                         |
|  | \| \| Smilodon populator \| \| \| \| \| \| Smilodon fatalis \| \| \| \| |
|  |                                                                         |
|  | Smilodon populator                                                      |
|  |                                                                         |
|  | Smilodon fatalis                                                        |
|  |                                                                         |

|  | Smilodon populator |
|  |                    |
|  | Smilodon fatalis   |
|  |                    |

|  | Machairodus                                                |
|  |                                                            |
|  | \| \| Homotherium \| \| \| \| \| \| Xenosmilus \| \| \| \| |
|  |                                                            |
|  | Homotherium                                                |
|  |                                                            |
|  | Xenosmilus                                                 |
|  |                                                            |

|  | Homotherium |
|  |             |
|  | Xenosmilus  |
|  |             |

|  | Machairodus                                                |
|  |                                                            |
|  | \| \| Homotherium \| \| \| \| \| \| Xenosmilus \| \| \| \| |
|  |                                                            |
|  | Homotherium                                                |
|  |                                                            |
|  | Xenosmilus                                                 |
|  |                                                            |

|  | Homotherium |
|  |             |
|  | Xenosmilus  |
|  |             |

|  | Smilodon gracilis                                                       |
|  |                                                                         |
|  | \| \| Smilodon populator \| \| \| \| \| \| Smilodon fatalis \| \| \| \| |
|  |                                                                         |
|  | Smilodon populator                                                      |
|  |                                                                         |
|  | Smilodon fatalis                                                        |
|  |                                                                         |

|  | Smilodon populator |
|  |                    |
|  | Smilodon fatalis   |
|  |                    |

|  | Smilodon gracilis                                                       |
|  |                                                                         |
|  | \| \| Smilodon populator \| \| \| \| \| \| Smilodon fatalis \| \| \| \| |
|  |                                                                         |
|  | Smilodon populator                                                      |
|  |                                                                         |
|  | Smilodon fatalis                                                        |
|  |                                                                         |

|  | Smilodon populator |
|  |                    |
|  | Smilodon fatalis   |
|  |                    |

|  | Smilodon gracilis                                                       |
|  |                                                                         |
|  | \| \| Smilodon populator \| \| \| \| \| \| Smilodon fatalis \| \| \| \| |
|  |                                                                         |
|  | Smilodon populator                                                      |
|  |                                                                         |
|  | Smilodon fatalis                                                        |
|  |                                                                         |

|  | Smilodon populator |
|  |                    |
|  | Smilodon fatalis   |
|  |                    |

|  | Smilodon gracilis                                                       |
|  |                                                                         |
|  | \| \| Smilodon populator \| \| \| \| \| \| Smilodon fatalis \| \| \| \| |
|  |                                                                         |
|  | Smilodon populator                                                      |
|  |                                                                         |
|  | Smilodon fatalis                                                        |
|  |                                                                         |

|  | Smilodon populator |
|  |                    |
|  | Smilodon fatalis   |
|  |                    |

|  | Herpailurus (mèo cây châu Mỹ)                                                      |
|  |                                                                                    |
|  | \| \| Miracinonyx (báo săn châu Mỹ) \| \| \| \| \| \| Puma (báo sư tử) \| \| \| \| |
|  |                                                                                    |
|  | Miracinonyx (báo săn châu Mỹ)                                                      |
|  |                                                                                    |
|  | Puma (báo sư tử)                                                                   |
|  |                                                                                    |

|  | Miracinonyx (báo săn châu Mỹ) |
|  |                               |
|  | Puma (báo sư tử)              |
|  |                               |

|  | Herpailurus (mèo cây châu Mỹ)                                                      |
|  |                                                                                    |
|  | \| \| Miracinonyx (báo săn châu Mỹ) \| \| \| \| \| \| Puma (báo sư tử) \| \| \| \| |
|  |                                                                                    |
|  | Miracinonyx (báo săn châu Mỹ)                                                      |
|  |                                                                                    |
|  | Puma (báo sư tử)                                                                   |
|  |                                                                                    |

|  | Miracinonyx (báo săn châu Mỹ) |
|  |                               |
|  | Puma (báo sư tử)              |
|  |                               |

|  | Herpailurus (mèo cây châu Mỹ)                                                      |
|  |                                                                                    |
|  | \| \| Miracinonyx (báo săn châu Mỹ) \| \| \| \| \| \| Puma (báo sư tử) \| \| \| \| |
|  |                                                                                    |
|  | Miracinonyx (báo săn châu Mỹ)                                                      |
|  |                                                                                    |
|  | Puma (báo sư tử)                                                                   |
|  |                                                                                    |

|  | Miracinonyx (báo săn châu Mỹ) |
|  |                               |
|  | Puma (báo sư tử)              |
|  |                               |

|  | Herpailurus (mèo cây châu Mỹ)                                                      |
|  |                                                                                    |
|  | \| \| Miracinonyx (báo săn châu Mỹ) \| \| \| \| \| \| Puma (báo sư tử) \| \| \| \| |
|  |                                                                                    |
|  | Miracinonyx (báo săn châu Mỹ)                                                      |
|  |                                                                                    |
|  | Puma (báo sư tử)                                                                   |
|  |                                                                                    |

|  | Miracinonyx (báo săn châu Mỹ) |
|  |                               |
|  | Puma (báo sư tử)              |
|  |                               |

|  | Herpailurus (mèo cây châu Mỹ)                                                      |
|  |                                                                                    |
|  | \| \| Miracinonyx (báo săn châu Mỹ) \| \| \| \| \| \| Puma (báo sư tử) \| \| \| \| |
|  |                                                                                    |
|  | Miracinonyx (báo săn châu Mỹ)                                                      |
|  |                                                                                    |
|  | Puma (báo sư tử)                                                                   |
|  |                                                                                    |

|  | Miracinonyx (báo săn châu Mỹ) |
|  |                               |
|  | Puma (báo sư tử)              |
|  |                               |

|  | Herpailurus (mèo cây châu Mỹ)                                                      |
|  |                                                                                    |
|  | \| \| Miracinonyx (báo săn châu Mỹ) \| \| \| \| \| \| Puma (báo sư tử) \| \| \| \| |
|  |                                                                                    |
|  | Miracinonyx (báo săn châu Mỹ)                                                      |
|  |                                                                                    |
|  | Puma (báo sư tử)                                                                   |
|  |                                                                                    |

|  | Miracinonyx (báo săn châu Mỹ) |
|  |                               |
|  | Puma (báo sư tử)              |
|  |                               |

|  | Herpailurus (mèo cây châu Mỹ)                                                      |
|  |                                                                                    |
|  | \| \| Miracinonyx (báo săn châu Mỹ) \| \| \| \| \| \| Puma (báo sư tử) \| \| \| \| |
|  |                                                                                    |
|  | Miracinonyx (báo săn châu Mỹ)                                                      |
|  |                                                                                    |
|  | Puma (báo sư tử)                                                                   |
|  |                                                                                    |

|  | Miracinonyx (báo săn châu Mỹ) |
|  |                               |
|  | Puma (báo sư tử)              |
|  |                               |

|  | Herpailurus (mèo cây châu Mỹ)                                                      |
|  |                                                                                    |
|  | \| \| Miracinonyx (báo săn châu Mỹ) \| \| \| \| \| \| Puma (báo sư tử) \| \| \| \| |
|  |                                                                                    |
|  | Miracinonyx (báo săn châu Mỹ)                                                      |
|  |                                                                                    |
|  | Puma (báo sư tử)                                                                   |
|  |                                                                                    |

|  | Miracinonyx (báo săn châu Mỹ) |
|  |                               |
|  | Puma (báo sư tử)              |
|  |                               |

|  | Herpailurus (mèo cây châu Mỹ)                                                      |
|  |                                                                                    |
|  | \| \| Miracinonyx (báo săn châu Mỹ) \| \| \| \| \| \| Puma (báo sư tử) \| \| \| \| |
|  |                                                                                    |
|  | Miracinonyx (báo săn châu Mỹ)                                                      |
|  |                                                                                    |
|  | Puma (báo sư tử)                                                                   |
|  |                                                                                    |

|  | Miracinonyx (báo săn châu Mỹ) |
|  |                               |
|  | Puma (báo sư tử)              |
|  |                               |

|  | Herpailurus (mèo cây châu Mỹ)                                                      |
|  |                                                                                    |
|  | \| \| Miracinonyx (báo săn châu Mỹ) \| \| \| \| \| \| Puma (báo sư tử) \| \| \| \| |
|  |                                                                                    |
|  | Miracinonyx (báo săn châu Mỹ)                                                      |
|  |                                                                                    |
|  | Puma (báo sư tử)                                                                   |
|  |                                                                                    |

|  | Miracinonyx (báo săn châu Mỹ) |
|  |                               |
|  | Puma (báo sư tử)              |
|  |                               |

|  | Herpailurus (mèo cây châu Mỹ)                                                      |
|  |                                                                                    |
|  | \| \| Miracinonyx (báo săn châu Mỹ) \| \| \| \| \| \| Puma (báo sư tử) \| \| \| \| |
|  |                                                                                    |
|  | Miracinonyx (báo săn châu Mỹ)                                                      |
|  |                                                                                    |
|  | Puma (báo sư tử)                                                                   |
|  |                                                                                    |

|  | Miracinonyx (báo săn châu Mỹ) |
|  |                               |
|  | Puma (báo sư tử)              |
|  |                               |

|  | Herpailurus (mèo cây châu Mỹ)                                                      |
|  |                                                                                    |
|  | \| \| Miracinonyx (báo săn châu Mỹ) \| \| \| \| \| \| Puma (báo sư tử) \| \| \| \| |
|  |                                                                                    |
|  | Miracinonyx (báo săn châu Mỹ)                                                      |
|  |                                                                                    |
|  | Puma (báo sư tử)                                                                   |
|  |                                                                                    |

|  | Miracinonyx (báo săn châu Mỹ) |
|  |                               |
|  | Puma (báo sư tử)              |
|  |                               |

|  | Herpailurus (mèo cây châu Mỹ)                                                      |
|  |                                                                                    |
|  | \| \| Miracinonyx (báo săn châu Mỹ) \| \| \| \| \| \| Puma (báo sư tử) \| \| \| \| |
|  |                                                                                    |
|  | Miracinonyx (báo săn châu Mỹ)                                                      |
|  |                                                                                    |
|  | Puma (báo sư tử)                                                                   |
|  |                                                                                    |

|  | Miracinonyx (báo săn châu Mỹ) |
|  |                               |
|  | Puma (báo sư tử)              |
|  |                               |

|  | Herpailurus (mèo cây châu Mỹ)                                                      |
|  |                                                                                    |
|  | \| \| Miracinonyx (báo săn châu Mỹ) \| \| \| \| \| \| Puma (báo sư tử) \| \| \| \| |
|  |                                                                                    |
|  | Miracinonyx (báo săn châu Mỹ)                                                      |
|  |                                                                                    |
|  | Puma (báo sư tử)                                                                   |
|  |                                                                                    |

|  | Miracinonyx (báo săn châu Mỹ) |
|  |                               |
|  | Puma (báo sư tử)              |
|  |                               |

|  | Herpailurus (mèo cây châu Mỹ)                                                      |
|  |                                                                                    |
|  | \| \| Miracinonyx (báo săn châu Mỹ) \| \| \| \| \| \| Puma (báo sư tử) \| \| \| \| |
|  |                                                                                    |
|  | Miracinonyx (báo săn châu Mỹ)                                                      |
|  |                                                                                    |
|  | Puma (báo sư tử)                                                                   |
|  |                                                                                    |

|  | Miracinonyx (báo săn châu Mỹ) |
|  |                               |
|  | Puma (báo sư tử)              |
|  |                               |

|  | Herpailurus (mèo cây châu Mỹ)                                                      |
|  |                                                                                    |
|  | \| \| Miracinonyx (báo săn châu Mỹ) \| \| \| \| \| \| Puma (báo sư tử) \| \| \| \| |
|  |                                                                                    |
|  | Miracinonyx (báo săn châu Mỹ)                                                      |
|  |                                                                                    |
|  | Puma (báo sư tử)                                                                   |
|  |                                                                                    |

|  | Miracinonyx (báo săn châu Mỹ) |
|  |                               |
|  | Puma (báo sư tử)              |
|  |                               |

|  | Machairodus                                                |
|  |                                                            |
|  | \| \| Homotherium \| \| \| \| \| \| Xenosmilus \| \| \| \| |
|  |                                                            |
|  | Homotherium                                                |
|  |                                                            |
|  | Xenosmilus                                                 |
|  |                                                            |

|  | Homotherium |
|  |             |
|  | Xenosmilus  |
|  |             |

|  | Machairodus                                                |
|  |                                                            |
|  | \| \| Homotherium \| \| \| \| \| \| Xenosmilus \| \| \| \| |
|  |                                                            |
|  | Homotherium                                                |
|  |                                                            |
|  | Xenosmilus                                                 |
|  |                                                            |

|  | Homotherium |
|  |             |
|  | Xenosmilus  |
|  |             |

|  | Smilodon gracilis                                                       |
|  |                                                                         |
|  | \| \| Smilodon populator \| \| \| \| \| \| Smilodon fatalis \| \| \| \| |
|  |                                                                         |
|  | Smilodon populator                                                      |
|  |                                                                         |
|  | Smilodon fatalis                                                        |
|  |                                                                         |

|  | Smilodon populator |
|  |                    |
|  | Smilodon fatalis   |
|  |                    |

|  | Smilodon gracilis                                                       |
|  |                                                                         |
|  | \| \| Smilodon populator \| \| \| \| \| \| Smilodon fatalis \| \| \| \| |
|  |                                                                         |
|  | Smilodon populator                                                      |
|  |                                                                         |
|  | Smilodon fatalis                                                        |
|  |                                                                         |

|  | Smilodon populator |
|  |                    |
|  | Smilodon fatalis   |
|  |                    |

|  | Smilodon gracilis                                                       |
|  |                                                                         |
|  | \| \| Smilodon populator \| \| \| \| \| \| Smilodon fatalis \| \| \| \| |
|  |                                                                         |
|  | Smilodon populator                                                      |
|  |                                                                         |
|  | Smilodon fatalis                                                        |
|  |                                                                         |

|  | Smilodon populator |
|  |                    |
|  | Smilodon fatalis   |
|  |                    |

|  | Smilodon gracilis                                                       |
|  |                                                                         |
|  | \| \| Smilodon populator \| \| \| \| \| \| Smilodon fatalis \| \| \| \| |
|  |                                                                         |
|  | Smilodon populator                                                      |
|  |                                                                         |
|  | Smilodon fatalis                                                        |
|  |                                                                         |

|  | Smilodon populator |
|  |                    |
|  | Smilodon fatalis   |
|  |                    |

|  | Machairodus                                                |
|  |                                                            |
|  | \| \| Homotherium \| \| \| \| \| \| Xenosmilus \| \| \| \| |
|  |                                                            |
|  | Homotherium                                                |
|  |                                                            |
|  | Xenosmilus                                                 |
|  |                                                            |

|  | Homotherium |
|  |             |
|  | Xenosmilus  |
|  |             |

|  | Machairodus                                                |
|  |                                                            |
|  | \| \| Homotherium \| \| \| \| \| \| Xenosmilus \| \| \| \| |
|  |                                                            |
|  | Homotherium                                                |
|  |                                                            |
|  | Xenosmilus                                                 |
|  |                                                            |

|  | Homotherium |
|  |             |
|  | Xenosmilus  |
|  |             |

|  | Smilodon gracilis                                                       |
|  |                                                                         |
|  | \| \| Smilodon populator \| \| \| \| \| \| Smilodon fatalis \| \| \| \| |
|  |                                                                         |
|  | Smilodon populator                                                      |
|  |                                                                         |
|  | Smilodon fatalis                                                        |
|  |                                                                         |

|  | Smilodon populator |
|  |                    |
|  | Smilodon fatalis   |
|  |                    |

|  | Smilodon gracilis                                                       |
|  |                                                                         |
|  | \| \| Smilodon populator \| \| \| \| \| \| Smilodon fatalis \| \| \| \| |
|  |                                                                         |
|  | Smilodon populator                                                      |
|  |                                                                         |
|  | Smilodon fatalis                                                        |
|  |                                                                         |

|  | Smilodon populator |
|  |                    |
|  | Smilodon fatalis   |
|  |                    |

|  | Smilodon gracilis                                                       |
|  |                                                                         |
|  | \| \| Smilodon populator \| \| \| \| \| \| Smilodon fatalis \| \| \| \| |
|  |                                                                         |
|  | Smilodon populator                                                      |
|  |                                                                         |
|  | Smilodon fatalis                                                        |
|  |                                                                         |

|  | Smilodon populator |
|  |                    |
|  | Smilodon fatalis   |
|  |                    |

|  | Smilodon gracilis                                                       |
|  |                                                                         |
|  | \| \| Smilodon populator \| \| \| \| \| \| Smilodon fatalis \| \| \| \| |
|  |                                                                         |
|  | Smilodon populator                                                      |
|  |                                                                         |
|  | Smilodon fatalis                                                        |
|  |                                                                         |

|  | Smilodon populator |
|  |                    |
|  | Smilodon fatalis   |
|  |                    |

|  | Machairodus                                                |
|  |                                                            |
|  | \| \| Homotherium \| \| \| \| \| \| Xenosmilus \| \| \| \| |
|  |                                                            |
|  | Homotherium                                                |
|  |                                                            |
|  | Xenosmilus                                                 |
|  |                                                            |

|  | Homotherium |
|  |             |
|  | Xenosmilus  |
|  |             |

|  | Machairodus                                                |
|  |                                                            |
|  | \| \| Homotherium \| \| \| \| \| \| Xenosmilus \| \| \| \| |
|  |                                                            |
|  | Homotherium                                                |
|  |                                                            |
|  | Xenosmilus                                                 |
|  |                                                            |

|  | Homotherium |
|  |             |
|  | Xenosmilus  |
|  |             |

|  | Smilodon gracilis                                                       |
|  |                                                                         |
|  | \| \| Smilodon populator \| \| \| \| \| \| Smilodon fatalis \| \| \| \| |
|  |                                                                         |
|  | Smilodon populator                                                      |
|  |                                                                         |
|  | Smilodon fatalis                                                        |
|  |                                                                         |

|  | Smilodon populator |
|  |                    |
|  | Smilodon fatalis   |
|  |                    |

|  | Smilodon gracilis                                                       |
|  |                                                                         |
|  | \| \| Smilodon populator \| \| \| \| \| \| Smilodon fatalis \| \| \| \| |
|  |                                                                         |
|  | Smilodon populator                                                      |
|  |                                                                         |
|  | Smilodon fatalis                                                        |
|  |                                                                         |

|  | Smilodon populator |
|  |                    |
|  | Smilodon fatalis   |
|  |                    |

|  | Smilodon gracilis                                                       |
|  |                                                                         |
|  | \| \| Smilodon populator \| \| \| \| \| \| Smilodon fatalis \| \| \| \| |
|  |                                                                         |
|  | Smilodon populator                                                      |
|  |                                                                         |
|  | Smilodon fatalis                                                        |
|  |                                                                         |

|  | Smilodon populator |
|  |                    |
|  | Smilodon fatalis   |
|  |                    |

|  | Smilodon gracilis                                                       |
|  |                                                                         |
|  | \| \| Smilodon populator \| \| \| \| \| \| Smilodon fatalis \| \| \| \| |
|  |                                                                         |
|  | Smilodon populator                                                      |
|  |                                                                         |
|  | Smilodon fatalis                                                        |
|  |                                                                         |

|  | Smilodon populator |
|  |                    |
|  | Smilodon fatalis   |
|  |                    |

|  | Machairodus                                                |
|  |                                                            |
|  | \| \| Homotherium \| \| \| \| \| \| Xenosmilus \| \| \| \| |
|  |                                                            |
|  | Homotherium                                                |
|  |                                                            |
|  | Xenosmilus                                                 |
|  |                                                            |

|  | Homotherium |
|  |             |
|  | Xenosmilus  |
|  |             |

|  | Machairodus                                                |
|  |                                                            |
|  | \| \| Homotherium \| \| \| \| \| \| Xenosmilus \| \| \| \| |
|  |                                                            |
|  | Homotherium                                                |
|  |                                                            |
|  | Xenosmilus                                                 |
|  |                                                            |

|  | Homotherium |
|  |             |
|  | Xenosmilus  |
|  |             |

|  | Smilodon gracilis                                                       |
|  |                                                                         |
|  | \| \| Smilodon populator \| \| \| \| \| \| Smilodon fatalis \| \| \| \| |
|  |                                                                         |
|  | Smilodon populator                                                      |
|  |                                                                         |
|  | Smilodon fatalis                                                        |
|  |                                                                         |

|  | Smilodon populator |
|  |                    |
|  | Smilodon fatalis   |
|  |                    |

|  | Smilodon gracilis                                                       |
|  |                                                                         |
|  | \| \| Smilodon populator \| \| \| \| \| \| Smilodon fatalis \| \| \| \| |
|  |                                                                         |
|  | Smilodon populator                                                      |
|  |                                                                         |
|  | Smilodon fatalis                                                        |
|  |                                                                         |

|  | Smilodon populator |
|  |                    |
|  | Smilodon fatalis   |
|  |                    |

|  | Smilodon gracilis                                                       |
|  |                                                                         |
|  | \| \| Smilodon populator \| \| \| \| \| \| Smilodon fatalis \| \| \| \| |
|  |                                                                         |
|  | Smilodon populator                                                      |
|  |                                                                         |
|  | Smilodon fatalis                                                        |
|  |                                                                         |

|  | Smilodon populator |
|  |                    |
|  | Smilodon fatalis   |
|  |                    |

|  | Smilodon gracilis                                                       |
|  |                                                                         |
|  | \| \| Smilodon populator \| \| \| \| \| \| Smilodon fatalis \| \| \| \| |
|  |                                                                         |
|  | Smilodon populator                                                      |
|  |                                                                         |
|  | Smilodon fatalis                                                        |
|  |                                                                         |

|  | Smilodon populator |
|  |                    |
|  | Smilodon fatalis   |
|  |                    |

|  | Herpailurus (mèo cây châu Mỹ)                                                      |
|  |                                                                                    |
|  | \| \| Miracinonyx (báo săn châu Mỹ) \| \| \| \| \| \| Puma (báo sư tử) \| \| \| \| |
|  |                                                                                    |
|  | Miracinonyx (báo săn châu Mỹ)                                                      |
|  |                                                                                    |
|  | Puma (báo sư tử)                                                                   |
|  |                                                                                    |

|  | Miracinonyx (báo săn châu Mỹ) |
|  |                               |
|  | Puma (báo sư tử)              |
|  |                               |

|  | Herpailurus (mèo cây châu Mỹ)                                                      |
|  |                                                                                    |
|  | \| \| Miracinonyx (báo săn châu Mỹ) \| \| \| \| \| \| Puma (báo sư tử) \| \| \| \| |
|  |                                                                                    |
|  | Miracinonyx (báo săn châu Mỹ)                                                      |
|  |                                                                                    |
|  | Puma (báo sư tử)                                                                   |
|  |                                                                                    |

|  | Miracinonyx (báo săn châu Mỹ) |
|  |                               |
|  | Puma (báo sư tử)              |
|  |                               |

|  | Herpailurus (mèo cây châu Mỹ)                                                      |
|  |                                                                                    |
|  | \| \| Miracinonyx (báo săn châu Mỹ) \| \| \| \| \| \| Puma (báo sư tử) \| \| \| \| |
|  |                                                                                    |
|  | Miracinonyx (báo săn châu Mỹ)                                                      |
|  |                                                                                    |
|  | Puma (báo sư tử)                                                                   |
|  |                                                                                    |

|  | Miracinonyx (báo săn châu Mỹ) |
|  |                               |
|  | Puma (báo sư tử)              |
|  |                               |

|  | Herpailurus (mèo cây châu Mỹ)                                                      |
|  |                                                                                    |
|  | \| \| Miracinonyx (báo săn châu Mỹ) \| \| \| \| \| \| Puma (báo sư tử) \| \| \| \| |
|  |                                                                                    |
|  | Miracinonyx (báo săn châu Mỹ)                                                      |
|  |                                                                                    |
|  | Puma (báo sư tử)                                                                   |
|  |                                                                                    |

|  | Miracinonyx (báo săn châu Mỹ) |
|  |                               |
|  | Puma (báo sư tử)              |
|  |                               |

|  | Herpailurus (mèo cây châu Mỹ)                                                      |
|  |                                                                                    |
|  | \| \| Miracinonyx (báo săn châu Mỹ) \| \| \| \| \| \| Puma (báo sư tử) \| \| \| \| |
|  |                                                                                    |
|  | Miracinonyx (báo săn châu Mỹ)                                                      |
|  |                                                                                    |
|  | Puma (báo sư tử)                                                                   |
|  |                                                                                    |

|  | Miracinonyx (báo săn châu Mỹ) |
|  |                               |
|  | Puma (báo sư tử)              |
|  |                               |

|  | Herpailurus (mèo cây châu Mỹ)                                                      |
|  |                                                                                    |
|  | \| \| Miracinonyx (báo săn châu Mỹ) \| \| \| \| \| \| Puma (báo sư tử) \| \| \| \| |
|  |                                                                                    |
|  | Miracinonyx (báo săn châu Mỹ)                                                      |
|  |                                                                                    |
|  | Puma (báo sư tử)                                                                   |
|  |                                                                                    |

|  | Miracinonyx (báo săn châu Mỹ) |
|  |                               |
|  | Puma (báo sư tử)              |
|  |                               |

|  | Herpailurus (mèo cây châu Mỹ)                                                      |
|  |                                                                                    |
|  | \| \| Miracinonyx (báo săn châu Mỹ) \| \| \| \| \| \| Puma (báo sư tử) \| \| \| \| |
|  |                                                                                    |
|  | Miracinonyx (báo săn châu Mỹ)                                                      |
|  |                                                                                    |
|  | Puma (báo sư tử)                                                                   |
|  |                                                                                    |

|  | Miracinonyx (báo săn châu Mỹ) |
|  |                               |
|  | Puma (báo sư tử)              |
|  |                               |

|  | Herpailurus (mèo cây châu Mỹ)                                                      |
|  |                                                                                    |
|  | \| \| Miracinonyx (báo săn châu Mỹ) \| \| \| \| \| \| Puma (báo sư tử) \| \| \| \| |
|  |                                                                                    |
|  | Miracinonyx (báo săn châu Mỹ)                                                      |
|  |                                                                                    |
|  | Puma (báo sư tử)                                                                   |
|  |                                                                                    |

|  | Miracinonyx (báo săn châu Mỹ) |
|  |                               |
|  | Puma (báo sư tử)              |
|  |                               |

|  | Herpailurus (mèo cây châu Mỹ)                                                      |
|  |                                                                                    |
|  | \| \| Miracinonyx (báo săn châu Mỹ) \| \| \| \| \| \| Puma (báo sư tử) \| \| \| \| |
|  |                                                                                    |
|  | Miracinonyx (báo săn châu Mỹ)                                                      |
|  |                                                                                    |
|  | Puma (báo sư tử)                                                                   |
|  |                                                                                    |

|  | Miracinonyx (báo săn châu Mỹ) |
|  |                               |
|  | Puma (báo sư tử)              |
|  |                               |

|  | Herpailurus (mèo cây châu Mỹ)                                                      |
|  |                                                                                    |
|  | \| \| Miracinonyx (báo săn châu Mỹ) \| \| \| \| \| \| Puma (báo sư tử) \| \| \| \| |
|  |                                                                                    |
|  | Miracinonyx (báo săn châu Mỹ)                                                      |
|  |                                                                                    |
|  | Puma (báo sư tử)                                                                   |
|  |                                                                                    |

|  | Miracinonyx (báo săn châu Mỹ) |
|  |                               |
|  | Puma (báo sư tử)              |
|  |                               |

|  | Herpailurus (mèo cây châu Mỹ)                                                      |
|  |                                                                                    |
|  | \| \| Miracinonyx (báo săn châu Mỹ) \| \| \| \| \| \| Puma (báo sư tử) \| \| \| \| |
|  |                                                                                    |
|  | Miracinonyx (báo săn châu Mỹ)                                                      |
|  |                                                                                    |
|  | Puma (báo sư tử)                                                                   |
|  |                                                                                    |

|  | Miracinonyx (báo săn châu Mỹ) |
|  |                               |
|  | Puma (báo sư tử)              |
|  |                               |

|  | Herpailurus (mèo cây châu Mỹ)                                                      |
|  |                                                                                    |
|  | \| \| Miracinonyx (báo săn châu Mỹ) \| \| \| \| \| \| Puma (báo sư tử) \| \| \| \| |
|  |                                                                                    |
|  | Miracinonyx (báo săn châu Mỹ)                                                      |
|  |                                                                                    |
|  | Puma (báo sư tử)                                                                   |
|  |                                                                                    |

|  | Miracinonyx (báo săn châu Mỹ) |
|  |                               |
|  | Puma (báo sư tử)              |
|  |                               |

|  | Herpailurus (mèo cây châu Mỹ)                                                      |
|  |                                                                                    |
|  | \| \| Miracinonyx (báo săn châu Mỹ) \| \| \| \| \| \| Puma (báo sư tử) \| \| \| \| |
|  |                                                                                    |
|  | Miracinonyx (báo săn châu Mỹ)                                                      |
|  |                                                                                    |
|  | Puma (báo sư tử)                                                                   |
|  |                                                                                    |

|  | Miracinonyx (báo săn châu Mỹ) |
|  |                               |
|  | Puma (báo sư tử)              |
|  |                               |

|  | Herpailurus (mèo cây châu Mỹ)                                                      |
|  |                                                                                    |
|  | \| \| Miracinonyx (báo săn châu Mỹ) \| \| \| \| \| \| Puma (báo sư tử) \| \| \| \| |
|  |                                                                                    |
|  | Miracinonyx (báo săn châu Mỹ)                                                      |
|  |                                                                                    |
|  | Puma (báo sư tử)                                                                   |
|  |                                                                                    |

|  | Miracinonyx (báo săn châu Mỹ) |
|  |                               |
|  | Puma (báo sư tử)              |
|  |                               |

|  | Herpailurus (mèo cây châu Mỹ)                                                      |
|  |                                                                                    |
|  | \| \| Miracinonyx (báo săn châu Mỹ) \| \| \| \| \| \| Puma (báo sư tử) \| \| \| \| |
|  |                                                                                    |
|  | Miracinonyx (báo săn châu Mỹ)                                                      |
|  |                                                                                    |
|  | Puma (báo sư tử)                                                                   |
|  |                                                                                    |

|  | Miracinonyx (báo săn châu Mỹ) |
|  |                               |
|  | Puma (báo sư tử)              |
|  |                               |

|  | Herpailurus (mèo cây châu Mỹ)                                                      |
|  |                                                                                    |
|  | \| \| Miracinonyx (báo săn châu Mỹ) \| \| \| \| \| \| Puma (báo sư tử) \| \| \| \| |
|  |                                                                                    |
|  | Miracinonyx (báo săn châu Mỹ)                                                      |
|  |                                                                                    |
|  | Puma (báo sư tử)                                                                   |
|  |                                                                                    |

|  | Miracinonyx (báo săn châu Mỹ) |
|  |                               |
|  | Puma (báo sư tử)              |
|  |                               |

|  | Machairodus                                                |
|  |                                                            |
|  | \| \| Homotherium \| \| \| \| \| \| Xenosmilus \| \| \| \| |
|  |                                                            |
|  | Homotherium                                                |
|  |                                                            |
|  | Xenosmilus                                                 |
|  |                                                            |

|  | Homotherium |
|  |             |
|  | Xenosmilus  |
|  |             |

|  | Machairodus                                                |
|  |                                                            |
|  | \| \| Homotherium \| \| \| \| \| \| Xenosmilus \| \| \| \| |
|  |                                                            |
|  | Homotherium                                                |
|  |                                                            |
|  | Xenosmilus                                                 |
|  |                                                            |

|  | Homotherium |
|  |             |
|  | Xenosmilus  |
|  |             |

|  | Smilodon gracilis                                                       |
|  |                                                                         |
|  | \| \| Smilodon populator \| \| \| \| \| \| Smilodon fatalis \| \| \| \| |
|  |                                                                         |
|  | Smilodon populator                                                      |
|  |                                                                         |
|  | Smilodon fatalis                                                        |
|  |                                                                         |

|  | Smilodon populator |
|  |                    |
|  | Smilodon fatalis   |
|  |                    |

|  | Smilodon gracilis                                                       |
|  |                                                                         |
|  | \| \| Smilodon populator \| \| \| \| \| \| Smilodon fatalis \| \| \| \| |
|  |                                                                         |
|  | Smilodon populator                                                      |
|  |                                                                         |
|  | Smilodon fatalis                                                        |
|  |                                                                         |

|  | Smilodon populator |
|  |                    |
|  | Smilodon fatalis   |
|  |                    |

|  | Smilodon gracilis                                                       |
|  |                                                                         |
|  | \| \| Smilodon populator \| \| \| \| \| \| Smilodon fatalis \| \| \| \| |
|  |                                                                         |
|  | Smilodon populator                                                      |
|  |                                                                         |
|  | Smilodon fatalis                                                        |
|  |                                                                         |

|  | Smilodon populator |
|  |                    |
|  | Smilodon fatalis   |
|  |                    |

|  | Smilodon gracilis                                                       |
|  |                                                                         |
|  | \| \| Smilodon populator \| \| \| \| \| \| Smilodon fatalis \| \| \| \| |
|  |                                                                         |
|  | Smilodon populator                                                      |
|  |                                                                         |
|  | Smilodon fatalis                                                        |
|  |                                                                         |

|  | Smilodon populator |
|  |                    |
|  | Smilodon fatalis   |
|  |                    |

|  | Machairodus                                                |
|  |                                                            |
|  | \| \| Homotherium \| \| \| \| \| \| Xenosmilus \| \| \| \| |
|  |                                                            |
|  | Homotherium                                                |
|  |                                                            |
|  | Xenosmilus                                                 |
|  |                                                            |

|  | Homotherium |
|  |             |
|  | Xenosmilus  |
|  |             |

|  | Machairodus                                                |
|  |                                                            |
|  | \| \| Homotherium \| \| \| \| \| \| Xenosmilus \| \| \| \| |
|  |                                                            |
|  | Homotherium                                                |
|  |                                                            |
|  | Xenosmilus                                                 |
|  |                                                            |

|  | Homotherium |
|  |             |
|  | Xenosmilus  |
|  |             |

|  | Smilodon gracilis                                                       |
|  |                                                                         |
|  | \| \| Smilodon populator \| \| \| \| \| \| Smilodon fatalis \| \| \| \| |
|  |                                                                         |
|  | Smilodon populator                                                      |
|  |                                                                         |
|  | Smilodon fatalis                                                        |
|  |                                                                         |

|  | Smilodon populator |
|  |                    |
|  | Smilodon fatalis   |
|  |                    |

|  | Smilodon gracilis                                                       |
|  |                                                                         |
|  | \| \| Smilodon populator \| \| \| \| \| \| Smilodon fatalis \| \| \| \| |
|  |                                                                         |
|  | Smilodon populator                                                      |
|  |                                                                         |
|  | Smilodon fatalis                                                        |
|  |                                                                         |

|  | Smilodon populator |
|  |                    |
|  | Smilodon fatalis   |
|  |                    |

|  | Smilodon gracilis                                                       |
|  |                                                                         |
|  | \| \| Smilodon populator \| \| \| \| \| \| Smilodon fatalis \| \| \| \| |
|  |                                                                         |
|  | Smilodon populator                                                      |
|  |                                                                         |
|  | Smilodon fatalis                                                        |
|  |                                                                         |

|  | Smilodon populator |
|  |                    |
|  | Smilodon fatalis   |
|  |                    |

|  | Smilodon gracilis                                                       |
|  |                                                                         |
|  | \| \| Smilodon populator \| \| \| \| \| \| Smilodon fatalis \| \| \| \| |
|  |                                                                         |
|  | Smilodon populator                                                      |
|  |                                                                         |
|  | Smilodon fatalis                                                        |
|  |                                                                         |

|  | Smilodon populator |
|  |                    |
|  | Smilodon fatalis   |
|  |                    |

|  | Machairodus                                                |
|  |                                                            |
|  | \| \| Homotherium \| \| \| \| \| \| Xenosmilus \| \| \| \| |
|  |                                                            |
|  | Homotherium                                                |
|  |                                                            |
|  | Xenosmilus                                                 |
|  |                                                            |

|  | Homotherium |
|  |             |
|  | Xenosmilus  |
|  |             |

|  | Machairodus                                                |
|  |                                                            |
|  | \| \| Homotherium \| \| \| \| \| \| Xenosmilus \| \| \| \| |
|  |                                                            |
|  | Homotherium                                                |
|  |                                                            |
|  | Xenosmilus                                                 |
|  |                                                            |

|  | Homotherium |
|  |             |
|  | Xenosmilus  |
|  |             |

|  | Smilodon gracilis                                                       |
|  |                                                                         |
|  | \| \| Smilodon populator \| \| \| \| \| \| Smilodon fatalis \| \| \| \| |
|  |                                                                         |
|  | Smilodon populator                                                      |
|  |                                                                         |
|  | Smilodon fatalis                                                        |
|  |                                                                         |

|  | Smilodon populator |
|  |                    |
|  | Smilodon fatalis   |
|  |                    |

|  | Smilodon gracilis                                                       |
|  |                                                                         |
|  | \| \| Smilodon populator \| \| \| \| \| \| Smilodon fatalis \| \| \| \| |
|  |                                                                         |
|  | Smilodon populator                                                      |
|  |                                                                         |
|  | Smilodon fatalis                                                        |
|  |                                                                         |

|  | Smilodon populator |
|  |                    |
|  | Smilodon fatalis   |
|  |                    |

|  | Smilodon gracilis                                                       |
|  |                                                                         |
|  | \| \| Smilodon populator \| \| \| \| \| \| Smilodon fatalis \| \| \| \| |
|  |                                                                         |
|  | Smilodon populator                                                      |
|  |                                                                         |
|  | Smilodon fatalis                                                        |
|  |                                                                         |

|  | Smilodon populator |
|  |                    |
|  | Smilodon fatalis   |
|  |                    |

|  | Smilodon gracilis                                                       |
|  |                                                                         |
|  | \| \| Smilodon populator \| \| \| \| \| \| Smilodon fatalis \| \| \| \| |
|  |                                                                         |
|  | Smilodon populator                                                      |
|  |                                                                         |
|  | Smilodon fatalis                                                        |
|  |                                                                         |

|  | Smilodon populator |
|  |                    |
|  | Smilodon fatalis   |
|  |                    |

|  | Machairodus                                                |
|  |                                                            |
|  | \| \| Homotherium \| \| \| \| \| \| Xenosmilus \| \| \| \| |
|  |                                                            |
|  | Homotherium                                                |
|  |                                                            |
|  | Xenosmilus                                                 |
|  |                                                            |

|  | Homotherium |
|  |             |
|  | Xenosmilus  |
|  |             |

|  | Machairodus                                                |
|  |                                                            |
|  | \| \| Homotherium \| \| \| \| \| \| Xenosmilus \| \| \| \| |
|  |                                                            |
|  | Homotherium                                                |
|  |                                                            |
|  | Xenosmilus                                                 |
|  |                                                            |

|  | Homotherium |
|  |             |
|  | Xenosmilus  |
|  |             |

|  | Smilodon gracilis                                                       |
|  |                                                                         |
|  | \| \| Smilodon populator \| \| \| \| \| \| Smilodon fatalis \| \| \| \| |
|  |                                                                         |
|  | Smilodon populator                                                      |
|  |                                                                         |
|  | Smilodon fatalis                                                        |
|  |                                                                         |

|  | Smilodon populator |
|  |                    |
|  | Smilodon fatalis   |
|  |                    |

|  | Smilodon gracilis                                                       |
|  |                                                                         |
|  | \| \| Smilodon populator \| \| \| \| \| \| Smilodon fatalis \| \| \| \| |
|  |                                                                         |
|  | Smilodon populator                                                      |
|  |                                                                         |
|  | Smilodon fatalis                                                        |
|  |                                                                         |

|  | Smilodon populator |
|  |                    |
|  | Smilodon fatalis   |
|  |                    |

|  | Smilodon gracilis                                                       |
|  |                                                                         |
|  | \| \| Smilodon populator \| \| \| \| \| \| Smilodon fatalis \| \| \| \| |
|  |                                                                         |
|  | Smilodon populator                                                      |
|  |                                                                         |
|  | Smilodon fatalis                                                        |
|  |                                                                         |

|  | Smilodon populator |
|  |                    |
|  | Smilodon fatalis   |
|  |                    |

|  | Smilodon gracilis                                                       |
|  |                                                                         |
|  | \| \| Smilodon populator \| \| \| \| \| \| Smilodon fatalis \| \| \| \| |
|  |                                                                         |
|  | Smilodon populator                                                      |
|  |                                                                         |
|  | Smilodon fatalis                                                        |
|  |                                                                         |

|  | Smilodon populator |
|  |                    |
|  | Smilodon fatalis   |
|  |                    |

|  | Herpailurus (mèo cây châu Mỹ)                                                      |
|  |                                                                                    |
|  | \| \| Miracinonyx (báo săn châu Mỹ) \| \| \| \| \| \| Puma (báo sư tử) \| \| \| \| |
|  |                                                                                    |
|  | Miracinonyx (báo săn châu Mỹ)                                                      |
|  |                                                                                    |
|  | Puma (báo sư tử)                                                                   |
|  |                                                                                    |

|  | Miracinonyx (báo săn châu Mỹ) |
|  |                               |
|  | Puma (báo sư tử)              |
|  |                               |

|  | Herpailurus (mèo cây châu Mỹ)                                                      |
|  |                                                                                    |
|  | \| \| Miracinonyx (báo săn châu Mỹ) \| \| \| \| \| \| Puma (báo sư tử) \| \| \| \| |
|  |                                                                                    |
|  | Miracinonyx (báo săn châu Mỹ)                                                      |
|  |                                                                                    |
|  | Puma (báo sư tử)                                                                   |
|  |                                                                                    |

|  | Miracinonyx (báo săn châu Mỹ) |
|  |                               |
|  | Puma (báo sư tử)              |
|  |                               |

|  | Herpailurus (mèo cây châu Mỹ)                                                      |
|  |                                                                                    |
|  | \| \| Miracinonyx (báo săn châu Mỹ) \| \| \| \| \| \| Puma (báo sư tử) \| \| \| \| |
|  |                                                                                    |
|  | Miracinonyx (báo săn châu Mỹ)                                                      |
|  |                                                                                    |
|  | Puma (báo sư tử)                                                                   |
|  |                                                                                    |

|  | Miracinonyx (báo săn châu Mỹ) |
|  |                               |
|  | Puma (báo sư tử)              |
|  |                               |

|  | Herpailurus (mèo cây châu Mỹ)                                                      |
|  |                                                                                    |
|  | \| \| Miracinonyx (báo săn châu Mỹ) \| \| \| \| \| \| Puma (báo sư tử) \| \| \| \| |
|  |                                                                                    |
|  | Miracinonyx (báo săn châu Mỹ)                                                      |
|  |                                                                                    |
|  | Puma (báo sư tử)                                                                   |
|  |                                                                                    |

|  | Miracinonyx (báo săn châu Mỹ) |
|  |                               |
|  | Puma (báo sư tử)              |
|  |                               |

|  | Herpailurus (mèo cây châu Mỹ)                                                      |
|  |                                                                                    |
|  | \| \| Miracinonyx (báo săn châu Mỹ) \| \| \| \| \| \| Puma (báo sư tử) \| \| \| \| |
|  |                                                                                    |
|  | Miracinonyx (báo săn châu Mỹ)                                                      |
|  |                                                                                    |
|  | Puma (báo sư tử)                                                                   |
|  |                                                                                    |

|  | Miracinonyx (báo săn châu Mỹ) |
|  |                               |
|  | Puma (báo sư tử)              |
|  |                               |

|  | Herpailurus (mèo cây châu Mỹ)                                                      |
|  |                                                                                    |
|  | \| \| Miracinonyx (báo săn châu Mỹ) \| \| \| \| \| \| Puma (báo sư tử) \| \| \| \| |
|  |                                                                                    |
|  | Miracinonyx (báo săn châu Mỹ)                                                      |
|  |                                                                                    |
|  | Puma (báo sư tử)                                                                   |
|  |                                                                                    |

|  | Miracinonyx (báo săn châu Mỹ) |
|  |                               |
|  | Puma (báo sư tử)              |
|  |                               |

|  | Herpailurus (mèo cây châu Mỹ)                                                      |
|  |                                                                                    |
|  | \| \| Miracinonyx (báo săn châu Mỹ) \| \| \| \| \| \| Puma (báo sư tử) \| \| \| \| |
|  |                                                                                    |
|  | Miracinonyx (báo săn châu Mỹ)                                                      |
|  |                                                                                    |
|  | Puma (báo sư tử)                                                                   |
|  |                                                                                    |

|  | Miracinonyx (báo săn châu Mỹ) |
|  |                               |
|  | Puma (báo sư tử)              |
|  |                               |

|  | Herpailurus (mèo cây châu Mỹ)                                                      |
|  |                                                                                    |
|  | \| \| Miracinonyx (báo săn châu Mỹ) \| \| \| \| \| \| Puma (báo sư tử) \| \| \| \| |
|  |                                                                                    |
|  | Miracinonyx (báo săn châu Mỹ)                                                      |
|  |                                                                                    |
|  | Puma (báo sư tử)                                                                   |
|  |                                                                                    |

|  | Miracinonyx (báo săn châu Mỹ) |
|  |                               |
|  | Puma (báo sư tử)              |
|  |                               |

|  | Herpailurus (mèo cây châu Mỹ)                                                      |
|  |                                                                                    |
|  | \| \| Miracinonyx (báo săn châu Mỹ) \| \| \| \| \| \| Puma (báo sư tử) \| \| \| \| |
|  |                                                                                    |
|  | Miracinonyx (báo săn châu Mỹ)                                                      |
|  |                                                                                    |
|  | Puma (báo sư tử)                                                                   |
|  |                                                                                    |

|  | Miracinonyx (báo săn châu Mỹ) |
|  |                               |
|  | Puma (báo sư tử)              |
|  |                               |

|  | Herpailurus (mèo cây châu Mỹ)                                                      |
|  |                                                                                    |
|  | \| \| Miracinonyx (báo săn châu Mỹ) \| \| \| \| \| \| Puma (báo sư tử) \| \| \| \| |
|  |                                                                                    |
|  | Miracinonyx (báo săn châu Mỹ)                                                      |
|  |                                                                                    |
|  | Puma (báo sư tử)                                                                   |
|  |                                                                                    |

|  | Miracinonyx (báo săn châu Mỹ) |
|  |                               |
|  | Puma (báo sư tử)              |
|  |                               |

|  | Herpailurus (mèo cây châu Mỹ)                                                      |
|  |                                                                                    |
|  | \| \| Miracinonyx (báo săn châu Mỹ) \| \| \| \| \| \| Puma (báo sư tử) \| \| \| \| |
|  |                                                                                    |
|  | Miracinonyx (báo săn châu Mỹ)                                                      |
|  |                                                                                    |
|  | Puma (báo sư tử)                                                                   |
|  |                                                                                    |

|  | Miracinonyx (báo săn châu Mỹ) |
|  |                               |
|  | Puma (báo sư tử)              |
|  |                               |

|  | Herpailurus (mèo cây châu Mỹ)                                                      |
|  |                                                                                    |
|  | \| \| Miracinonyx (báo săn châu Mỹ) \| \| \| \| \| \| Puma (báo sư tử) \| \| \| \| |
|  |                                                                                    |
|  | Miracinonyx (báo săn châu Mỹ)                                                      |
|  |                                                                                    |
|  | Puma (báo sư tử)                                                                   |
|  |                                                                                    |

|  | Miracinonyx (báo săn châu Mỹ) |
|  |                               |
|  | Puma (báo sư tử)              |
|  |                               |

|  | Herpailurus (mèo cây châu Mỹ)                                                      |
|  |                                                                                    |
|  | \| \| Miracinonyx (báo săn châu Mỹ) \| \| \| \| \| \| Puma (báo sư tử) \| \| \| \| |
|  |                                                                                    |
|  | Miracinonyx (báo săn châu Mỹ)                                                      |
|  |                                                                                    |
|  | Puma (báo sư tử)                                                                   |
|  |                                                                                    |

|  | Miracinonyx (báo săn châu Mỹ) |
|  |                               |
|  | Puma (báo sư tử)              |
|  |                               |

|  | Herpailurus (mèo cây châu Mỹ)                                                      |
|  |                                                                                    |
|  | \| \| Miracinonyx (báo săn châu Mỹ) \| \| \| \| \| \| Puma (báo sư tử) \| \| \| \| |
|  |                                                                                    |
|  | Miracinonyx (báo săn châu Mỹ)                                                      |
|  |                                                                                    |
|  | Puma (báo sư tử)                                                                   |
|  |                                                                                    |

|  | Miracinonyx (báo săn châu Mỹ) |
|  |                               |
|  | Puma (báo sư tử)              |
|  |                               |

|  | Herpailurus (mèo cây châu Mỹ)                                                      |
|  |                                                                                    |
|  | \| \| Miracinonyx (báo săn châu Mỹ) \| \| \| \| \| \| Puma (báo sư tử) \| \| \| \| |
|  |                                                                                    |
|  | Miracinonyx (báo săn châu Mỹ)                                                      |
|  |                                                                                    |
|  | Puma (báo sư tử)                                                                   |
|  |                                                                                    |

|  | Miracinonyx (báo săn châu Mỹ) |
|  |                               |
|  | Puma (báo sư tử)              |
|  |                               |

|  | Herpailurus (mèo cây châu Mỹ)                                                      |
|  |                                                                                    |
|  | \| \| Miracinonyx (báo săn châu Mỹ) \| \| \| \| \| \| Puma (báo sư tử) \| \| \| \| |
|  |                                                                                    |
|  | Miracinonyx (báo săn châu Mỹ)                                                      |
|  |                                                                                    |
|  | Puma (báo sư tử)                                                                   |
|  |                                                                                    |

|  | Miracinonyx (báo săn châu Mỹ) |
|  |                               |
|  | Puma (báo sư tử)              |
|  |                               |

|  | Machairodus                                                |
|  |                                                            |
|  | \| \| Homotherium \| \| \| \| \| \| Xenosmilus \| \| \| \| |
|  |                                                            |
|  | Homotherium                                                |
|  |                                                            |
|  | Xenosmilus                                                 |
|  |                                                            |

|  | Homotherium |
|  |             |
|  | Xenosmilus  |
|  |             |

|  | Machairodus                                                |
|  |                                                            |
|  | \| \| Homotherium \| \| \| \| \| \| Xenosmilus \| \| \| \| |
|  |                                                            |
|  | Homotherium                                                |
|  |                                                            |
|  | Xenosmilus                                                 |
|  |                                                            |

|  | Homotherium |
|  |             |
|  | Xenosmilus  |
|  |             |

|  | Smilodon gracilis                                                       |
|  |                                                                         |
|  | \| \| Smilodon populator \| \| \| \| \| \| Smilodon fatalis \| \| \| \| |
|  |                                                                         |
|  | Smilodon populator                                                      |
|  |                                                                         |
|  | Smilodon fatalis                                                        |
|  |                                                                         |

|  | Smilodon populator |
|  |                    |
|  | Smilodon fatalis   |
|  |                    |

|  | Smilodon gracilis                                                       |
|  |                                                                         |
|  | \| \| Smilodon populator \| \| \| \| \| \| Smilodon fatalis \| \| \| \| |
|  |                                                                         |
|  | Smilodon populator                                                      |
|  |                                                                         |
|  | Smilodon fatalis                                                        |
|  |                                                                         |

|  | Smilodon populator |
|  |                    |
|  | Smilodon fatalis   |
|  |                    |

|  | Smilodon gracilis                                                       |
|  |                                                                         |
|  | \| \| Smilodon populator \| \| \| \| \| \| Smilodon fatalis \| \| \| \| |
|  |                                                                         |
|  | Smilodon populator                                                      |
|  |                                                                         |
|  | Smilodon fatalis                                                        |
|  |                                                                         |

|  | Smilodon populator |
|  |                    |
|  | Smilodon fatalis   |
|  |                    |

|  | Smilodon gracilis                                                       |
|  |                                                                         |
|  | \| \| Smilodon populator \| \| \| \| \| \| Smilodon fatalis \| \| \| \| |
|  |                                                                         |
|  | Smilodon populator                                                      |
|  |                                                                         |
|  | Smilodon fatalis                                                        |
|  |                                                                         |

|  | Smilodon populator |
|  |                    |
|  | Smilodon fatalis   |
|  |                    |

|  | Machairodus                                                |
|  |                                                            |
|  | \| \| Homotherium \| \| \| \| \| \| Xenosmilus \| \| \| \| |
|  |                                                            |
|  | Homotherium                                                |
|  |                                                            |
|  | Xenosmilus                                                 |
|  |                                                            |

|  | Homotherium |
|  |             |
|  | Xenosmilus  |
|  |             |

|  | Machairodus                                                |
|  |                                                            |
|  | \| \| Homotherium \| \| \| \| \| \| Xenosmilus \| \| \| \| |
|  |                                                            |
|  | Homotherium                                                |
|  |                                                            |
|  | Xenosmilus                                                 |
|  |                                                            |

|  | Homotherium |
|  |             |
|  | Xenosmilus  |
|  |             |

|  | Smilodon gracilis                                                       |
|  |                                                                         |
|  | \| \| Smilodon populator \| \| \| \| \| \| Smilodon fatalis \| \| \| \| |
|  |                                                                         |
|  | Smilodon populator                                                      |
|  |                                                                         |
|  | Smilodon fatalis                                                        |
|  |                                                                         |

|  | Smilodon populator |
|  |                    |
|  | Smilodon fatalis   |
|  |                    |

|  | Smilodon gracilis                                                       |
|  |                                                                         |
|  | \| \| Smilodon populator \| \| \| \| \| \| Smilodon fatalis \| \| \| \| |
|  |                                                                         |
|  | Smilodon populator                                                      |
|  |                                                                         |
|  | Smilodon fatalis                                                        |
|  |                                                                         |

|  | Smilodon populator |
|  |                    |
|  | Smilodon fatalis   |
|  |                    |

|  | Smilodon gracilis                                                       |
|  |                                                                         |
|  | \| \| Smilodon populator \| \| \| \| \| \| Smilodon fatalis \| \| \| \| |
|  |                                                                         |
|  | Smilodon populator                                                      |
|  |                                                                         |
|  | Smilodon fatalis                                                        |
|  |                                                                         |

|  | Smilodon populator |
|  |                    |
|  | Smilodon fatalis   |
|  |                    |

|  | Smilodon gracilis                                                       |
|  |                                                                         |
|  | \| \| Smilodon populator \| \| \| \| \| \| Smilodon fatalis \| \| \| \| |
|  |                                                                         |
|  | Smilodon populator                                                      |
|  |                                                                         |
|  | Smilodon fatalis                                                        |
|  |                                                                         |

|  | Smilodon populator |
|  |                    |
|  | Smilodon fatalis   |
|  |                    |

|  | Machairodus                                                |
|  |                                                            |
|  | \| \| Homotherium \| \| \| \| \| \| Xenosmilus \| \| \| \| |
|  |                                                            |
|  | Homotherium                                                |
|  |                                                            |
|  | Xenosmilus                                                 |
|  |                                                            |

|  | Homotherium |
|  |             |
|  | Xenosmilus  |
|  |             |

|  | Machairodus                                                |
|  |                                                            |
|  | \| \| Homotherium \| \| \| \| \| \| Xenosmilus \| \| \| \| |
|  |                                                            |
|  | Homotherium                                                |
|  |                                                            |
|  | Xenosmilus                                                 |
|  |                                                            |

|  | Homotherium |
|  |             |
|  | Xenosmilus  |
|  |             |

|  | Smilodon gracilis                                                       |
|  |                                                                         |
|  | \| \| Smilodon populator \| \| \| \| \| \| Smilodon fatalis \| \| \| \| |
|  |                                                                         |
|  | Smilodon populator                                                      |
|  |                                                                         |
|  | Smilodon fatalis                                                        |
|  |                                                                         |

|  | Smilodon populator |
|  |                    |
|  | Smilodon fatalis   |
|  |                    |

|  | Smilodon gracilis                                                       |
|  |                                                                         |
|  | \| \| Smilodon populator \| \| \| \| \| \| Smilodon fatalis \| \| \| \| |
|  |                                                                         |
|  | Smilodon populator                                                      |
|  |                                                                         |
|  | Smilodon fatalis                                                        |
|  |                                                                         |

|  | Smilodon populator |
|  |                    |
|  | Smilodon fatalis   |
|  |                    |

|  | Smilodon gracilis                                                       |
|  |                                                                         |
|  | \| \| Smilodon populator \| \| \| \| \| \| Smilodon fatalis \| \| \| \| |
|  |                                                                         |
|  | Smilodon populator                                                      |
|  |                                                                         |
|  | Smilodon fatalis                                                        |
|  |                                                                         |

|  | Smilodon populator |
|  |                    |
|  | Smilodon fatalis   |
|  |                    |

|  | Smilodon gracilis                                                       |
|  |                                                                         |
|  | \| \| Smilodon populator \| \| \| \| \| \| Smilodon fatalis \| \| \| \| |
|  |                                                                         |
|  | Smilodon populator                                                      |
|  |                                                                         |
|  | Smilodon fatalis                                                        |
|  |                                                                         |

|  | Smilodon populator |
|  |                    |
|  | Smilodon fatalis   |
|  |                    |

|  | Machairodus                                                |
|  |                                                            |
|  | \| \| Homotherium \| \| \| \| \| \| Xenosmilus \| \| \| \| |
|  |                                                            |
|  | Homotherium                                                |
|  |                                                            |
|  | Xenosmilus                                                 |
|  |                                                            |

|  | Homotherium |
|  |             |
|  | Xenosmilus  |
|  |             |

|  | Machairodus                                                |
|  |                                                            |
|  | \| \| Homotherium \| \| \| \| \| \| Xenosmilus \| \| \| \| |
|  |                                                            |
|  | Homotherium                                                |
|  |                                                            |
|  | Xenosmilus                                                 |
|  |                                                            |

|  | Homotherium |
|  |             |
|  | Xenosmilus  |
|  |             |

|  | Smilodon gracilis                                                       |
|  |                                                                         |
|  | \| \| Smilodon populator \| \| \| \| \| \| Smilodon fatalis \| \| \| \| |
|  |                                                                         |
|  | Smilodon populator                                                      |
|  |                                                                         |
|  | Smilodon fatalis                                                        |
|  |                                                                         |

|  | Smilodon populator |
|  |                    |
|  | Smilodon fatalis   |
|  |                    |

|  | Smilodon gracilis                                                       |
|  |                                                                         |
|  | \| \| Smilodon populator \| \| \| \| \| \| Smilodon fatalis \| \| \| \| |
|  |                                                                         |
|  | Smilodon populator                                                      |
|  |                                                                         |
|  | Smilodon fatalis                                                        |
|  |                                                                         |

|  | Smilodon populator |
|  |                    |
|  | Smilodon fatalis   |
|  |                    |

|  | Smilodon gracilis                                                       |
|  |                                                                         |
|  | \| \| Smilodon populator \| \| \| \| \| \| Smilodon fatalis \| \| \| \| |
|  |                                                                         |
|  | Smilodon populator                                                      |
|  |                                                                         |
|  | Smilodon fatalis                                                        |
|  |                                                                         |

|  | Smilodon populator |
|  |                    |
|  | Smilodon fatalis   |
|  |                    |

|  | Smilodon gracilis                                                       |
|  |                                                                         |
|  | \| \| Smilodon populator \| \| \| \| \| \| Smilodon fatalis \| \| \| \| |
|  |                                                                         |
|  | Smilodon populator                                                      |
|  |                                                                         |
|  | Smilodon fatalis                                                        |
|  |                                                                         |

|  | Smilodon populator |
|  |                    |
|  | Smilodon fatalis   |
|  |                    |

|  | Herpailurus (mèo cây châu Mỹ)                                                      |
|  |                                                                                    |
|  | \| \| Miracinonyx (báo săn châu Mỹ) \| \| \| \| \| \| Puma (báo sư tử) \| \| \| \| |
|  |                                                                                    |
|  | Miracinonyx (báo săn châu Mỹ)                                                      |
|  |                                                                                    |
|  | Puma (báo sư tử)                                                                   |
|  |                                                                                    |

|  | Miracinonyx (báo săn châu Mỹ) |
|  |                               |
|  | Puma (báo sư tử)              |
|  |                               |

|  | Herpailurus (mèo cây châu Mỹ)                                                      |
|  |                                                                                    |
|  | \| \| Miracinonyx (báo săn châu Mỹ) \| \| \| \| \| \| Puma (báo sư tử) \| \| \| \| |
|  |                                                                                    |
|  | Miracinonyx (báo săn châu Mỹ)                                                      |
|  |                                                                                    |
|  | Puma (báo sư tử)                                                                   |
|  |                                                                                    |

|  | Miracinonyx (báo săn châu Mỹ) |
|  |                               |
|  | Puma (báo sư tử)              |
|  |                               |

|  | Herpailurus (mèo cây châu Mỹ)                                                      |
|  |                                                                                    |
|  | \| \| Miracinonyx (báo săn châu Mỹ) \| \| \| \| \| \| Puma (báo sư tử) \| \| \| \| |
|  |                                                                                    |
|  | Miracinonyx (báo săn châu Mỹ)                                                      |
|  |                                                                                    |
|  | Puma (báo sư tử)                                                                   |
|  |                                                                                    |

|  | Miracinonyx (báo săn châu Mỹ) |
|  |                               |
|  | Puma (báo sư tử)              |
|  |                               |

|  | Herpailurus (mèo cây châu Mỹ)                                                      |
|  |                                                                                    |
|  | \| \| Miracinonyx (báo săn châu Mỹ) \| \| \| \| \| \| Puma (báo sư tử) \| \| \| \| |
|  |                                                                                    |
|  | Miracinonyx (báo săn châu Mỹ)                                                      |
|  |                                                                                    |
|  | Puma (báo sư tử)                                                                   |
|  |                                                                                    |

|  | Miracinonyx (báo săn châu Mỹ) |
|  |                               |
|  | Puma (báo sư tử)              |
|  |                               |

|  | Herpailurus (mèo cây châu Mỹ)                                                      |
|  |                                                                                    |
|  | \| \| Miracinonyx (báo săn châu Mỹ) \| \| \| \| \| \| Puma (báo sư tử) \| \| \| \| |
|  |                                                                                    |
|  | Miracinonyx (báo săn châu Mỹ)                                                      |
|  |                                                                                    |
|  | Puma (báo sư tử)                                                                   |
|  |                                                                                    |

|  | Miracinonyx (báo săn châu Mỹ) |
|  |                               |
|  | Puma (báo sư tử)              |
|  |                               |

|  | Herpailurus (mèo cây châu Mỹ)                                                      |
|  |                                                                                    |
|  | \| \| Miracinonyx (báo săn châu Mỹ) \| \| \| \| \| \| Puma (báo sư tử) \| \| \| \| |
|  |                                                                                    |
|  | Miracinonyx (báo săn châu Mỹ)                                                      |
|  |                                                                                    |
|  | Puma (báo sư tử)                                                                   |
|  |                                                                                    |

|  | Miracinonyx (báo săn châu Mỹ) |
|  |                               |
|  | Puma (báo sư tử)              |
|  |                               |

|  | Herpailurus (mèo cây châu Mỹ)                                                      |
|  |                                                                                    |
|  | \| \| Miracinonyx (báo săn châu Mỹ) \| \| \| \| \| \| Puma (báo sư tử) \| \| \| \| |
|  |                                                                                    |
|  | Miracinonyx (báo săn châu Mỹ)                                                      |
|  |                                                                                    |
|  | Puma (báo sư tử)                                                                   |
|  |                                                                                    |

|  | Miracinonyx (báo săn châu Mỹ) |
|  |                               |
|  | Puma (báo sư tử)              |
|  |                               |

|  | Herpailurus (mèo cây châu Mỹ)                                                      |
|  |                                                                                    |
|  | \| \| Miracinonyx (báo săn châu Mỹ) \| \| \| \| \| \| Puma (báo sư tử) \| \| \| \| |
|  |                                                                                    |
|  | Miracinonyx (báo săn châu Mỹ)                                                      |
|  |                                                                                    |
|  | Puma (báo sư tử)                                                                   |
|  |                                                                                    |

|  | Miracinonyx (báo săn châu Mỹ) |
|  |                               |
|  | Puma (báo sư tử)              |
|  |                               |

|  | Herpailurus (mèo cây châu Mỹ)                                                      |
|  |                                                                                    |
|  | \| \| Miracinonyx (báo săn châu Mỹ) \| \| \| \| \| \| Puma (báo sư tử) \| \| \| \| |
|  |                                                                                    |
|  | Miracinonyx (báo săn châu Mỹ)                                                      |
|  |                                                                                    |
|  | Puma (báo sư tử)                                                                   |
|  |                                                                                    |

|  | Miracinonyx (báo săn châu Mỹ) |
|  |                               |
|  | Puma (báo sư tử)              |
|  |                               |

|  | Herpailurus (mèo cây châu Mỹ)                                                      |
|  |                                                                                    |
|  | \| \| Miracinonyx (báo săn châu Mỹ) \| \| \| \| \| \| Puma (báo sư tử) \| \| \| \| |
|  |                                                                                    |
|  | Miracinonyx (báo săn châu Mỹ)                                                      |
|  |                                                                                    |
|  | Puma (báo sư tử)                                                                   |
|  |                                                                                    |

|  | Miracinonyx (báo săn châu Mỹ) |
|  |                               |
|  | Puma (báo sư tử)              |
|  |                               |

|  | Herpailurus (mèo cây châu Mỹ)                                                      |
|  |                                                                                    |
|  | \| \| Miracinonyx (báo săn châu Mỹ) \| \| \| \| \| \| Puma (báo sư tử) \| \| \| \| |
|  |                                                                                    |
|  | Miracinonyx (báo săn châu Mỹ)                                                      |
|  |                                                                                    |
|  | Puma (báo sư tử)                                                                   |
|  |                                                                                    |

|  | Miracinonyx (báo săn châu Mỹ) |
|  |                               |
|  | Puma (báo sư tử)              |
|  |                               |

|  | Herpailurus (mèo cây châu Mỹ)                                                      |
|  |                                                                                    |
|  | \| \| Miracinonyx (báo săn châu Mỹ) \| \| \| \| \| \| Puma (báo sư tử) \| \| \| \| |
|  |                                                                                    |
|  | Miracinonyx (báo săn châu Mỹ)                                                      |
|  |                                                                                    |
|  | Puma (báo sư tử)                                                                   |
|  |                                                                                    |

|  | Miracinonyx (báo săn châu Mỹ) |
|  |                               |
|  | Puma (báo sư tử)              |
|  |                               |

|  | Herpailurus (mèo cây châu Mỹ)                                                      |
|  |                                                                                    |
|  | \| \| Miracinonyx (báo săn châu Mỹ) \| \| \| \| \| \| Puma (báo sư tử) \| \| \| \| |
|  |                                                                                    |
|  | Miracinonyx (báo săn châu Mỹ)                                                      |
|  |                                                                                    |
|  | Puma (báo sư tử)                                                                   |
|  |                                                                                    |

|  | Miracinonyx (báo săn châu Mỹ) |
|  |                               |
|  | Puma (báo sư tử)              |
|  |                               |

|  | Herpailurus (mèo cây châu Mỹ)                                                      |
|  |                                                                                    |
|  | \| \| Miracinonyx (báo săn châu Mỹ) \| \| \| \| \| \| Puma (báo sư tử) \| \| \| \| |
|  |                                                                                    |
|  | Miracinonyx (báo săn châu Mỹ)                                                      |
|  |                                                                                    |
|  | Puma (báo sư tử)                                                                   |
|  |                                                                                    |

|  | Miracinonyx (báo săn châu Mỹ) |
|  |                               |
|  | Puma (báo sư tử)              |
|  |                               |

|  | Herpailurus (mèo cây châu Mỹ)                                                      |
|  |                                                                                    |
|  | \| \| Miracinonyx (báo săn châu Mỹ) \| \| \| \| \| \| Puma (báo sư tử) \| \| \| \| |
|  |                                                                                    |
|  | Miracinonyx (báo săn châu Mỹ)                                                      |
|  |                                                                                    |
|  | Puma (báo sư tử)                                                                   |
|  |                                                                                    |

|  | Miracinonyx (báo săn châu Mỹ) |
|  |                               |
|  | Puma (báo sư tử)              |
|  |                               |

|  | Herpailurus (mèo cây châu Mỹ)                                                      |
|  |                                                                                    |
|  | \| \| Miracinonyx (báo săn châu Mỹ) \| \| \| \| \| \| Puma (báo sư tử) \| \| \| \| |
|  |                                                                                    |
|  | Miracinonyx (báo săn châu Mỹ)                                                      |
|  |                                                                                    |
|  | Puma (báo sư tử)                                                                   |
|  |                                                                                    |

|  | Miracinonyx (báo săn châu Mỹ) |
|  |                               |
|  | Puma (báo sư tử)              |
|  |                               |

|  | Machairodus                                                |
|  |                                                            |
|  | \| \| Homotherium \| \| \| \| \| \| Xenosmilus \| \| \| \| |
|  |                                                            |
|  | Homotherium                                                |
|  |                                                            |
|  | Xenosmilus                                                 |
|  |                                                            |

|  | Homotherium |
|  |             |
|  | Xenosmilus  |
|  |             |

|  | Machairodus                                                |
|  |                                                            |
|  | \| \| Homotherium \| \| \| \| \| \| Xenosmilus \| \| \| \| |
|  |                                                            |
|  | Homotherium                                                |
|  |                                                            |
|  | Xenosmilus                                                 |
|  |                                                            |

|  | Homotherium |
|  |             |
|  | Xenosmilus  |
|  |             |

|  | Smilodon gracilis                                                       |
|  |                                                                         |
|  | \| \| Smilodon populator \| \| \| \| \| \| Smilodon fatalis \| \| \| \| |
|  |                                                                         |
|  | Smilodon populator                                                      |
|  |                                                                         |
|  | Smilodon fatalis                                                        |
|  |                                                                         |

|  | Smilodon populator |
|  |                    |
|  | Smilodon fatalis   |
|  |                    |

|  | Smilodon gracilis                                                       |
|  |                                                                         |
|  | \| \| Smilodon populator \| \| \| \| \| \| Smilodon fatalis \| \| \| \| |
|  |                                                                         |
|  | Smilodon populator                                                      |
|  |                                                                         |
|  | Smilodon fatalis                                                        |
|  |                                                                         |

|  | Smilodon populator |
|  |                    |
|  | Smilodon fatalis   |
|  |                    |

|  | Smilodon gracilis                                                       |
|  |                                                                         |
|  | \| \| Smilodon populator \| \| \| \| \| \| Smilodon fatalis \| \| \| \| |
|  |                                                                         |
|  | Smilodon populator                                                      |
|  |                                                                         |
|  | Smilodon fatalis                                                        |
|  |                                                                         |

|  | Smilodon populator |
|  |                    |
|  | Smilodon fatalis   |
|  |                    |

|  | Smilodon gracilis                                                       |
|  |                                                                         |
|  | \| \| Smilodon populator \| \| \| \| \| \| Smilodon fatalis \| \| \| \| |
|  |                                                                         |
|  | Smilodon populator                                                      |
|  |                                                                         |
|  | Smilodon fatalis                                                        |
|  |                                                                         |

|  | Smilodon populator |
|  |                    |
|  | Smilodon fatalis   |
|  |                    |

|  | Machairodus                                                |
|  |                                                            |
|  | \| \| Homotherium \| \| \| \| \| \| Xenosmilus \| \| \| \| |
|  |                                                            |
|  | Homotherium                                                |
|  |                                                            |
|  | Xenosmilus                                                 |
|  |                                                            |

|  | Homotherium |
|  |             |
|  | Xenosmilus  |
|  |             |

|  | Machairodus                                                |
|  |                                                            |
|  | \| \| Homotherium \| \| \| \| \| \| Xenosmilus \| \| \| \| |
|  |                                                            |
|  | Homotherium                                                |
|  |                                                            |
|  | Xenosmilus                                                 |
|  |                                                            |

|  | Homotherium |
|  |             |
|  | Xenosmilus  |
|  |             |

|  | Smilodon gracilis                                                       |
|  |                                                                         |
|  | \| \| Smilodon populator \| \| \| \| \| \| Smilodon fatalis \| \| \| \| |
|  |                                                                         |
|  | Smilodon populator                                                      |
|  |                                                                         |
|  | Smilodon fatalis                                                        |
|  |                                                                         |

|  | Smilodon populator |
|  |                    |
|  | Smilodon fatalis   |
|  |                    |

|  | Smilodon gracilis                                                       |
|  |                                                                         |
|  | \| \| Smilodon populator \| \| \| \| \| \| Smilodon fatalis \| \| \| \| |
|  |                                                                         |
|  | Smilodon populator                                                      |
|  |                                                                         |
|  | Smilodon fatalis                                                        |
|  |                                                                         |

|  | Smilodon populator |
|  |                    |
|  | Smilodon fatalis   |
|  |                    |

|  | Smilodon gracilis                                                       |
|  |                                                                         |
|  | \| \| Smilodon populator \| \| \| \| \| \| Smilodon fatalis \| \| \| \| |
|  |                                                                         |
|  | Smilodon populator                                                      |
|  |                                                                         |
|  | Smilodon fatalis                                                        |
|  |                                                                         |

|  | Smilodon populator |
|  |                    |
|  | Smilodon fatalis   |
|  |                    |

|  | Smilodon gracilis                                                       |
|  |                                                                         |
|  | \| \| Smilodon populator \| \| \| \| \| \| Smilodon fatalis \| \| \| \| |
|  |                                                                         |
|  | Smilodon populator                                                      |
|  |                                                                         |
|  | Smilodon fatalis                                                        |
|  |                                                                         |

|  | Smilodon populator |
|  |                    |
|  | Smilodon fatalis   |
|  |                    |

|  | Machairodus                                                |
|  |                                                            |
|  | \| \| Homotherium \| \| \| \| \| \| Xenosmilus \| \| \| \| |
|  |                                                            |
|  | Homotherium                                                |
|  |                                                            |
|  | Xenosmilus                                                 |
|  |                                                            |

|  | Homotherium |
|  |             |
|  | Xenosmilus  |
|  |             |

|  | Machairodus                                                |
|  |                                                            |
|  | \| \| Homotherium \| \| \| \| \| \| Xenosmilus \| \| \| \| |
|  |                                                            |
|  | Homotherium                                                |
|  |                                                            |
|  | Xenosmilus                                                 |
|  |                                                            |

|  | Homotherium |
|  |             |
|  | Xenosmilus  |
|  |             |

|  | Smilodon gracilis                                                       |
|  |                                                                         |
|  | \| \| Smilodon populator \| \| \| \| \| \| Smilodon fatalis \| \| \| \| |
|  |                                                                         |
|  | Smilodon populator                                                      |
|  |                                                                         |
|  | Smilodon fatalis                                                        |
|  |                                                                         |

|  | Smilodon populator |
|  |                    |
|  | Smilodon fatalis   |
|  |                    |

|  | Smilodon gracilis                                                       |
|  |                                                                         |
|  | \| \| Smilodon populator \| \| \| \| \| \| Smilodon fatalis \| \| \| \| |
|  |                                                                         |
|  | Smilodon populator                                                      |
|  |                                                                         |
|  | Smilodon fatalis                                                        |
|  |                                                                         |

|  | Smilodon populator |
|  |                    |
|  | Smilodon fatalis   |
|  |                    |

|  | Smilodon gracilis                                                       |
|  |                                                                         |
|  | \| \| Smilodon populator \| \| \| \| \| \| Smilodon fatalis \| \| \| \| |
|  |                                                                         |
|  | Smilodon populator                                                      |
|  |                                                                         |
|  | Smilodon fatalis                                                        |
|  |                                                                         |

|  | Smilodon populator |
|  |                    |
|  | Smilodon fatalis   |
|  |                    |

|  | Smilodon gracilis                                                       |
|  |                                                                         |
|  | \| \| Smilodon populator \| \| \| \| \| \| Smilodon fatalis \| \| \| \| |
|  |                                                                         |
|  | Smilodon populator                                                      |
|  |                                                                         |
|  | Smilodon fatalis                                                        |
|  |                                                                         |

|  | Smilodon populator |
|  |                    |
|  | Smilodon fatalis   |
|  |                    |

|  | Machairodus                                                |
|  |                                                            |
|  | \| \| Homotherium \| \| \| \| \| \| Xenosmilus \| \| \| \| |
|  |                                                            |
|  | Homotherium                                                |
|  |                                                            |
|  | Xenosmilus                                                 |
|  |                                                            |

|  | Homotherium |
|  |             |
|  | Xenosmilus  |
|  |             |

|  | Machairodus                                                |
|  |                                                            |
|  | \| \| Homotherium \| \| \| \| \| \| Xenosmilus \| \| \| \| |
|  |                                                            |
|  | Homotherium                                                |
|  |                                                            |
|  | Xenosmilus                                                 |
|  |                                                            |

|  | Homotherium |
|  |             |
|  | Xenosmilus  |
|  |             |

|  | Smilodon gracilis                                                       |
|  |                                                                         |
|  | \| \| Smilodon populator \| \| \| \| \| \| Smilodon fatalis \| \| \| \| |
|  |                                                                         |
|  | Smilodon populator                                                      |
|  |                                                                         |
|  | Smilodon fatalis                                                        |
|  |                                                                         |

|  | Smilodon populator |
|  |                    |
|  | Smilodon fatalis   |
|  |                    |

|  | Smilodon gracilis                                                       |
|  |                                                                         |
|  | \| \| Smilodon populator \| \| \| \| \| \| Smilodon fatalis \| \| \| \| |
|  |                                                                         |
|  | Smilodon populator                                                      |
|  |                                                                         |
|  | Smilodon fatalis                                                        |
|  |                                                                         |

|  | Smilodon populator |
|  |                    |
|  | Smilodon fatalis   |
|  |                    |

|  | Smilodon gracilis                                                       |
|  |                                                                         |
|  | \| \| Smilodon populator \| \| \| \| \| \| Smilodon fatalis \| \| \| \| |
|  |                                                                         |
|  | Smilodon populator                                                      |
|  |                                                                         |
|  | Smilodon fatalis                                                        |
|  |                                                                         |

|  | Smilodon populator |
|  |                    |
|  | Smilodon fatalis   |
|  |                    |

|  | Smilodon gracilis                                                       |
|  |                                                                         |
|  | \| \| Smilodon populator \| \| \| \| \| \| Smilodon fatalis \| \| \| \| |
|  |                                                                         |
|  | Smilodon populator                                                      |
|  |                                                                         |
|  | Smilodon fatalis                                                        |
|  |                                                                         |

|  | Smilodon populator |
|  |                    |
|  | Smilodon fatalis   |
|  |                    |

## Mô tả

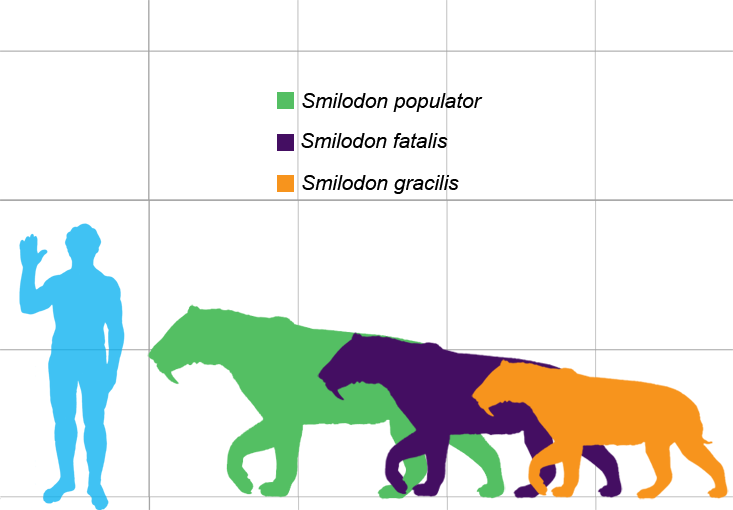
S. populator (xanh lá), S. fatalis (tím), và S. gracilis (cam) theo tỉ lệ

Smilodon có kích cỡ tương đương với những loài đại miêu hiện đại, nhưng săn chắc hơn. Nó có vùng thắt lưng thấp, xương vai cao, đuôi ngắn và các chi vận động rộng với đôi bàn chân tương đối ngắn. Smilodon nổi tiếng nhất với bộ răng nanh tương đối dài, dài nhất trong những con mèo răng kiếm, chiều dài vào khoảng 28 cm ở loài lớn nhất, S. populator. Răng nanh mảnh và có các răng cưa tốt ở mặt trước và mặt sau.. Hộp sọ được cân đối mạnh mẽ với mõm ngắn và rộng. Xương gò má (zygomata) sâu và cong rộng, đỉnh giữa đầu (sagittal) nổi bật, với xương trá hơi lồi lõm. Xương hàm dưới có mép vành ở mỗi bên của mặt trước. Các răng cửa phía trên lớn, sắc sảo và nghiêng về phía trước. Có một khoảng trông giữa giữa các răng cửa và răng hàm của hàm dưới. Các răng cửa phía dưới rộng, bị cong vào và được đặt theo đường thẳng. Răng tiền hàm p3 của hàm dưới có mặt trong hầu hết các mẫu vật đầu tiên, nhưng bị mất trong các mẫu vật sau này; nó chỉ xuất hiện trong 6% mẫu tại La Brea. Có một số tranh luận về việc liệu Smilodon có lưỡng hình tình dục hay không. Một số nghiên cứu về hóa thạch S. fatalis đã tìm thấy sự khác biệt nhỏ giữa giới tính. Ngược lại, một nghiên cứu năm 2012 nhận thấy rằng, trong khi các hóa thạch của S. fatalis cho thấy sự khác biệt về kích thước giữa các cá thể nhỏ hơn so với chi Panthera hiện đại, sự khác biệt giữa các giới tính cũng giống nghiên cứu trước ở một số đặc điểm.

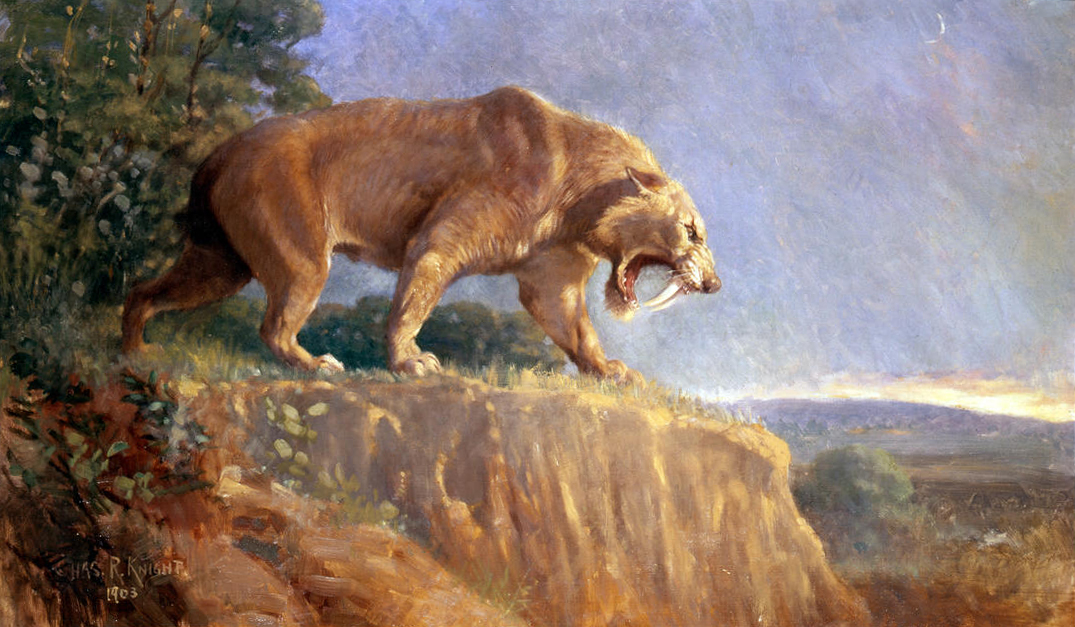
S. populator tái dựng với bộ lông không vằn, Charles R. Knight, 1903

S. gracilis là loài nhỏ nhất, được ước tính có trọng lượng từ 55 đến 100 kg, bằng kích thước của một con báo đốm. Chúng tương tự như tổ tiên của chúng là Megantereon có cùng kích thước, nhưng răng và hộp sọ của chi này tiến bộ hơn, gần bằng S. fatalis. S. fatalis có kích thước trung bình nằm giữa S. gracilis và S. populator. Nó dao động từ 160 đến 280 kg và đạt đến chiều cao vai 100 cm và chiều dài cơ thể 175 cm. Nó tương tự như một con sư tử theo kích cỡ, nhưng mạnh hơn và cơ bắp hơn, và do đó có khối lượng cơ thể lớn hơn. Hộp sọ của nó cũng tương tự như của Megantereon, mặc dù lớn hơn và có răng nanh lớn hơn. S. populator là một trong những loài mèo lớn nhất được biết đến, với khối lượng cơ thể từ 220 đến 400 kg, và một ước tính tới 470 kg. Nó có độ cao vai là 120 cm. So sánh với hai loài S. fatalis, S. populator mạnh mẽ hơn và có một hộp sọ dài hơn và hẹp hơn với phía trên cao hơn, xương mũi có vị trí cao hơn, xương chẩm thẳng đứng hơn, xương nối cổ tay lớn hơn và chi trước dài hơn một ít so với chi sau. Các đường dấu chân lớn từ Argentina (danh pháp phân loại Smilodonichium đã được đề xuất) được quy cho S. populator, và có kích thước vào khoảng 17,6 cm đến 19,2 cm. Con số này lớn hơn các dấu chân của hổ Bengal, các dấu chân đã được so sánh.

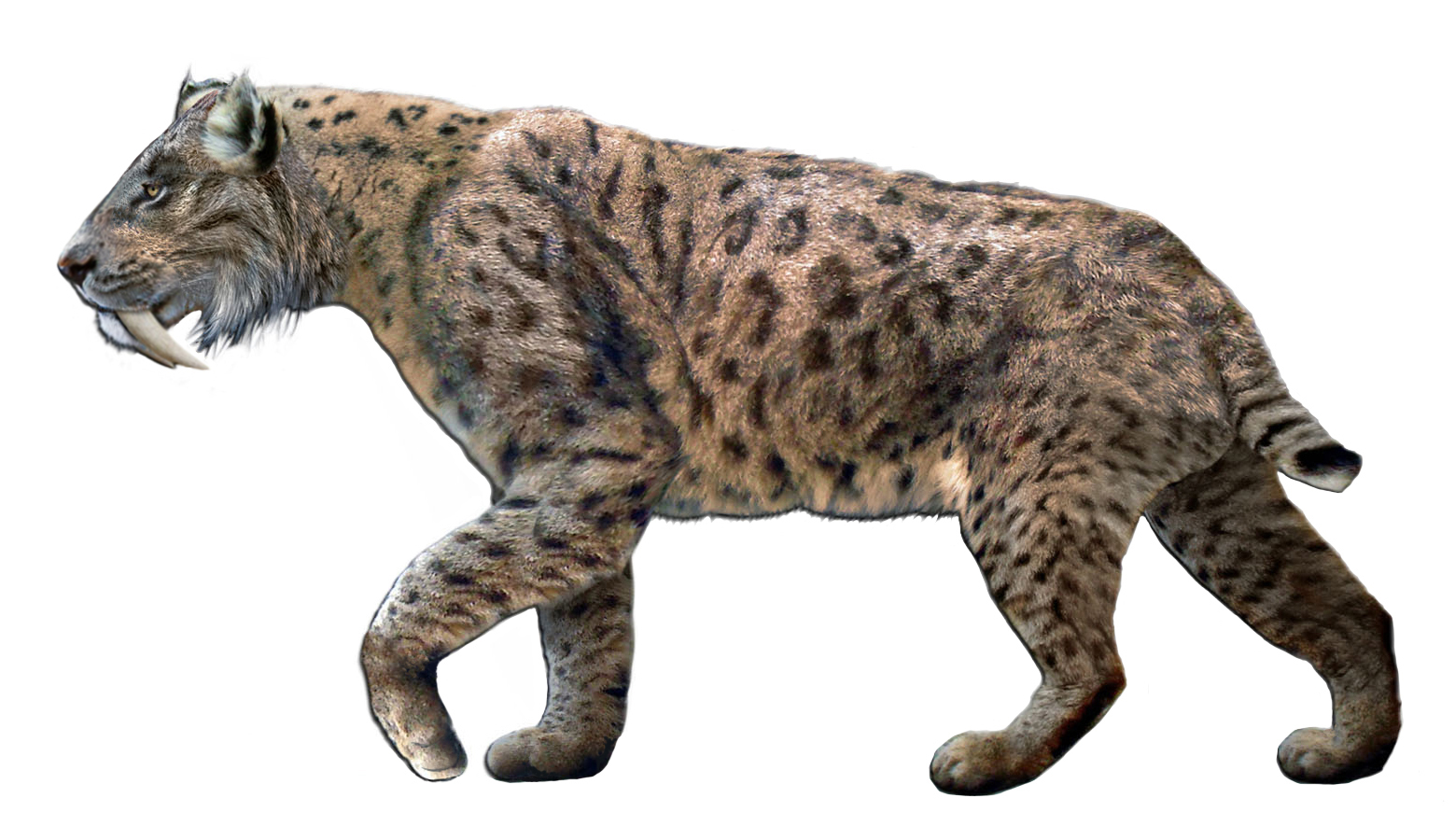
S. fatalis phục dựng với lông đốm

Theo truyền thống, mèo răng kiếm đã được khôi phục về mặt nghệ thuật với các đặc điểm bên ngoài tương tự như các loài mèo hiện nay, bởi các họa sĩ như Charles R. Knight phối hợp với các nhà cổ sinh vật học khác nhau vào đầu thế kỷ 20. Năm 1969, nhà cổ sinh vật học GJ Miller thay vào đó đề xuất rằng Smilodon trông rất khác so với một con mèo điển hình mà tương tự hơn với một con Chó bò Anh, với một đường môi dưới (để miệng mở rộng mà không làm rách các mô trên mặt), một cái mũi rút ngắn hơn và tai thấp hơn. Họa sĩ cổ sinh vật Mauricio Antón và các đồng tác giả đã tranh luận điều này vào năm 1998 và duy trì rằng các đặc điểm khuôn mặt của Smilodon nhìn chung không khác mấy so với những con mèo khác. Antón lưu ý rằng động vật hiện đại như hà mã có thể mở mồm với góc rộng mà không làm rách mô bằng cách gập vừa phải của cơ vòng mô, và cấu trúc cơ như vậy tồn tại trong các loài mèo lớn hiện đại. Antón nói rằng sự gộp lại phát sinh loài (nơi mà các đặc điểm của họ hàng gần nhất của một phân loại hóa thạch được sử dụng làm tài liệu tham khảo) là cách đáng tin cậy nhất để khôi phục lại hình dáng của động vật thời tiền sử và do đó, hình phục dựng Smilodon giống mèo của Charles vẫn chính xác.
Smilodon và những con mèo có răng kiếm khác đã được xây dựng lại với cả hai lớp lông không hoa văn và với các đốm (có vẻ là đặc điểm tổ tiên cho Phân bộ Dạng mèo), cả hai đều được coi là có thể. Các nghiên cứu về loài mèo hiện đại đã phát hiện ra rằng các loài sống trong môi trường mở có xu hướng không có hoa văn trong khi những loài sống trong môi trường nhiều thực vật có nhiều vằn hoa văn hơn, với một số ít ngoại lệ. Một số đặc điểm lông, chẳng hạn như bờm của sư tử đực hoặc sọc của hổ, là quá bất thường để dự đoán từ hóa thạch.

## Cổ sinh vật học

### Hành vi săn mồi

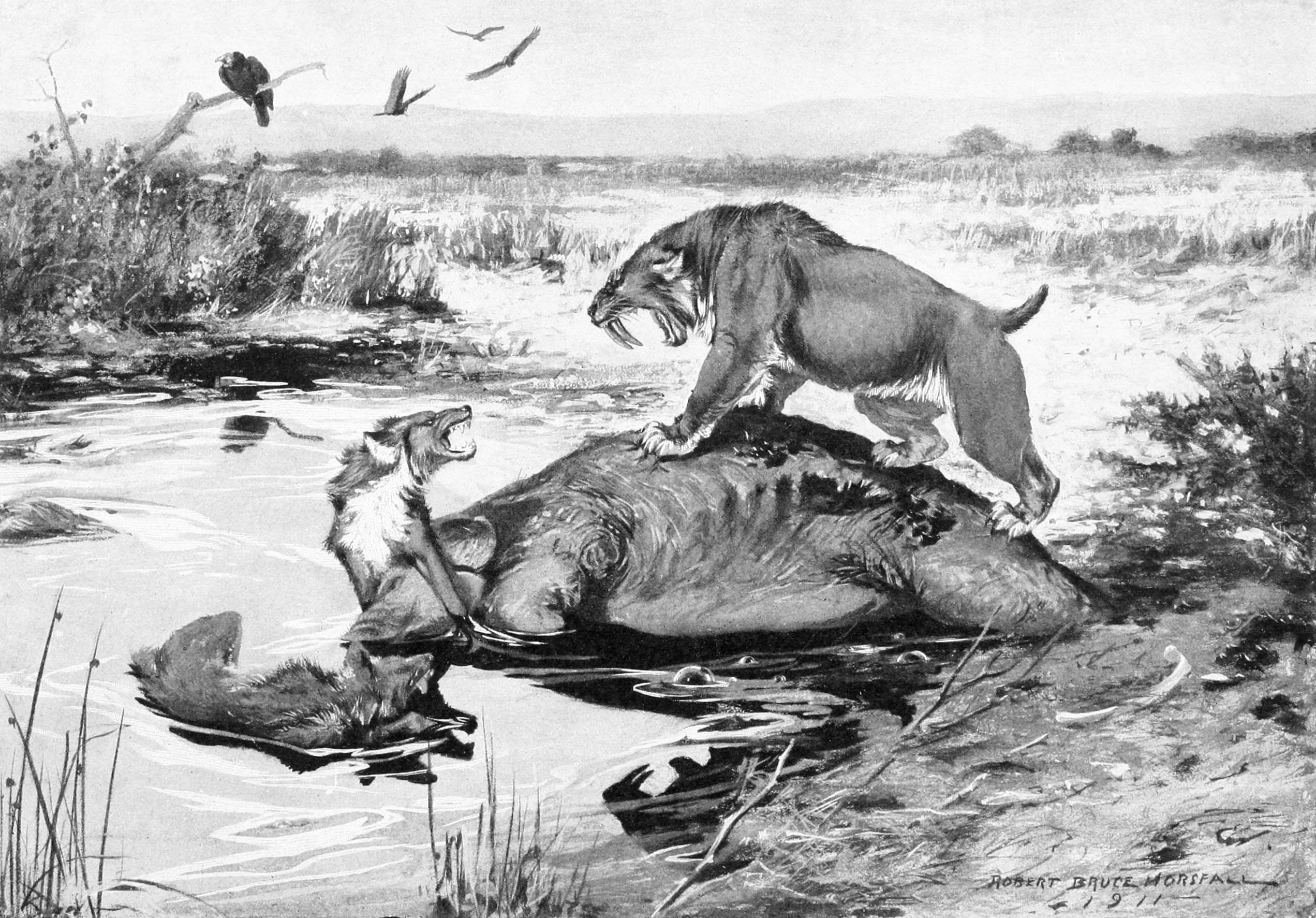
S. fatalis tranh giành một cái xác của voi ma mút Columbia với sói dire tại Hố nhựa La Brea, Robert Bruce Horsfall, 1913

Là một động vật ăn thịt đầu bảng, Smilodon chủ yếu săn bắt các động vật có vú lớn. Các đồng vị được bảo quản trong xương của S. fatalis ở hố nhựa La Brea tiết lộ rằng động vật nhai lại như bò rừng Bison antiquus (lớn hơn nhiều so với bò bison châu Mỹ) và lạc đà (Camelops) thường bị những con mèo ở đây săn. Ngoài ra, các đồng vị được bảo quản trong men răng của các mẫu S. gracilis từ Florida cho thấy loài này còn săn Lợn lòi Pecari Platygonus và loài Hamauchenia giống llama. Trong một số trường hợp hiếm hoi, Smilodon cũng có thể săn các mục tiêu như glyptodont, dựa trên một hộp sọ Glyptotherium mang dấu răng hình êlip trùng với kích thước và đường kính răng nanh của Smilodon. Đây là một con glyptodont vị thành niên với giáp mặt chưa hoàn toàn phát triển. Các nghiên cứu đồng vị về xương sói (Canis dirus) và sư tử Mỹ (Panthera leo atrox) cho thấy sự chồng chéo với S. fatalis trong con mồi, điều này cho thấy chúng là những đối thủ cạnh tranh.[38] Sự sẵn có của con mồi trong khu vực Rancho La Brea có thể so sánh với vùng Đông Phi hiện đại..
Khi Smilodon di cư đến Nam Mỹ, chế độ ăn uống của nó thay đổi; bò bison vắng mặt, ngựa và proboscideans khác lạ, và các động vật móng guốc bản địa như Toxodontidae và Litopterna hoàn toàn không quen thuộc, nhưng loài S. populator vẫn phát triển mạnh ở đó cũng như các loài họ hàng ở Bắc Mỹ. Sự khác biệt giữa hai loài ở Bắc và Nam Mỹ có thể là do sự khác biệt về con mồi giữa hai lục địa.. Smilodon có lẽ đã tránh ăn xương và sẽ để lại đủ thức ăn cho những loài ăn xác thối. Bản thân Smilodon có thể đã ăn xác mồi của loài sói dire. Có người cho rằng Smilodon là một loài ăn xác thuần túy sử dụng răng nanh để tỏ ra thống trị trên cái xác thịt nó chiếm được, nhưng giả thuyết này không được hỗ trợ vì không có động vật có vú trên cạn hiện đại nào là loài chỉ ăn xác.
Não của Smilodon có các mẫu rãnh não tương tự như các loài mèo hiện đại, cho thấy sự phức tạp gia tăng của các vùng kiểm soát thính giác, thị giác và sự phối hợp giữa các chi. Mèo răng kiếm nói chung có đôi mắt tương đối nhỏ không giống như những con mèo hiện đại, có tầm nhìn hai mắt tốt để giúp chúng di chuyển trên cây. Smilodon có thể là loài săn mồi phục kích trong thảm thực vật dày đặc, vì tỷ lệ chi của nó tương tự như mèo rừng hiện đại, và đuôi ngắn của chúng không thể nào hỗ trợ cân bằng trong khi chạy. Không giống như tổ tiên của chúng Megantereon, mà ít nhất có kĩ năng thăng bằng trên không và do đó có thể leo lên cây, Smilodon có lẽ sống hoàn toàn trên mặt đất do trọng lượng lớn hơn và thiếu các thích ứng leo trèo. Xương gót chân của Smilodon khá dài, cho thấy chúng là một loài bật nhảy tốt. Các cơ bắp uốn cong và mở rộng được phát triển tốt ở cánh tay có thể cho phép chúng kéo và giữ chắc chắn các con mồi lớn. Phân tích các mặt cắt ngang của cánh tay S. fatalis chỉ ra rằng chúng được tăng cường bởi vỏ xương dày đến mức chúng có thể duy trì tải trọng lớn hơn so với những con mèo lớn hiện đại, hoặc của sư tử đã tuyệt chủng ở Mỹ. Sự dày lên của xương đùi S. fatalis nằm trong phạm vi của các loài mèo còn tồn tại. Răng nanh của nó mỏng manh và không thể cắn vào xương; do có nguy cơ bị phá vỡ, những con mèo này phải bẻ cong và kiềm chế con mồi của chúng với các chân trước mạnh mẽ của chúng trước khi chúng có thể sử dụng răng nanh, và có thể sử dụng vết cắn hoặc đâm nhanh, mạnh hơn là nhắm vào cổ và sử dụng vết cắn chậm, ngạt thở được sử dụng bởi mèo hiện đại. Trong các trường hợp hiếm hoi, có bằng chứng hóa thạch, Smilodon sẵn sàng mạo hiểm cắn vào xương bằng răng nanh. Điều này có thể là tập trung hơn vào sự cạnh tranh với các Smilodon khác hoặc các mối đe dọa tiềm năng như động vật ăn thịt khác hơn là con mồi.

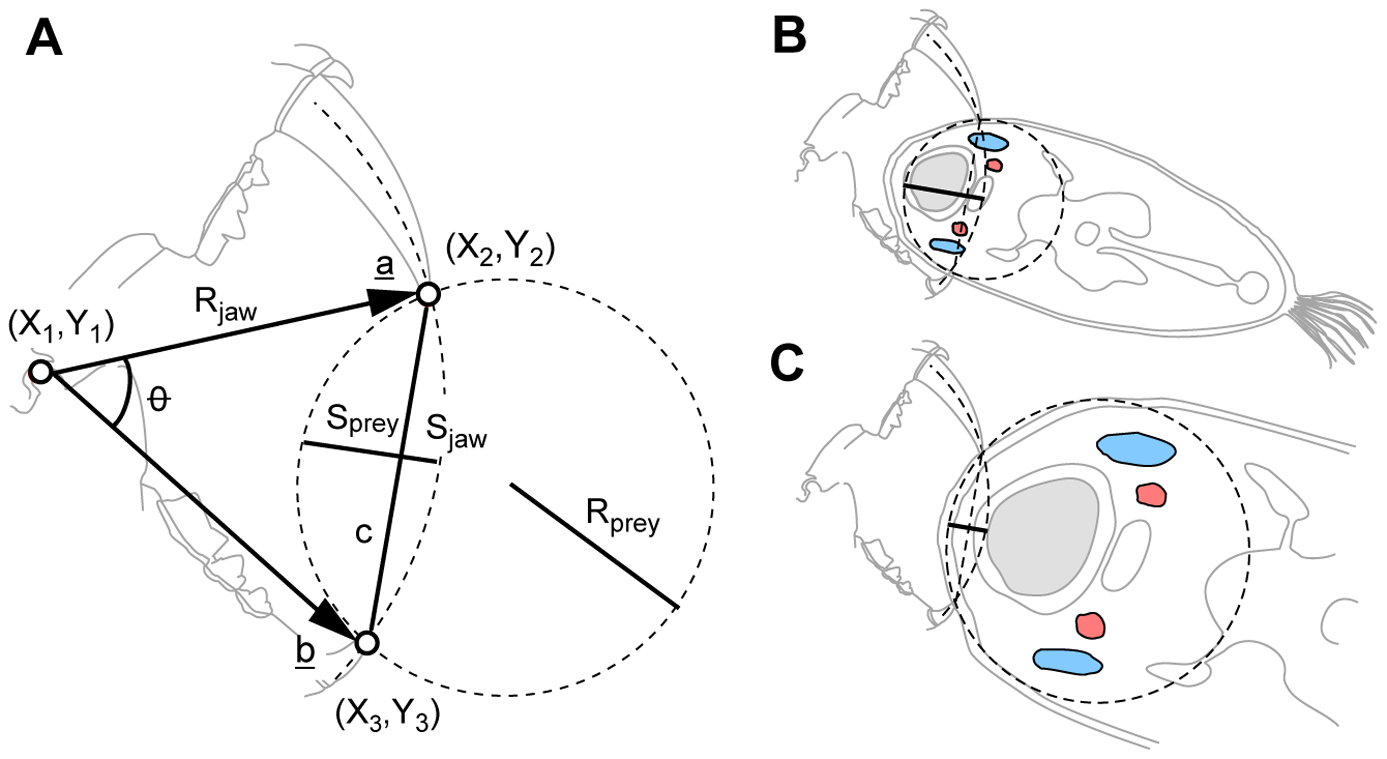
Góc mở hàm tối đa (A) và vết cắn cổ lên những con mồi có kích cỡ khác nhau (B, C)

Các nhà khoa học vẫn đang tranh luận về cách loài Smilodon giết con mồi của nó. Theo truyền thống, giả thuyết phổ biến nhất là con mèo sẽ tạo ra một vết cắn đâm sâu hoặc đâm mở hàm vào cổ họng, thường xuyên cắt qua tĩnh mạch và/hoặc khí quản và do đó giết chết con mồi chớp nhoáng. Một giả thuyết khác cho rằng Smilodon nhắm vào bụng con mồi. Giả định này bị bàn cãi, vì độ cong của bụng con mồi có thể sẽ ngăn cản con mèo đưa ra một vết cắn hoặc đâm tốt. Về chiến thuật mà loài Smilodon vận dụng để tạo vết cắn, giả thuyết "răng nanh căt đứt" được ưa chuộng, sự uốn cong của cổ và vòng quay của hộp sọ sẽ hỗ trợ lực cắn lên con mồi, nhưng điều này dường như bất khả thi về mặt cơ học. Các mép hàm dưới có thế đã giúp con vật chống lại lực uốn khi hàm bị mắc lại bởi da con mồi. Các răng cửa nhô ra được bố trí thành dạng hình vòm, và được sử dụng để giữ con mồi ổn định trong khi răng nanh cắn con mồi. Bề mặt tiếp xúc giữa vòng đỉnh răng nanh và lợi được mở rộng, ổn định răng và giúp con mèo cảm nhận được khi răng đã thâm nhập vào thịt tối đa. Vì những con mèo có lỗ dưới ổ mắt khá lớn, trong đó có các dây thần kinh kết nối với ria mèo, nó gợi ý rằng các giác quan được cải thiện sẽ giúp tăng độ chính xác của mèo khi tạo ra vết cắn bên ngoài tầm nhìn của chúng, và do đó ngăn ngừa sự bẻ gãy của răng nanh. Răng nhai thịt giống như lưỡi dao được sử dụng để cắt da và tiếp cận thịt, và răng hàm giảm gợi ý rằng chúng không thích nghi để nghiền xương như mèo hiện đại. Vì thức ăn của mèo hiện đại đi vào miệng ở bên đồng thời chúng bị cắt bởi răng nhai thịt, không phải là răng cửa phía trước giữa hai răng nanh, con vật không cần mở rộng hàm, vì vậy răng nanh của Smilodon không cản trở bữa ăn.

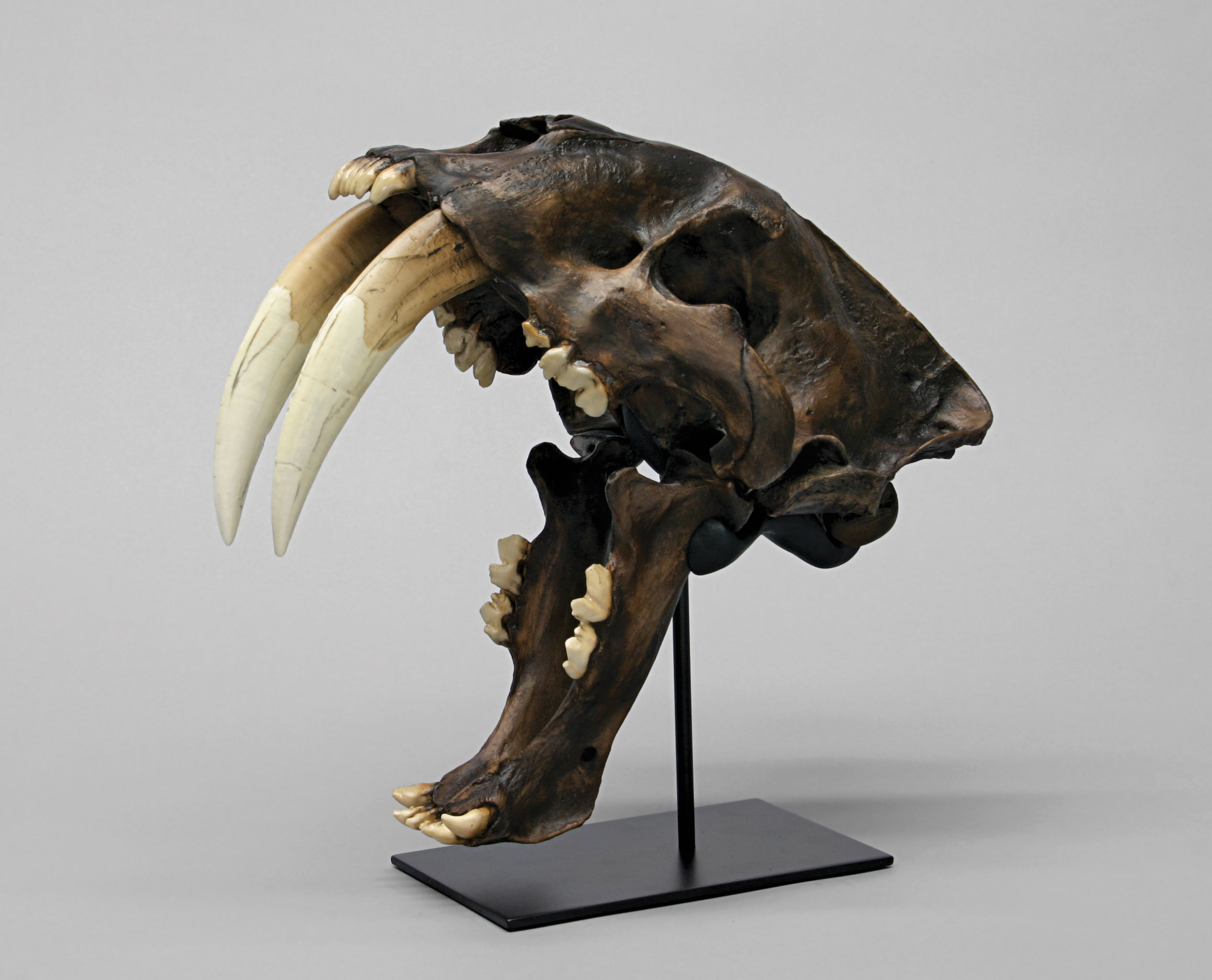
Phục dựng S. fatalis La Brea với hàm mở

Mặc dù có cơ thể mạnh mẽ hơn những loài mèo lớn khác, Smilodon có lực cắn yếu hơn. Những loài họ mèo lớn hiện đại (như hổ, sư tử) có xương gò má lớn, trong khi cấu trúc này nhỏ hơn ở Smilodon, làm hạn chế độ dày và sức mạnh của các cơ thái dương giảm và do đó lực cắn của Smilodon yếu hơn. Phân tích bộ hàm hẹp của chi chỉ ra rằng chúng chỉ có thể tạo ra lực cắn bằng 1/3 so với sư tử (thương số cắn được đo cho sư tử thường là 112). Dường như có một quy luật chung là các con mèo có răng nanh càng dài thì có tỷ lệ cắn càng yếu. Phân tích cường độ chịu uốn của răng nanh (khả năng của răng nanh chống lại lực uốn mà không bị gãy) và lực cắn chỉ ra rằng răng của hổ răng kiếm bền hơn tương đối so với lực cắn mà nó tạo ra khi so sánh với mèo hiện đại. Ngoài ra, mồm của Smilodon có thể há rộng tới gần 120 độ, trong khi sư tử hiện đại chỉ mở được góc gần 65 độ. Góc há mồm này đủ rộng để cho phép Smilodon giữ chặt con mồi lớn mặc dù răng nanh dài. Một nghiên cứu năm 2018 so sánh hành vi giết mồi của Smilodon fatalis và Homotherium serum, và phát hiện ra rằng loài trước có hộp sọ mạnh với ít xương thớ cơ thích hợp để tạo ra các vết cắn rạch, trong khi đó loài phía sau có nhiều xương thớ cơ hơn và sử dụng phương thức kẹp và giữ tương tự như sư tử. Do đó, hai loài này sẽ chiếm những hốc sinh thái riêng biệt.

### Bẫy tự nhiên

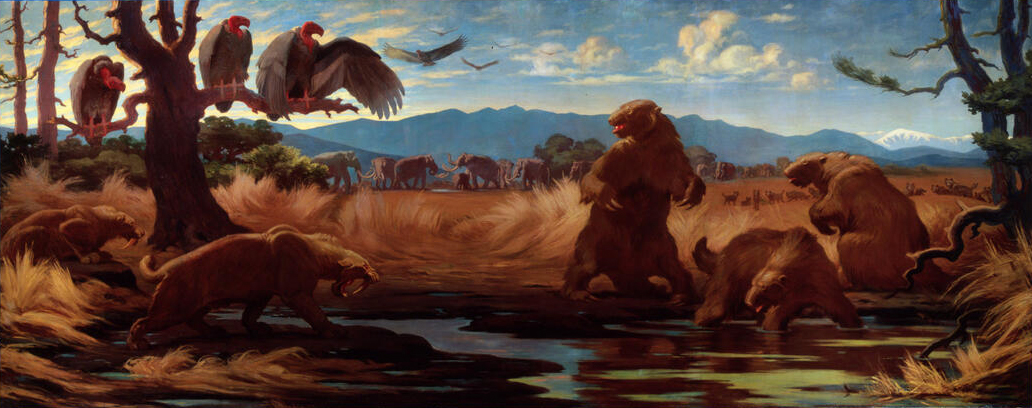
Một đôi S. fatalis tiếp cận một đàn Paramylodon, một con đang vùng vẫy trong bùn, tại Hố nhựa La Brea, Charles R. Knight, 1921

Nhiều mẫu vật Smilodon đã được khai quật từ các hố nhựa, hoạt động như cái bẫy động vật ăn thịt tự nhiên. Các loài vật vô tình bị mắc kẹt trong hố và trở thành mồi nhử cho các kẻ săn mồi đến ăn thịt, nhưng sau đó chúng cũng bị mắc kẹt. Nổi tiếng nhất trong những cái bẫy như vậy là tại hố La Brea ở Los Angeles, nơi đã cho ra hơn 166.000 mẫu Smilodon fatalis,[59] tạo ra bộ sưu tập hóa thạch lớn nhất thế giới. Các trầm tích của hố bắt đầu tích lũy từ khoảng 40.000 đến 10.000 năm trước, trong kì Pleistocen muộn. Mặc dù những con thú bị mắc kẹt bị chôn vùi nhanh chóng, những kẻ săn mồi thường cố gắng lấy phần xương chân của chúng, nhưng chúng cũng thường bị mắc kẹt và sau đó bị những kẻ săn mồi khác ăn xác; 90% số lượng xương được khai quật thuộc về loài săn mồi.[60]
Các hố nhựa Talara ở Peru đại diện cho một kịch bản tương tự, và cũng đã sản xuất các hóa thạch của Smilodon. Không giống như ở La Brea, nhiều xương bị gãy hoặc có dấu hiệu bị phong hóa. Điều này có thể là lớp nhựa nông hơn, do đó sự vùng vẫy của các con vật bị lún sau đã làm hỏng xương của các loài động vật bị bẫy trước đó. Nhiều loài động vật ăn thịt ở Talara là cá thể vị thành niên, có thể chỉ ra rằng những con vật thiếu kinh nghiệm và kém sức khỏe hơn có tỉ lệ bị mắc bẫy nhiều hơn. Mặc dù Lund nghĩ rằng sự tích lũy của Smilodon và hóa thạch ăn cỏ trong Hang Lagoa Santa là do những con mèo sử dụng hang động như nơi ở, đây có lẽ là kết quả của động vật chết trên bề mặt, và dòng nước sau đó kéo xương của chúng xuống sàn hang nhưng một số cá thể cũng có thể đã chết sau khi bị lạc trong hang động.[60]

### Cuộc sống bầy đàn
Các nhà khoa học vẫn đang tranh luận xem Smilodon có phải là loài xã hội hay không. Một nghiên cứu về những kẻ săn mồi châu Phi phát hiện ra rằng các loài săn mồi theo bầy như sư tử và linh cẩu được phát hiện là phản ứng nhiều hơn với các tín hiệu cầu cứu hơn là những loài di săn đơn độc. Vì hóa thạch S. fatalis rất phổ biến ở hố nhựa La Brea, và có khả năng chúng đã bị thu hút bởi các tiếng kêu cứu của con mồi mắc kẹt, điều này có nghĩa là loài này cũng có hành vi xã hội. Một nghiên cứu quan trọng cho rằng nghiên cứu này đã bỏ qua các yếu tố khác, chẳng hạn như khối lượng cơ thể (những động vật nặng hơn có nhiều khả năng bị mắc kẹt hơn so với những động vật nhẹ hơn), trí thông minh (một số động vật xã hội, giống như sư tử Mỹ, có thể đủ thông minh để tranh hố bẫy), thiếu mồi thị giác và khứu giác, loại âm thanh thu hút và độ dài của tiếng kêu bị nạn (tiếng kêu cứu thực của con mồi bị mắc kẹt sẽ kéo dài hơn các tiếng gọi khác được sử dụng trong nghiên cứu). Tác giả của nghiên cứu này cân nhắc những chỉ trích trên và quan sát những kẻ săn mồi sẽ phản ứng thế nào nếu các bản ghi âm được phát ở Ấn Độ, nơi những con hổ đơn độc cùng tập trung xung quanh một xác thịt. Các tác giả của nghiên cứu ban đầu đã trả lời rằng mặc dù tác động của các tiếng kêu cứu trong các hố nhựa và các thí nghiệm phát lại sẽ không giống nhau, điều này sẽ không đủ để lật đổ các kết luận của họ. Ngoài ra, họ nói rằng trọng lượng và trí thông minh sẽ không có khả năng ảnh hưởng đến kết quả do động vật ăn thịt nhẹ hơn rất nhiều so với động vật ăn cỏ nặng và sói dire (dường như có trí khôn) cũng được tìm thấy tại hố.

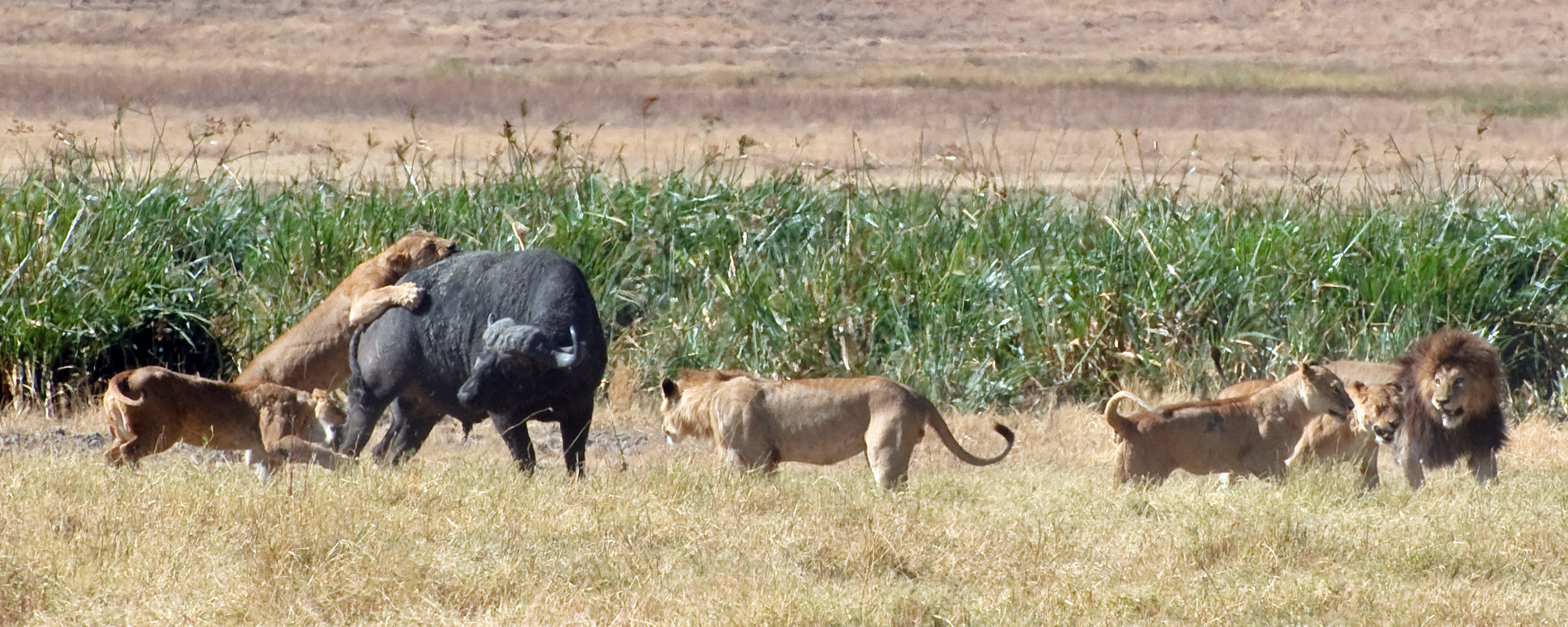
Bầy Sư tử tấn công một con Bò châu Phi tại Tanzania; Smilodon cũng có thể đã là loài săn theo đàn

Một lập luận khác về tính xã hội dựa trên những vết thương được hồi phục trong một số hóa thạch Smilodon, điều này cho thấy rằng những con vật này cần các con vật khác cung cấp thức ăn cho nó. Lập luận này bị đặt câu hỏi, vì mèo có thể phục hồi nhanh chóng thậm chí từ tổn thương xương nghiêm trọng và một con Smilodon bị thương có thể tồn tại nếu nó gần bên nguồn nước. Não của Smilodon tương đối nhỏ so với các loài mèo khác. Một số nhà nghiên cứu đã lập luận rằng bộ não của Smilodon sẽ quá nhỏ để nó trở thành một động vật xã hội. Một phân tích kích thước não trong những con mèo lớn còn sống không tìm thấy mối tương quan giữa kích thước não và tính xã hội. Một lập luận chống lại Smilodon là loài xã hội nói rằng một loài săn mồi phục kích trong môi trường sống khép kín khiến săn mồi theo bầy không cần thiết, như trong hầu hết các loài mèo hiện đại. Tuy nhiên, người ta cũng đề xuất rằng là loài động vật ăn thịt lớn nhất trong môi trường lớn bằng các trảng cỏ của Châu Phi, Smilodon có thể có cấu trúc xã hội tương tự như sư tử hiện đại, có thể sống trong các nhóm chủ yếu để bảo vệ lãnh thổ khỏi các con sư tử khác (sư tử là loài mèo duy nhất sống có cấu trúc xã hội).
Liệu Smilodon có lưỡng hình giới tính hay không có ý nghĩa đối với hành vi sinh sản của nó. Dựa trên kết luận của họ rằng Smilodon fatalis không thể hiện tính lưỡng hình, Van Valkenburgh và Sacco đã đề xuất vào năm 2002 rằng, nếu loài mèo này có hành vi xã hội, chúng có thể sẽ sống theo các cặp đôi (cùng với con) mà không có sự cạnh tranh gay gắt giữa các con đực để giành quyền sinh sản với con cái. Tương tự như vậy, Meachen-Samuels và Binder (2010) kết luận rằng sự hung hăng giữa con đực ít rõ rệt trong S. fatalis hơn là ở sư tử Mỹ. Christiansen và Harris (2012) đã phát hiện ra rằng, vì S. fatalis nếu thể hiện một số lưỡng hình giới tính, thì sẽ có sự lựa chọn tiến hóa để cạnh tranh giữa các con đực. Cấu trúc của xương móng cho thấy rằng Smilodon giao tiếp bằng các tiếng gầm, giống như những con mèo lớn hiện đại. Khả năng gầm lên có thể có ý nghĩa đối với đời sống xã hội của Smilodon.

## Phân bố và hệ sinh thái

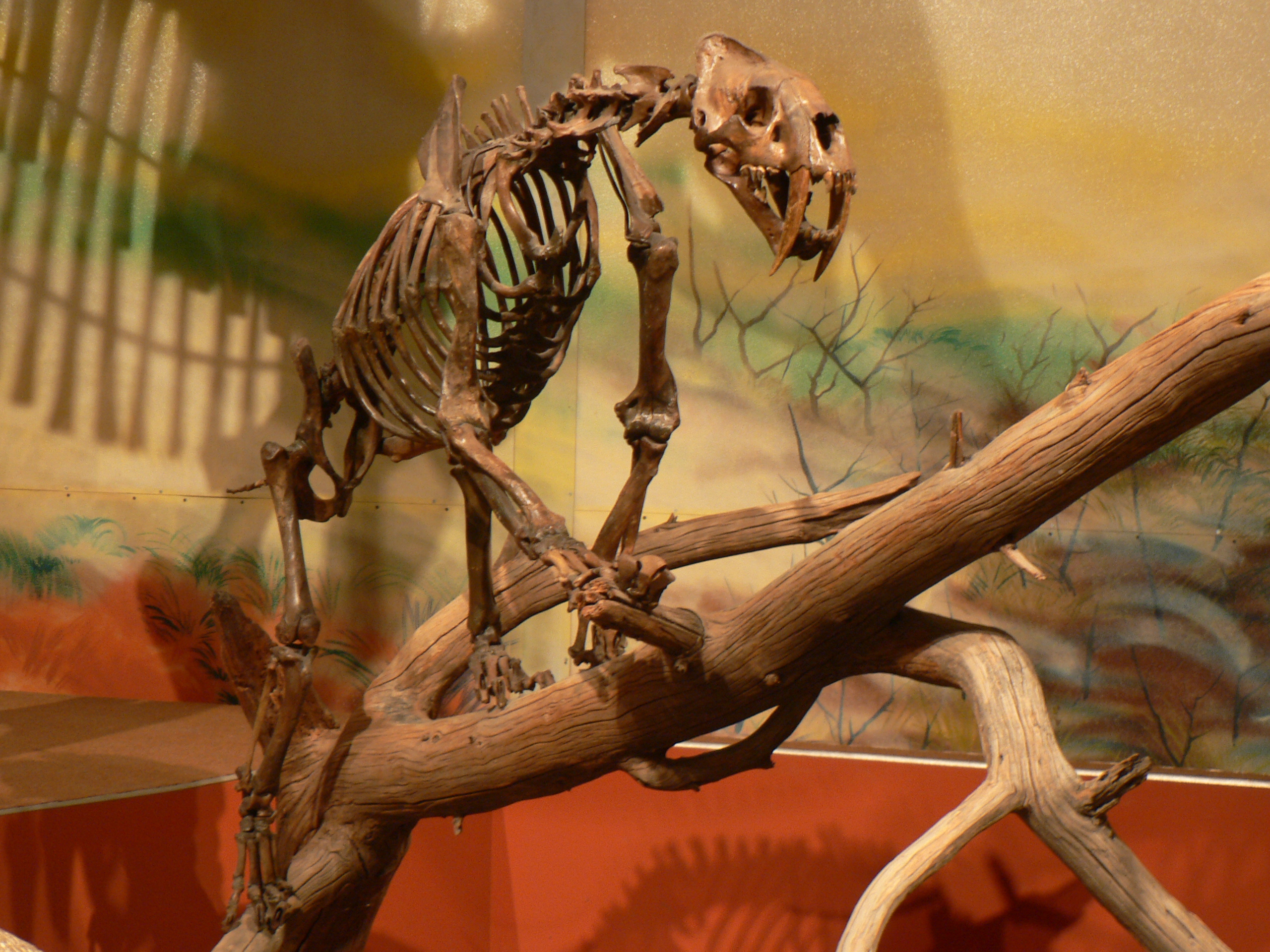
S. fatalis trong tư thế trèo cây, Bảo tàng Lịch sử Tự nhiên Cleveland

Smilodon sống trong thế Canh Tân (2,5 mya - 10.000 năm trước), và có lẽ là chi mèo răng kiếm gần đây nhất. Smilodon có lẽ sống trong một môi trường sống khép kín như rừng hoặc các đồng cỏ bụi rậm. Hóa thạch của chi đã được tìm thấy trên khắp châu Mỹ. Ở Bắc Mỹ, môi trường sống đa dạng đã hỗ trợ những con mèo răng kiếm khác ngoài Smilodon, như Homotherium và Xenosmilus; môi trường sống ở đây rất phong phú từ các khu rừng cận nhiệt đới và thảo nguyên ở phía nam, đến thảo nguyên voi ma mút ở phía bắc. Smilodon sinh sống ở các vĩ độ ôn đới của Bắc Mỹ, nơi thảm thực vật khảm của cây gỗ, cây bụi và cỏ ở phía tây nam chứa đầy các loài động vật ăn cỏ lớn như ngựa, bò rừng, linh dương, hươu, lạc đà, voi ma mút, mastodon và lười đất. Những động vật ăn thịt lớn khác bao gồm sói dire, gấu mặt ngắn (Arctodus simus) và sư tử Mỹ. Do sự cạnh tranh từ các loài thú ăn thịt lớn hơn ở Bắc Mỹ, S. fatalis có lẽ không thể đạt được kích thước tương tự như S. populator. Kích thước tương tự của S. fatalis và sư tử Mỹ cho thấy sự chồng chéo và cạnh tranh trực tiếp giữa các loài này và chúng dường như đã ăn con mồi có kích thước giống nhau.
S. gracilis đã xâm nhập vào Nam Mỹ trong thời kỳ đầu đến giữa Canh Tân, nơi có lẽ đã sinh ra loài S. populator, sống ở phía đông của lục địa. S. fatalis cũng đã vào miền tây Nam Mỹ vào cuối Canh Tân và hai loài được cho là bị chia cắt bởi dãy núi Andes. Tuy nhiên, vào năm 2018, một hộp sọ của S. fatalis được tìm thấy ở phía đông dãy Andes được báo cáo, điều này khiến ý niệm hai loài bị cách li về mặt địa lý bị đặt dấu chấm hỏi. Sự trao đổi hệ sinh thái giữa hai lục địa châu Mỹ dẫn đến một sự pha trộn của các loài bản địa và xâm lấn cùng chia sẻ thảo nguyên và rừng ở Nam Mỹ; Động vật ăn cỏ Bắc Mỹ bao gồm proboscideans, ngựa, lạc đà và hươu, động vật ăn cỏ Nam Mỹ bao gồm toxodonts, litopterns, lười và glyptodonts. Những kẻ săn mồi bản địa (bao gồm cả thylacosmilids răng kiếm) đã bị tuyệt chủng vào thế Thượng Tân và bị thay thế bởi các loài thú ăn thịt ở Bắc Mỹ như chó, gấu và mèo lớn.
S. populator đã rất thành công, trong khi Homotherium không trở nên phổ biến ở Nam Mỹ. Sự tuyệt chủng của thylacosmilids được cho là do cạnh tranh với Smilodon, nhưng điều này có lẽ không chính xác, vì dường như chúng đã biến mất trước sự xuất hiện của những con mèo lớn. Chim khủng bố có thể đã thống trị hốc săn mồi lớn ở Nam Mỹ cho đến khi Smilodon tới đây. S. populator có thể đã đạt được kích thước lớn hơn S. fatalis do thiếu sự cạnh tranh ở Nam Mỹ; S. populator đã đến sau sự tuyệt chủng của Arctotherium angustidens, một trong những loài ăn thịt lớn nhất từ trước đến nay, và do đó đã đảm nhận vị trí của loài thú ăn thịt lớn. S. populator ưa thích con mồi lớn từ môi trường sống mở như đồng cỏ và đồng bằng, dựa trên bằng chứng thu thập được từ các tỷ lệ đồng vị xác định chế độ ăn của động vật. Theo cách này, loài Smilodon Nam Mỹ có hành vi giống với sư tử hiện đại. S. populator có thể đã cạnh tranh với loài Protocyon ở đó, nhưng không đấu với loài báo đốm, loài ăn chủ yếu các con mồi nhỏ hơn.

## Tuyệt chủng

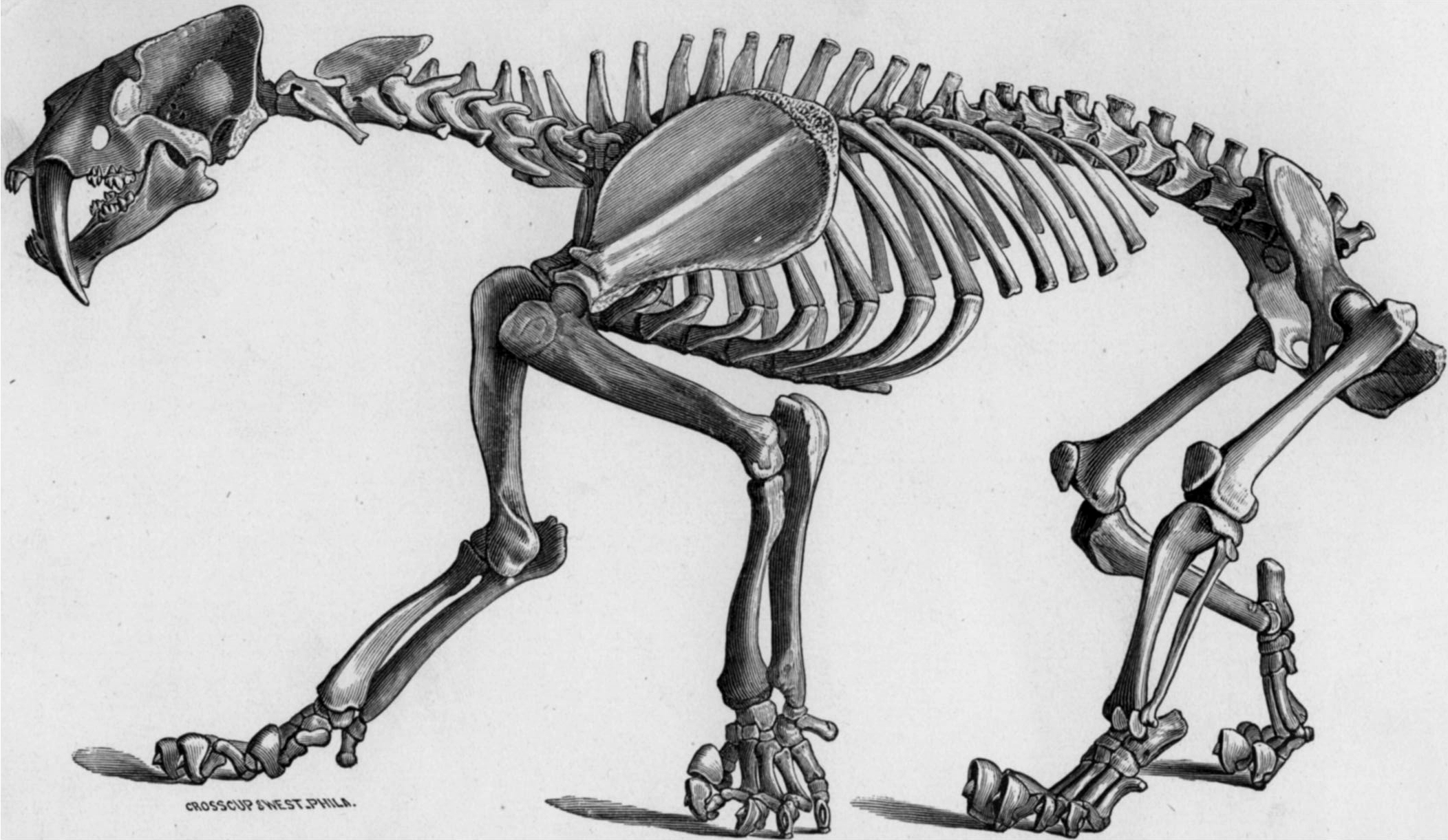
Giản đồ của khung xương loài S. populator năm 1880

Cùng với nhiều loài động vật có vú lớn của thế Canh Tân, Smilodon đã tuyệt chủng 10.000 năm trước trong sự kiện tuyệt chủng Kỷ Đệ tứ. Sự tuyệt chủng của loài mèo răng kiếm có liên quan đến sự suy giảm của các động vật ăn cỏ lớn, bị thay thế bằng những loài ăn cỏ nhỏ và nhanh nhẹn hơn như hươu. Do đó, Smilodon có thể đã quá thích ứng trong việc săn những con mồi lớn và không thể thích nghi để săn những con mồi mới. Một nghiên cứu năm 2012 về sự bào mòn răng của Smilodon không cho thấy chúng bị giới hạn bởi nguồn thức ăn. Những cách giải thích khác bao gồm biến đổi khí hậu và cạnh tranh với con người (đã di cư đến châu Mỹ khoảng 14.000 năm trước), hoặc sự kết hợp của nhiều yếu tố, cùng nhau đem đến sự tuyệt chủng của nhiều loài vật nói chung, thay vì sự tuyệt chủng của riêng loài mèo răng kiếm.

## Hình ảnh

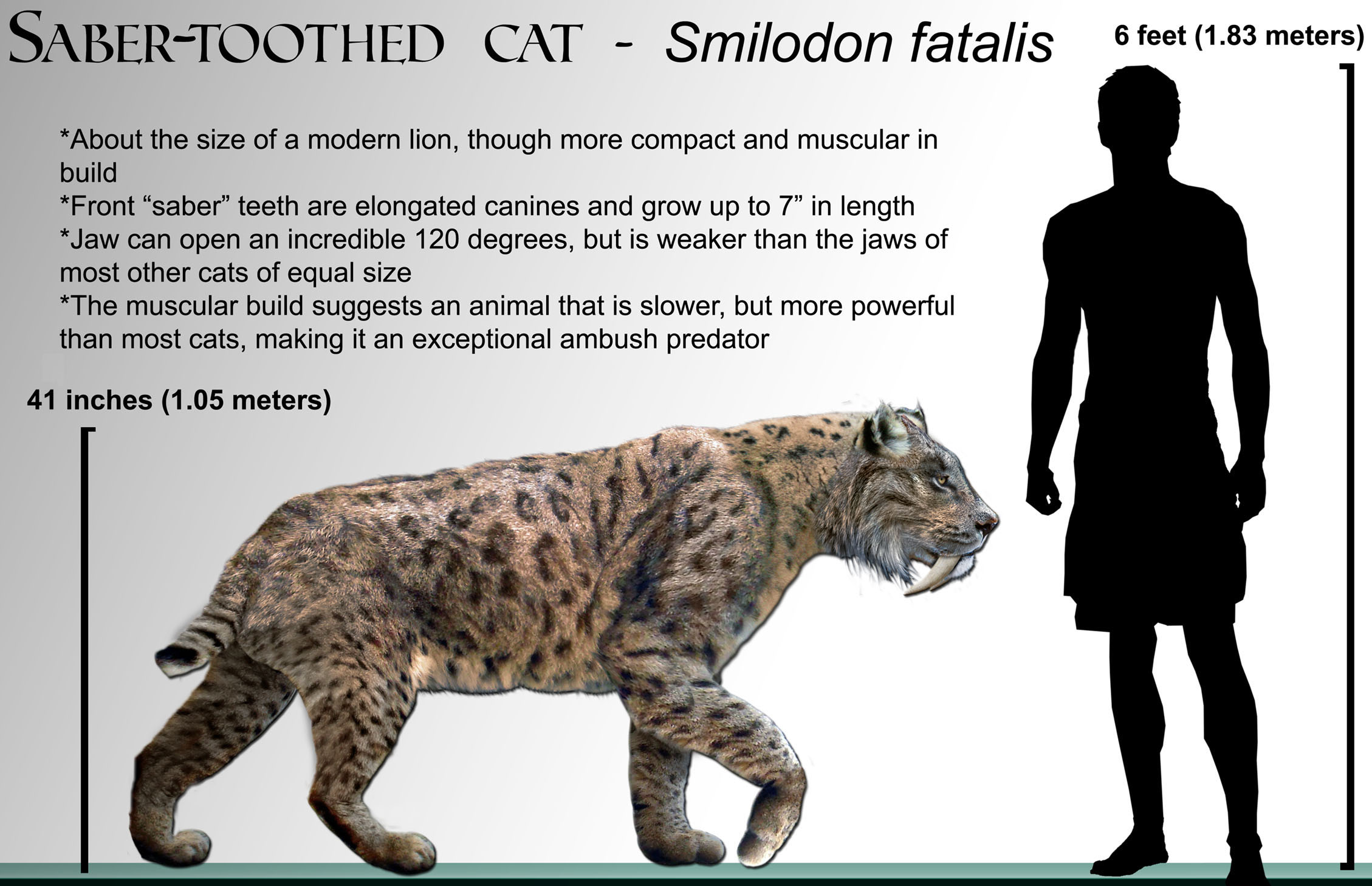
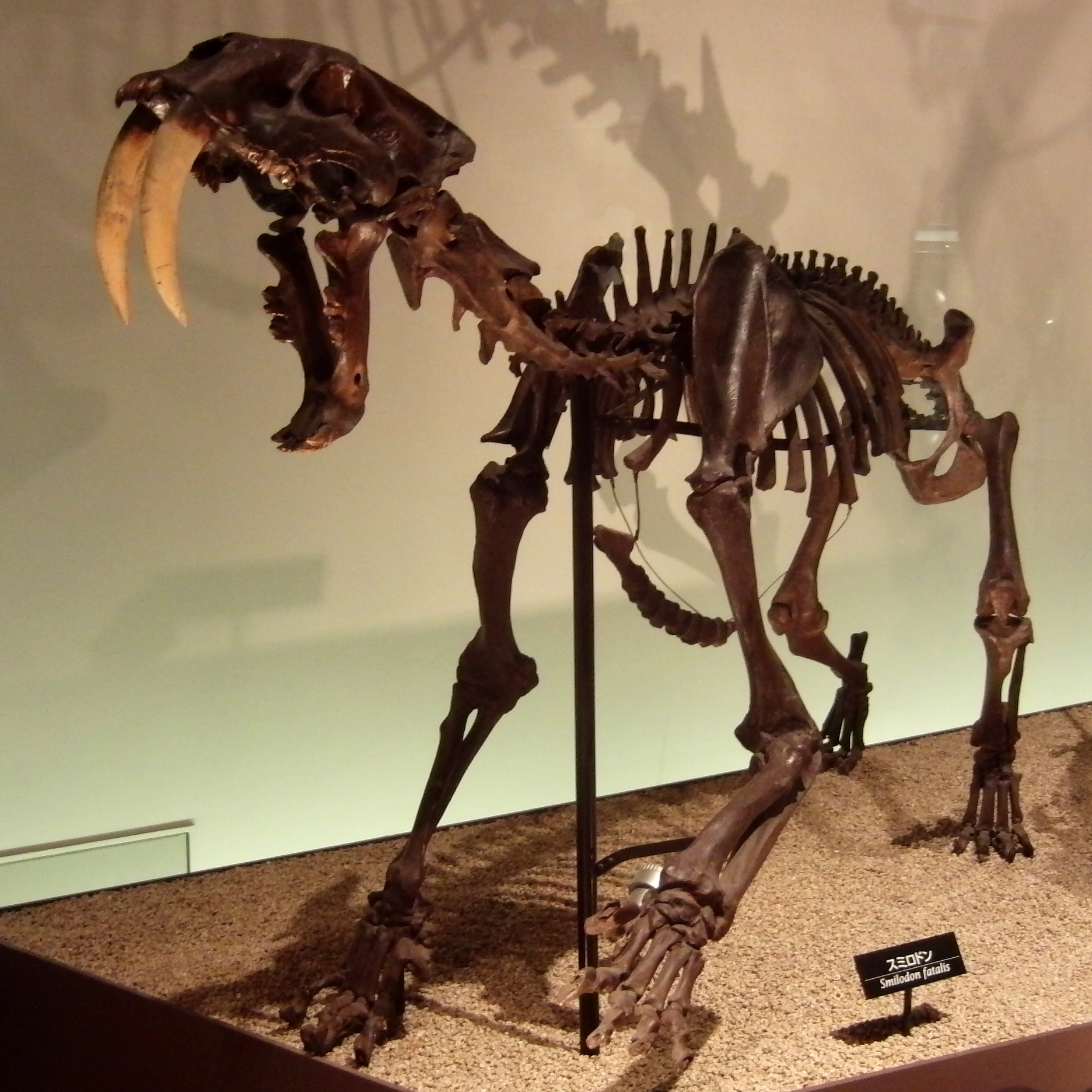
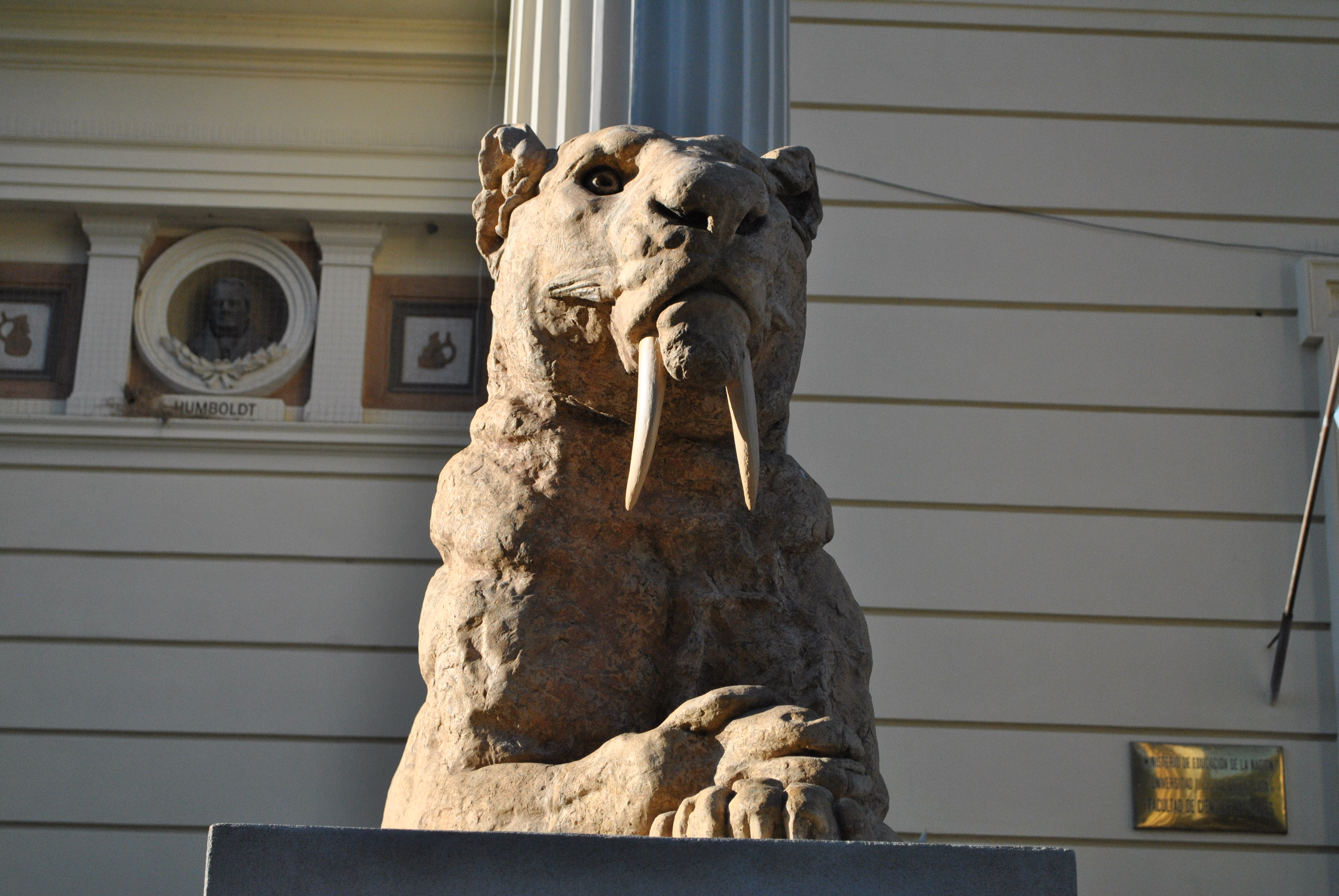
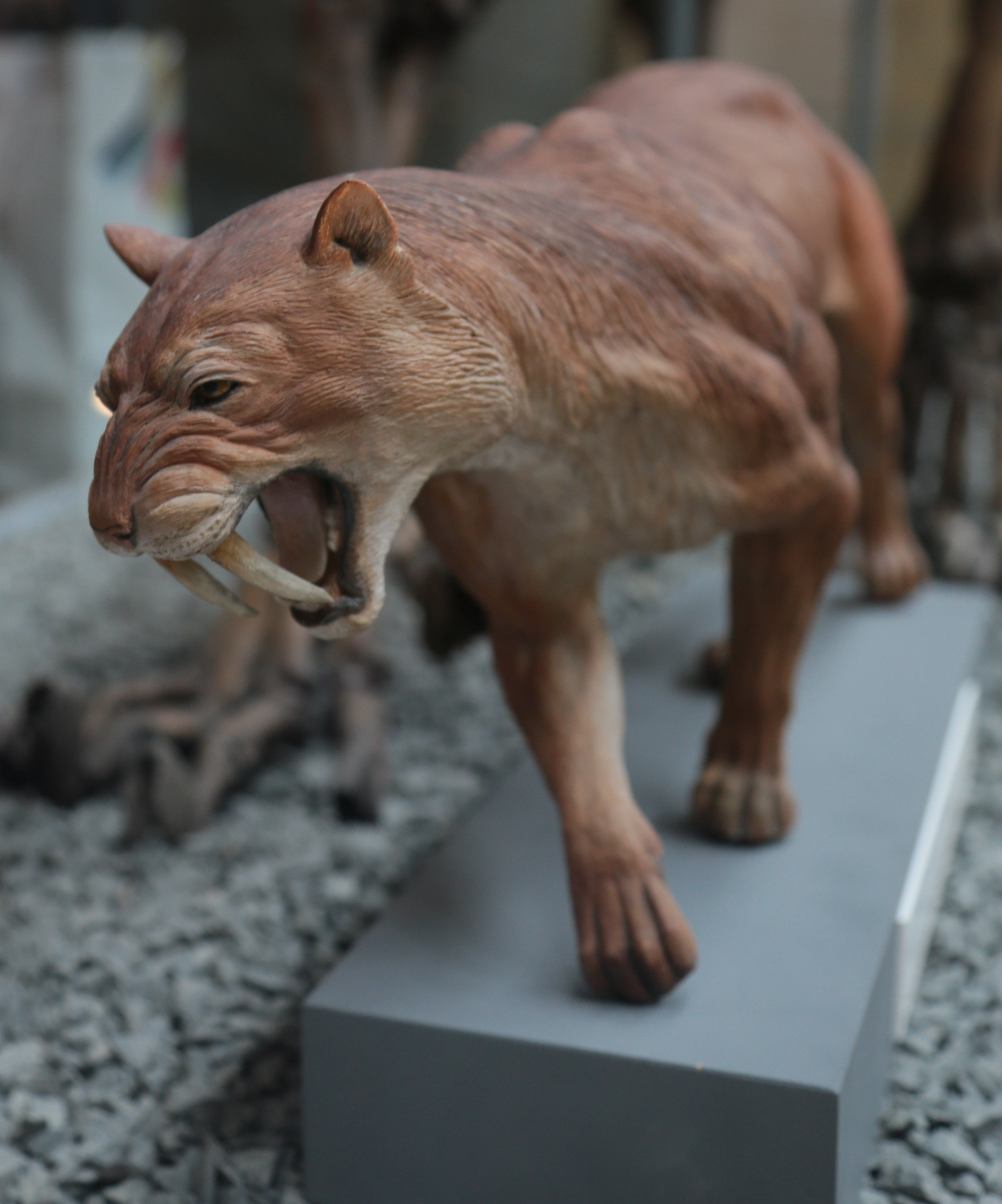